# Biserica de lemn din Groși, Timiș

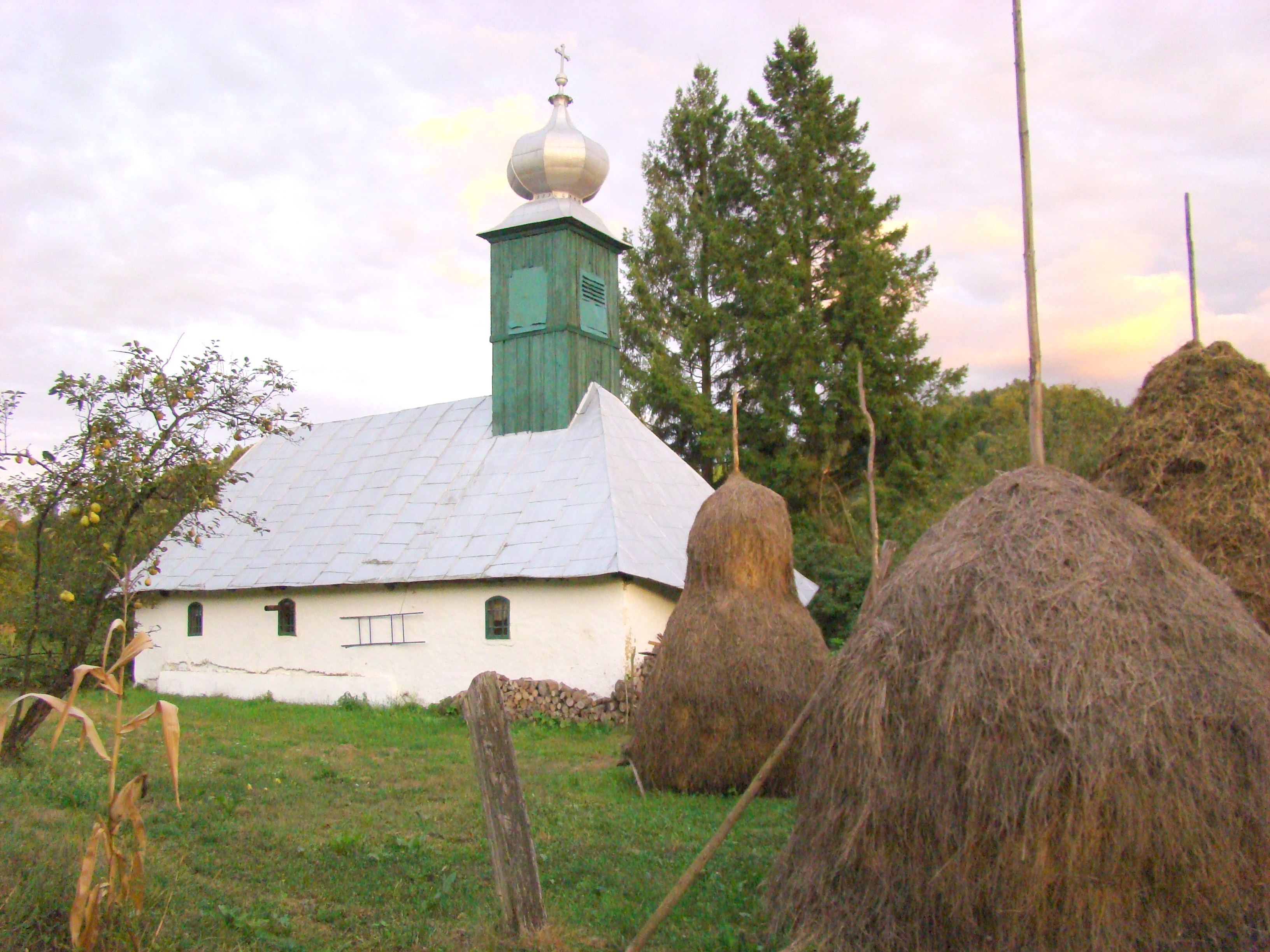
Biserica de lemn „Adormirea Maicii Domnului” din Groși, comuna Margina, județul Timiș, foto: septembrie 2009.

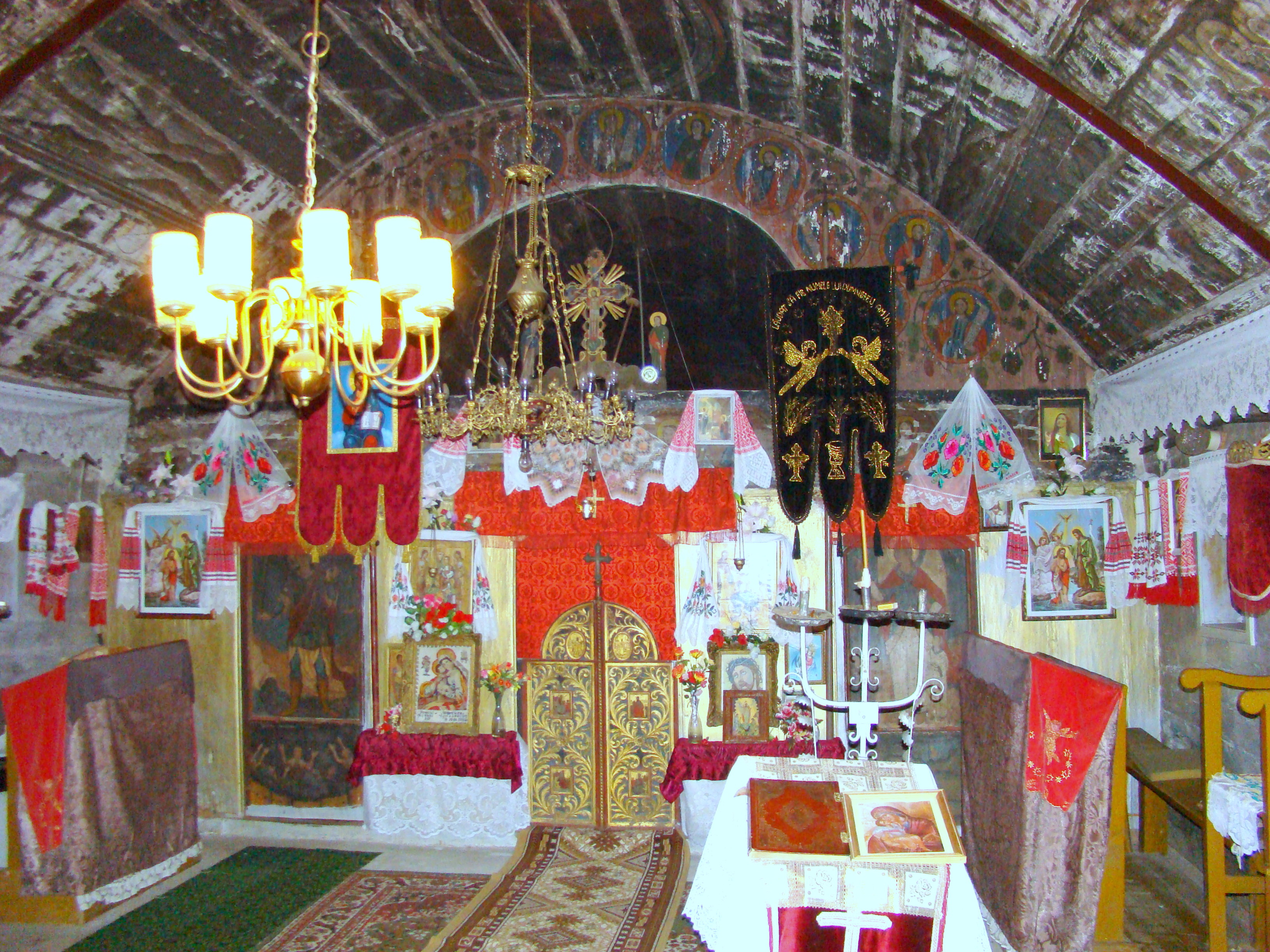
Interiorul navei

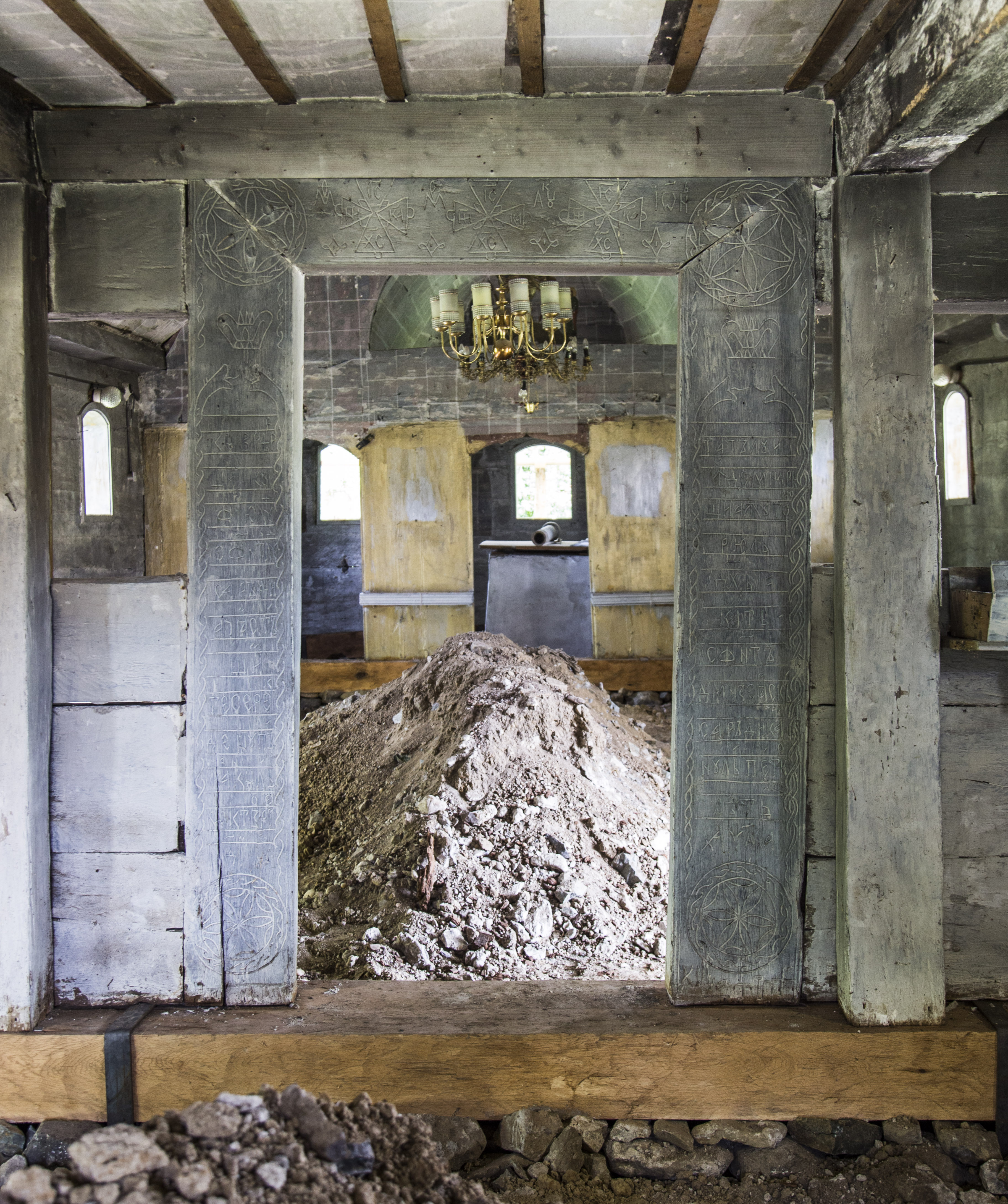
Pisania de la 1741, pe portalul intrării în naos, foto: iunie 2013.

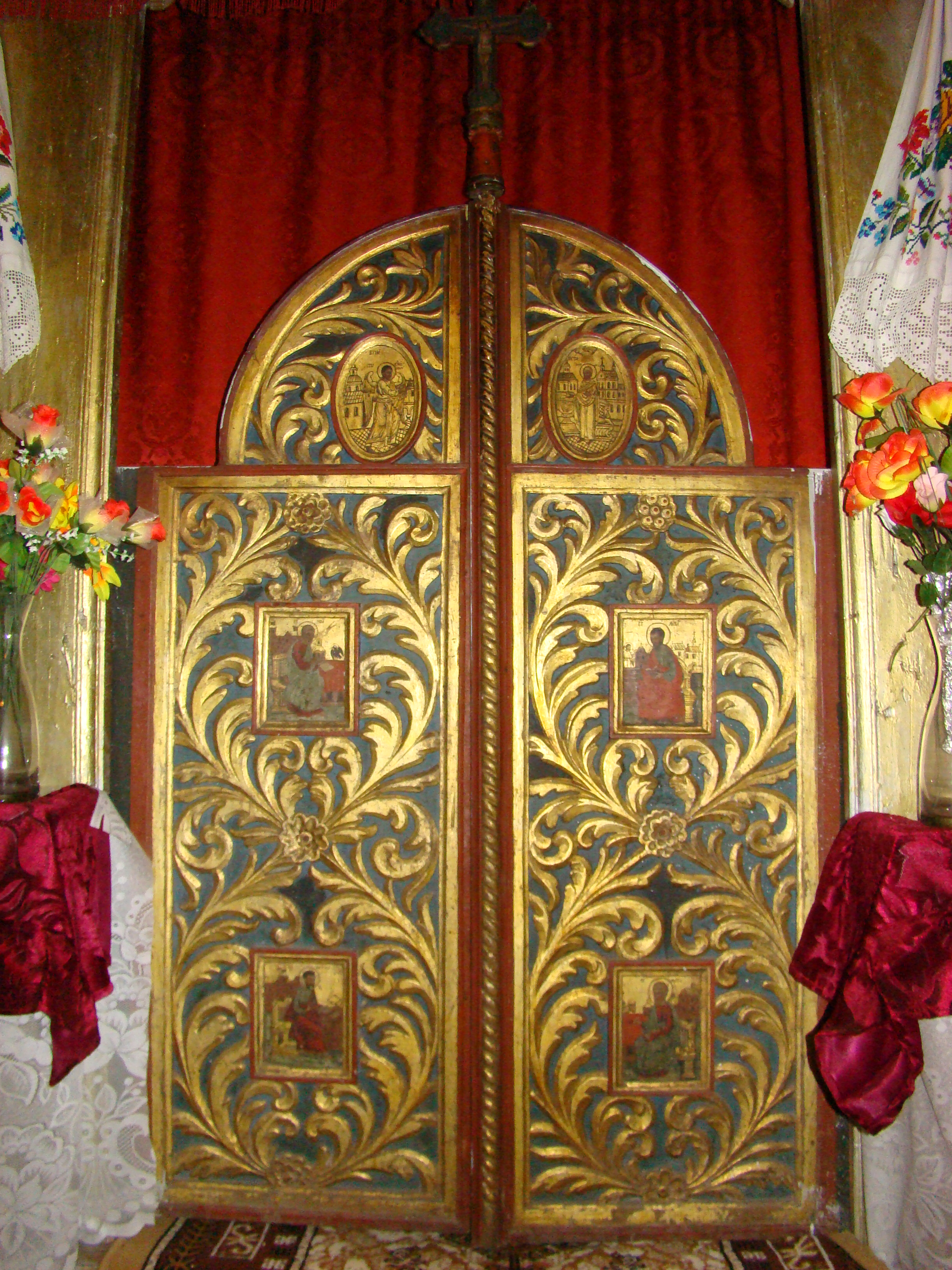
Uşile împărăteşti: Evangheliştii

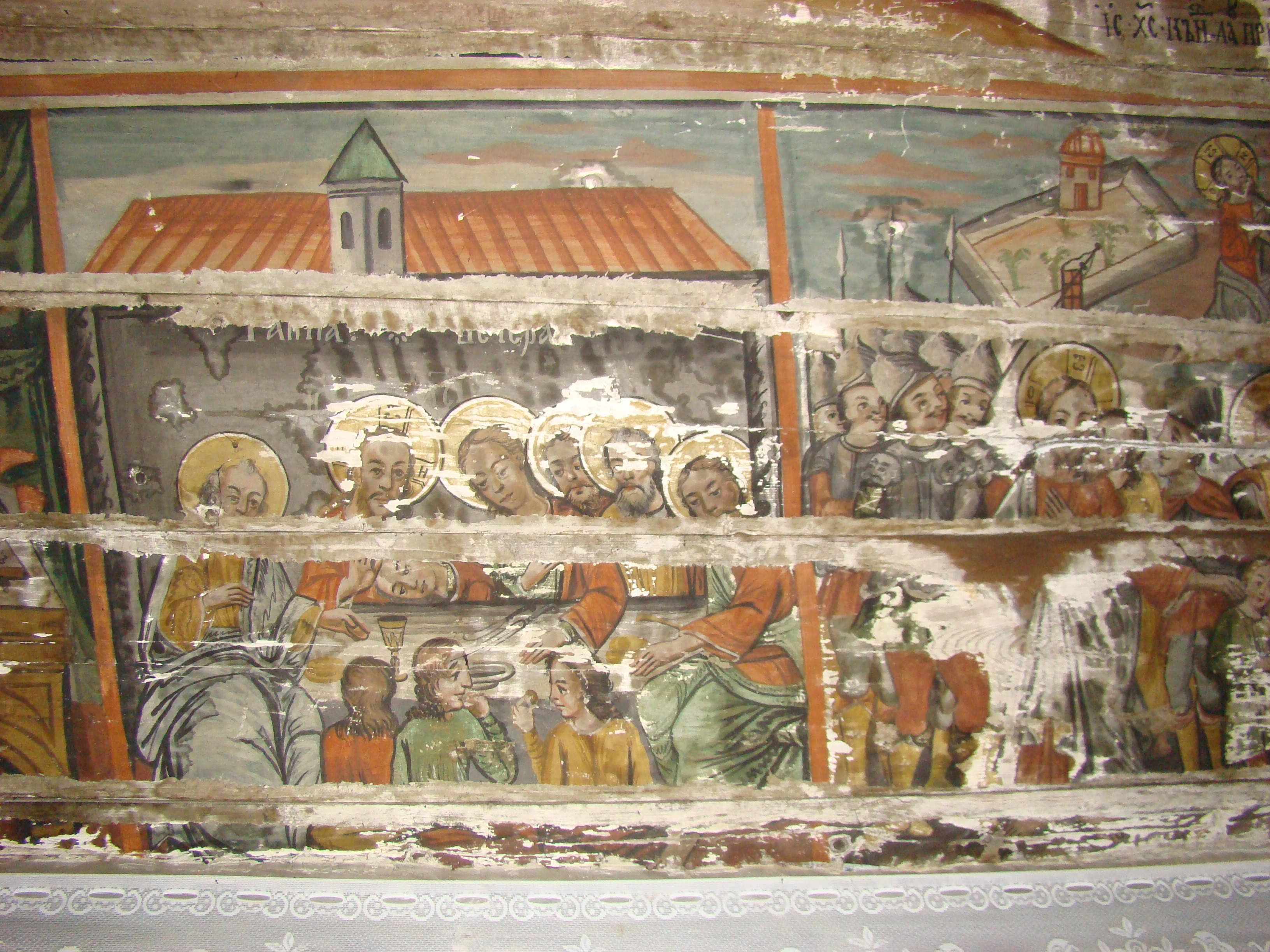
Naos: Cina cea de taină; Sărutul lui Iuda

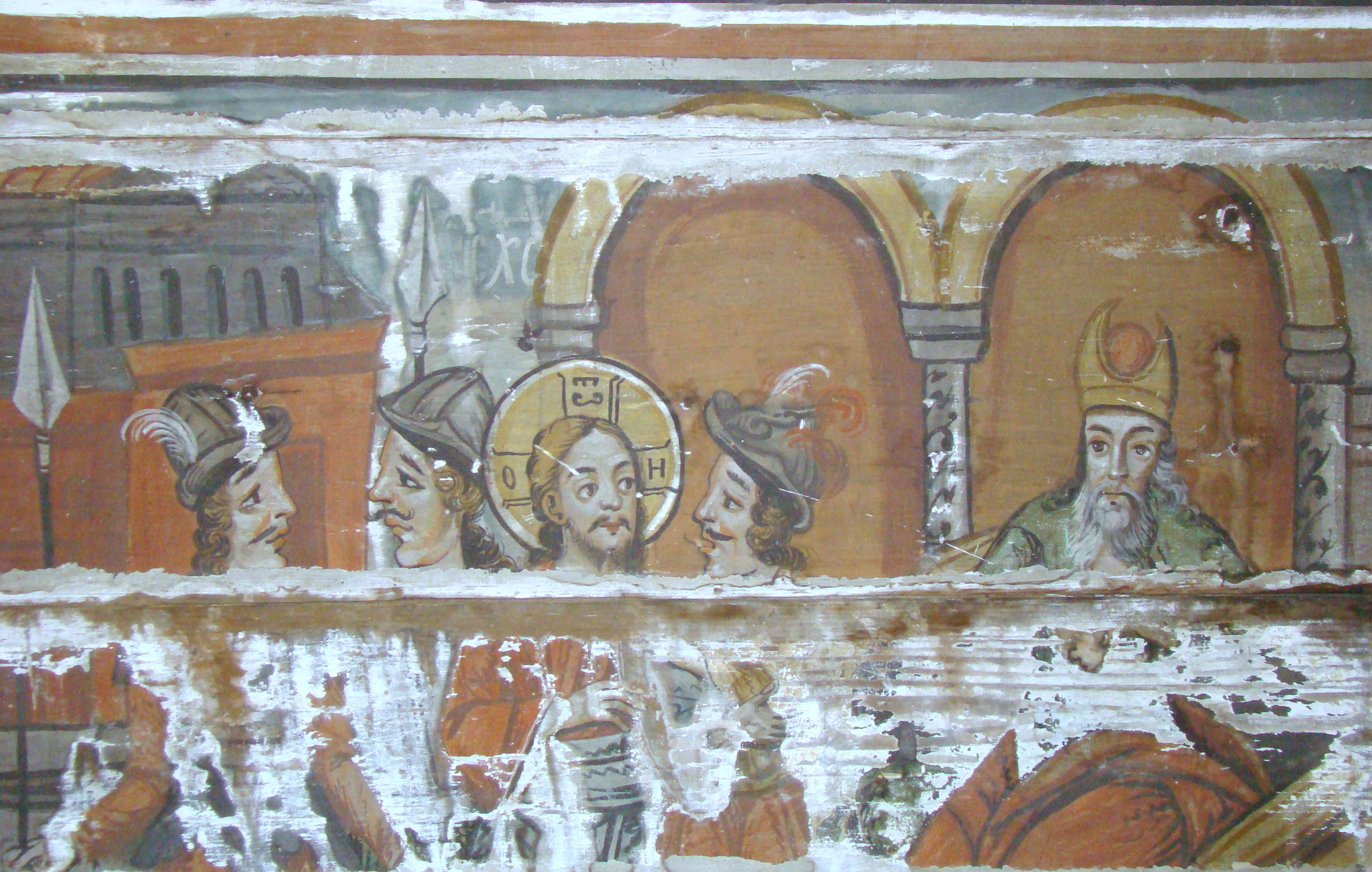
Când l-au arestat pe Iisus şi l-au dus la Caiafa

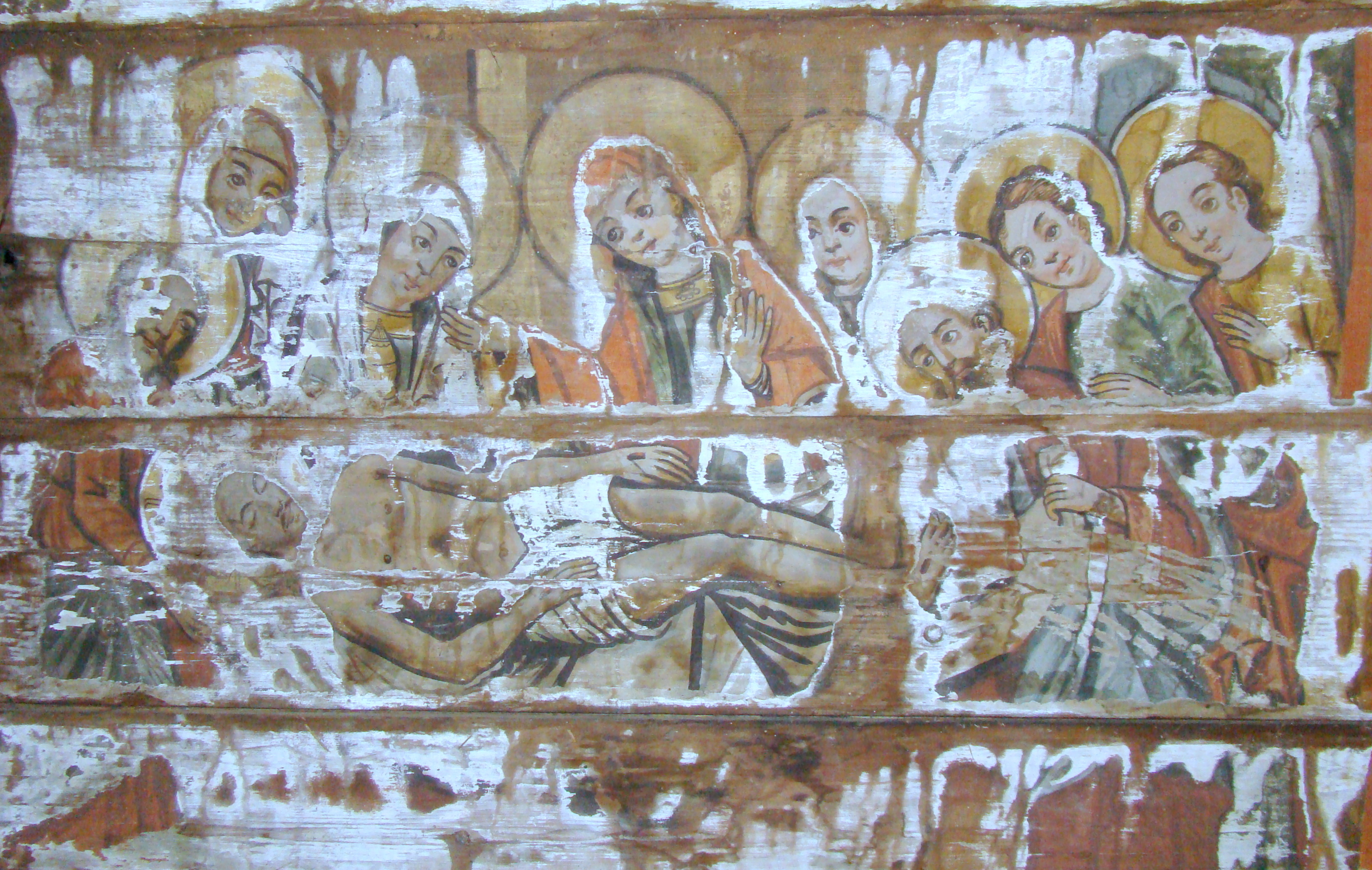
Punerea în mormânt

Biserica de lemn din Groși, comuna Margina, județul Timiș este datată de o pisanie din 1741. Are hramul „Adormirea Maicii Domnului” (15 august). Este una dintre bisericile călătoare, fiind adusă de pe valea Mureșului, din satul Căpâlnaș, și ridicată pe locul actual în anul 1826. Biserica din Groși prezintă valori documentare și artistice demne de păstrat, mai ales într-o zonă unde numărul vechilor biserici de lemn rămase este redus. Se remarcă prin structura bine păstrată și elemente decorative din preajma pisaniilor. În interior se păstrează o pictură parietală de bună calitate, din secolul 19. Inscripția de pe intrarea în naos și de pe grinzile din altar constituie valoroase izvoare documentare. Biserica se află pe noua listă a monumentelor istorice sub codul LMI:  TM-II-m-A-06237.

## Istoric
Frumoasa așezare situată între dealuri și păduri seculare, satul Groși e situat la 12 km nord-est de Făget și aparține din punct de vedere administrativ de comuna Margina. Așezare mică, atestată documentar la începutul veacului al XVI-lea, la 1717, aceasta avea doar 20 de case. Locuitorii s-au ocupat în trecut cu spălarea aurului din pâraie, precum și cu arderea cărbunilor de lemn, cu bocșeritul.
Biserica de lemn cu hramul "Adormirea Maicii Domnului" a fost adusă la 1826 de pe valea Mureșului, din Căpâlnaș. În Căpâlnaș a fost edificată la 1741, după cum reiese din pisania păstrată pe portalul dinspre pronaos al intrării în naos: „cu vrearea Tatălui și cu îndemnarea fiului și ajutoriul D[u]h[ului] sa rădicat această sf[â]ntă și D[u]mnezeiască beserec[ă], sa rădicat de giupănul Petca Cacul, leat 1741 octo[m]vrie 14.”. În altar, pe grinda mică ce susține nașterea bolții semiconice din stânga, pe partea laterală a tirantului s-a incizat cu dalta în chirilice: „Scris-am eu Moață păcătosul porunca lui Dumnezeu ceresc”. Inscripția este însoțită și de trei splendide rozete solare. Pe intradosul aceluiași tirant, o altă inscripție, tot în cirilice: „Eu sunt pâinea care s-au pogorât din ceriu, de va mânca oricine din pâine, acesta va trăi în veci”. Apar aici aceleași trei rozete solare, precum și o cruce sculptată în relief, obținută prin excizia fondului lemnos. Tipologic și stilistic, biserica se aseamănă cu cea de la Bătești, cu deosebirea că aici spațiul interior este mai mare, iar pereții exteriori de bârne au fost acoperiți cu tencuieli de pământ.
În naos, deasupra trecerii spre tindă, se văd urmele unei pisanii, acoperită, din păcate, în 1971, cu var. Se prea poate ca, acolo, să fie menționat și numele celui care a zugrăvit biserica.

## Trăsături
Învelitoarea acoperișului, ca de altfel și cea a turnului, au fost îmbrăcate în perioada interbelică cu tablă zincată. Bolta navei, iconostasul și partea superioară a altarului au păstrat fragmente din pictura inițială, în multe locuri însă fiind rău degradată. Prin calitate, stil, scheme iconografice, pictura de la Groși trădează școala lui Ștefan Tenețchi, unul din cei mai renumiți pictori și zugravi de biserici din Banat.

## Imagini din interior

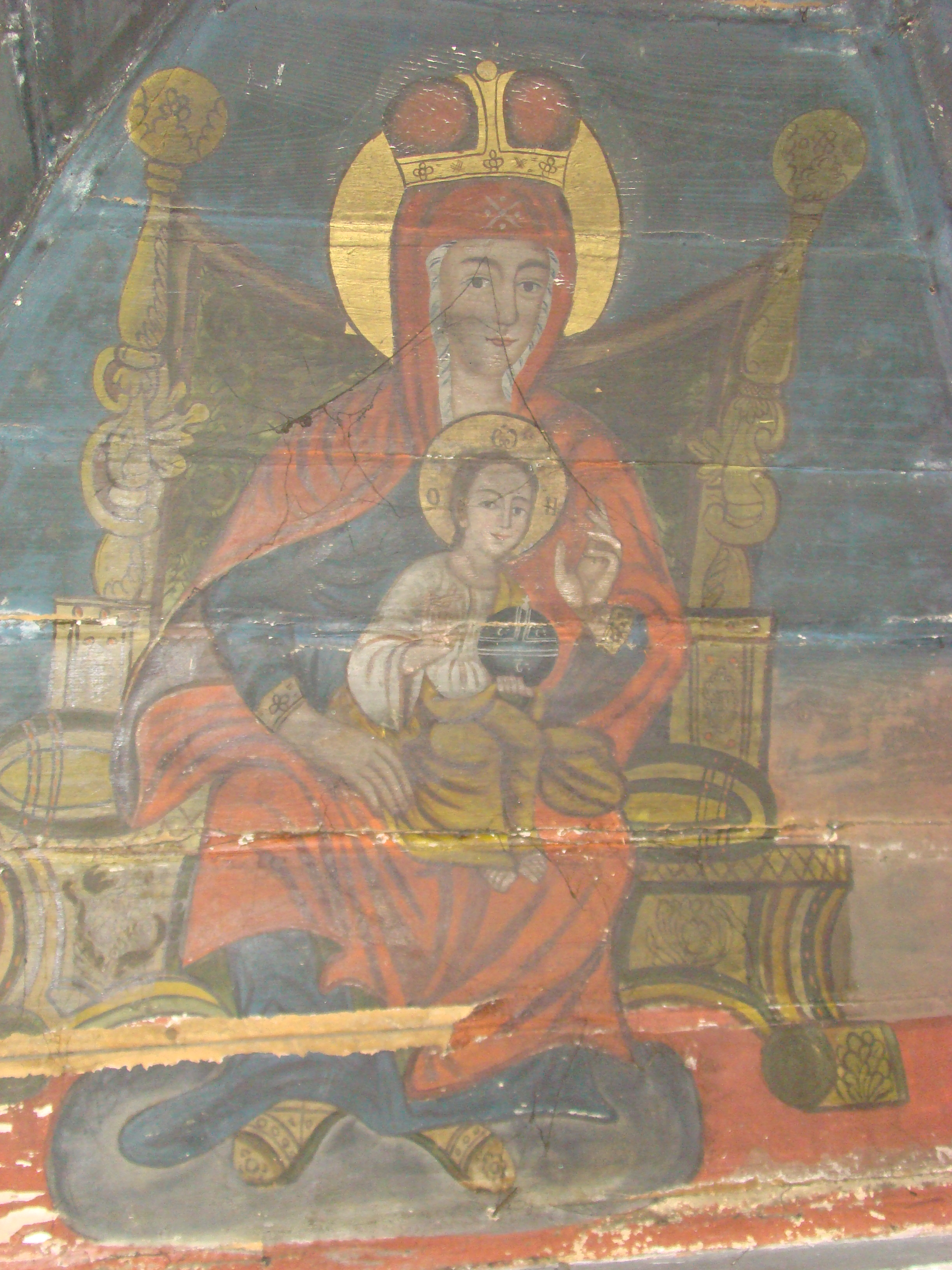
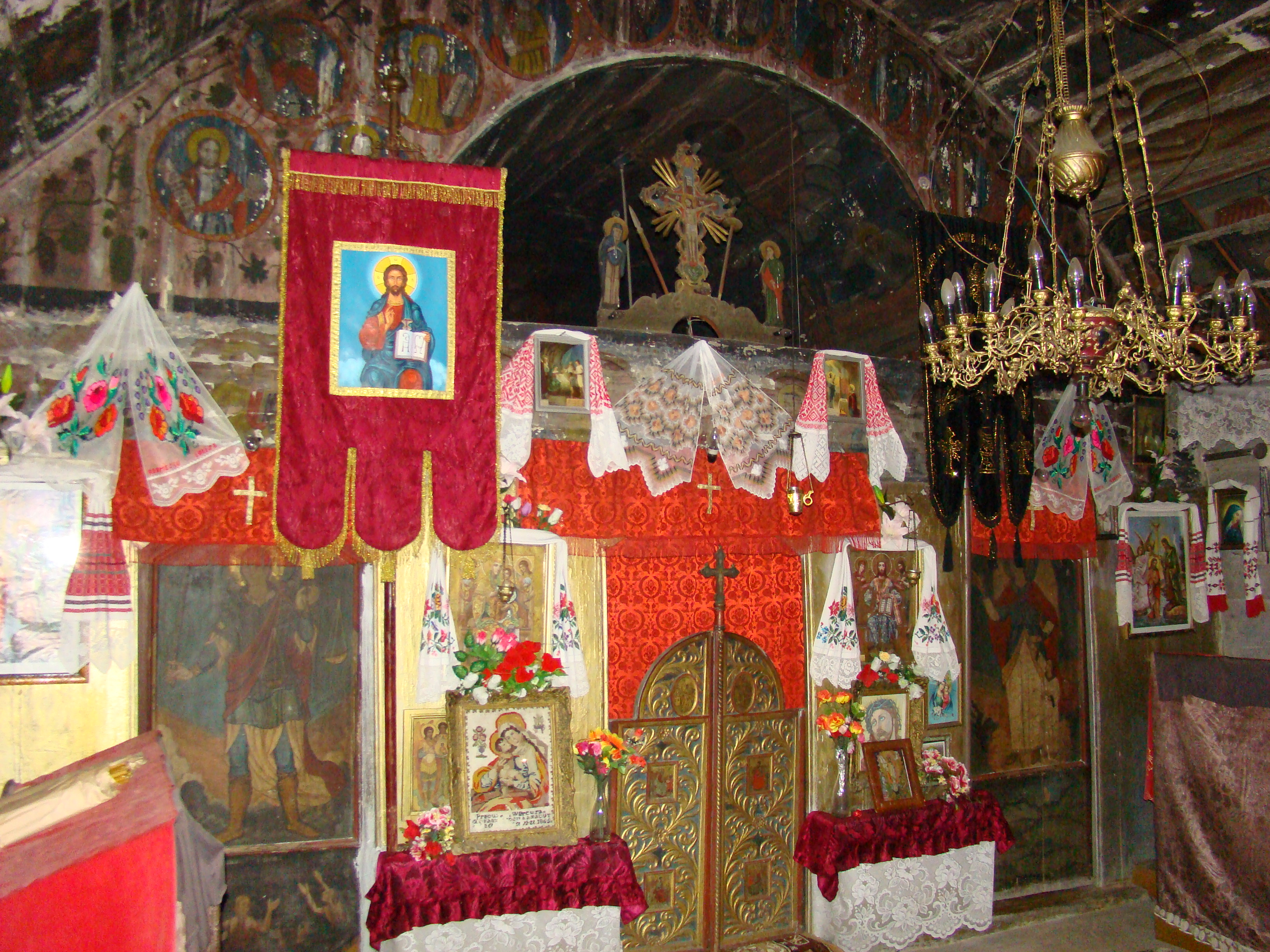
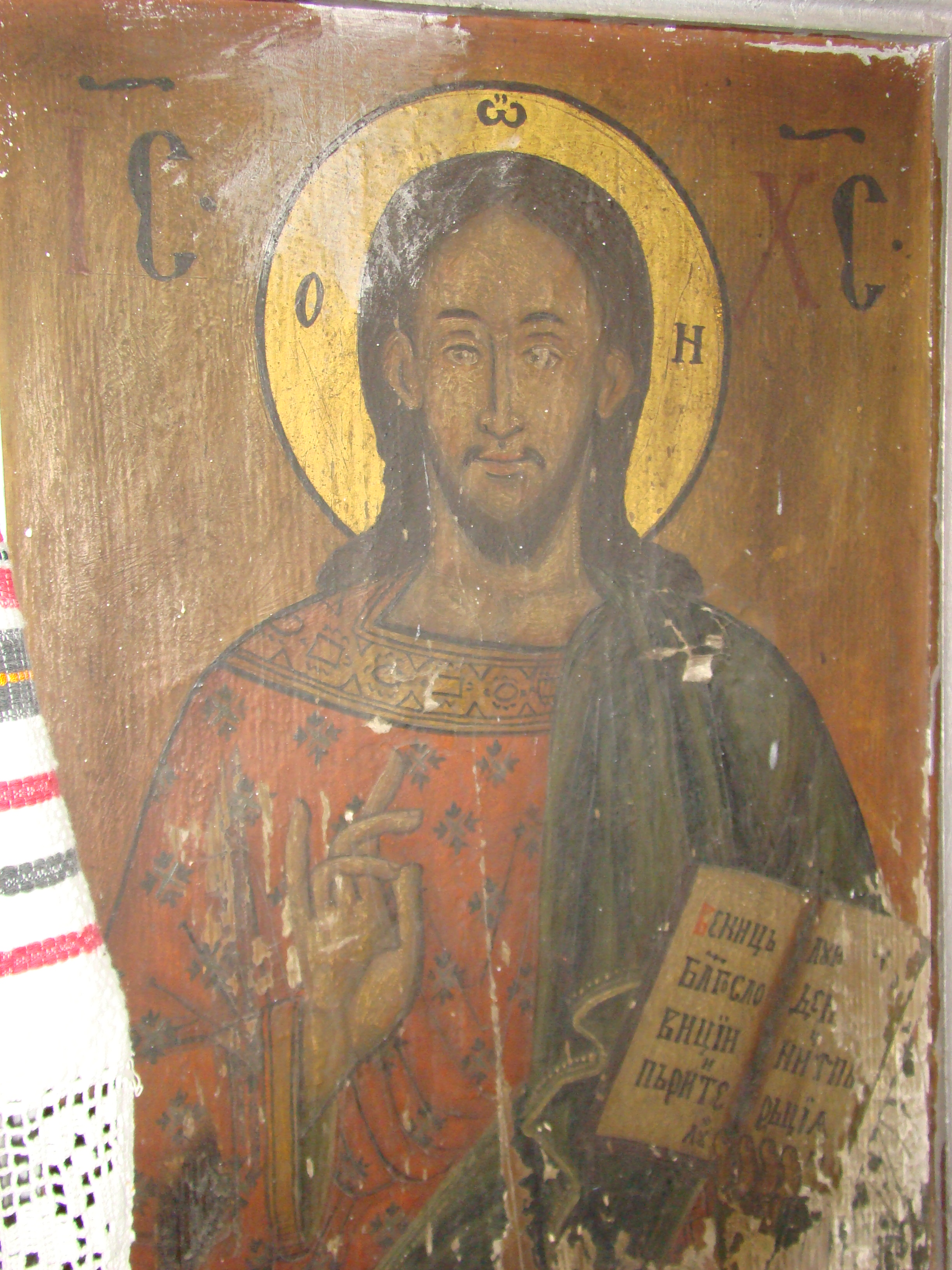
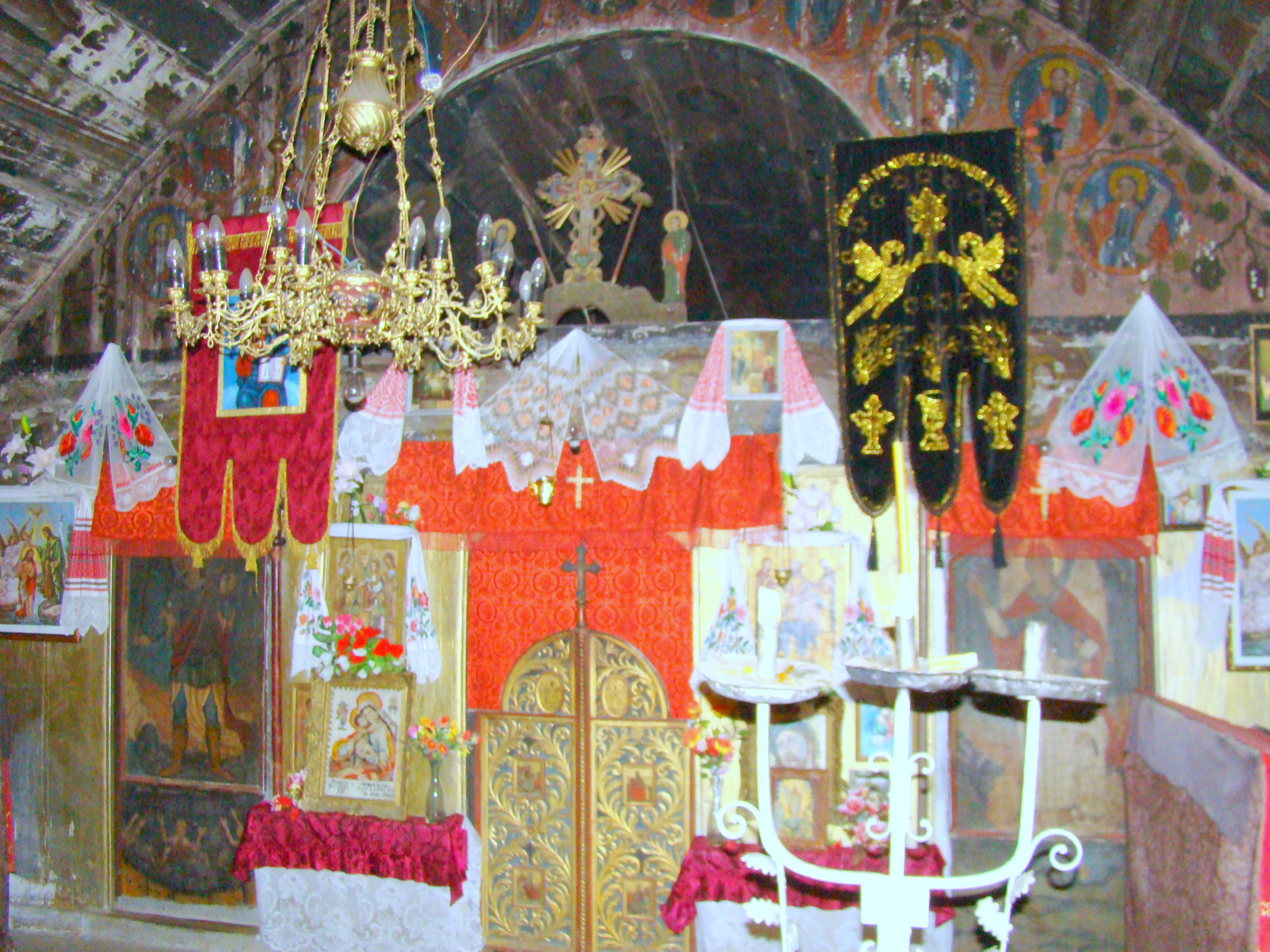
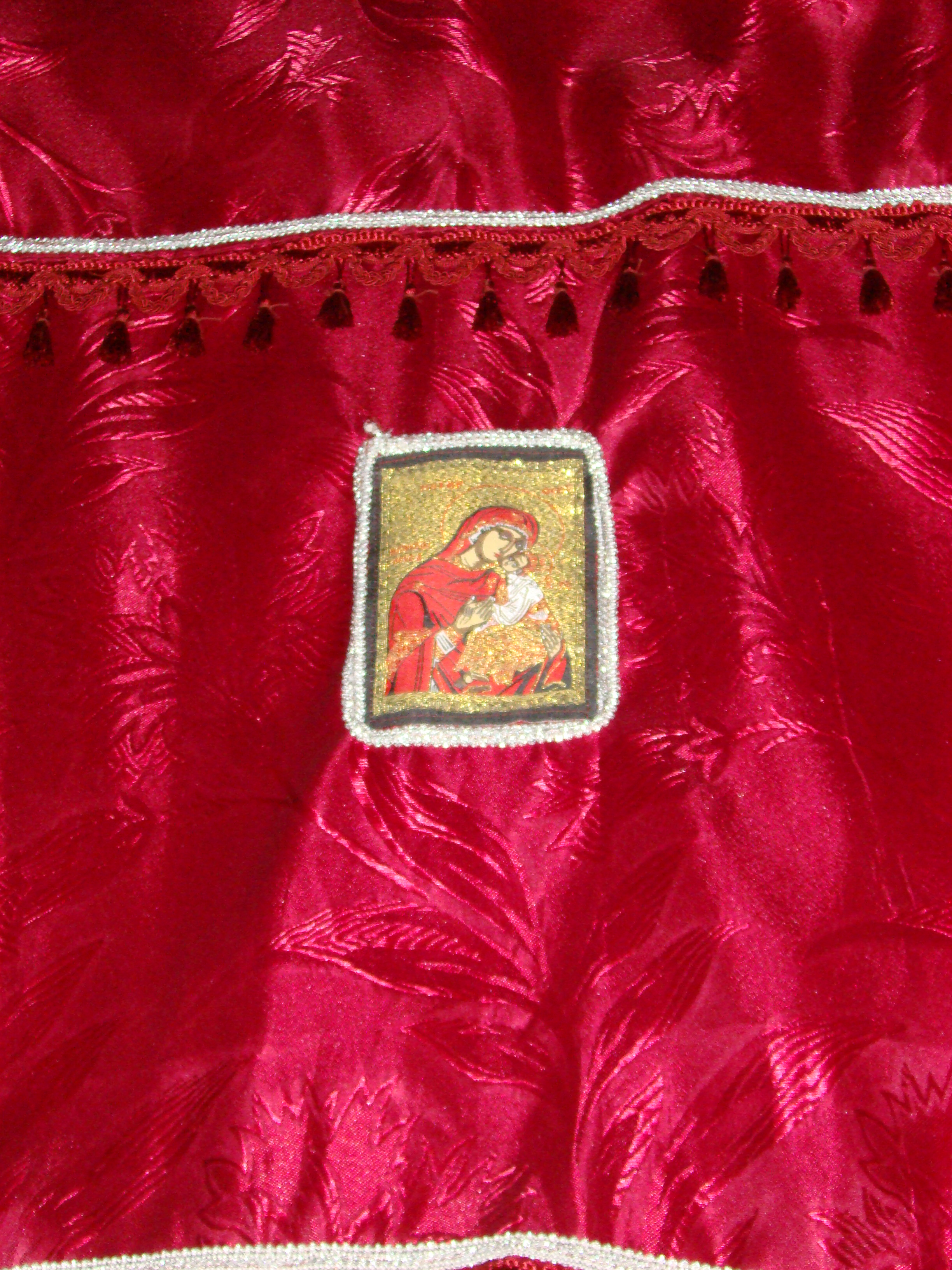
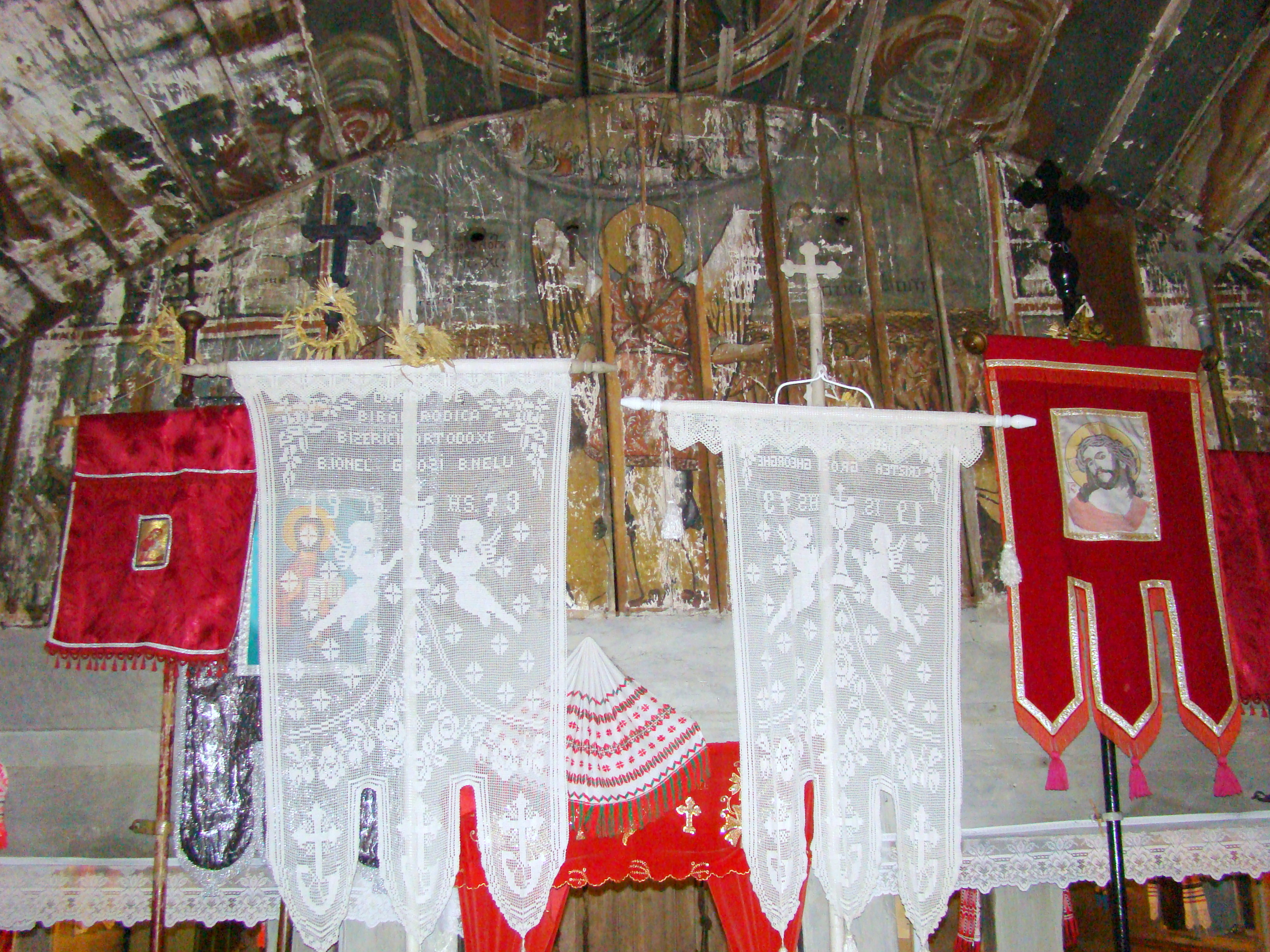
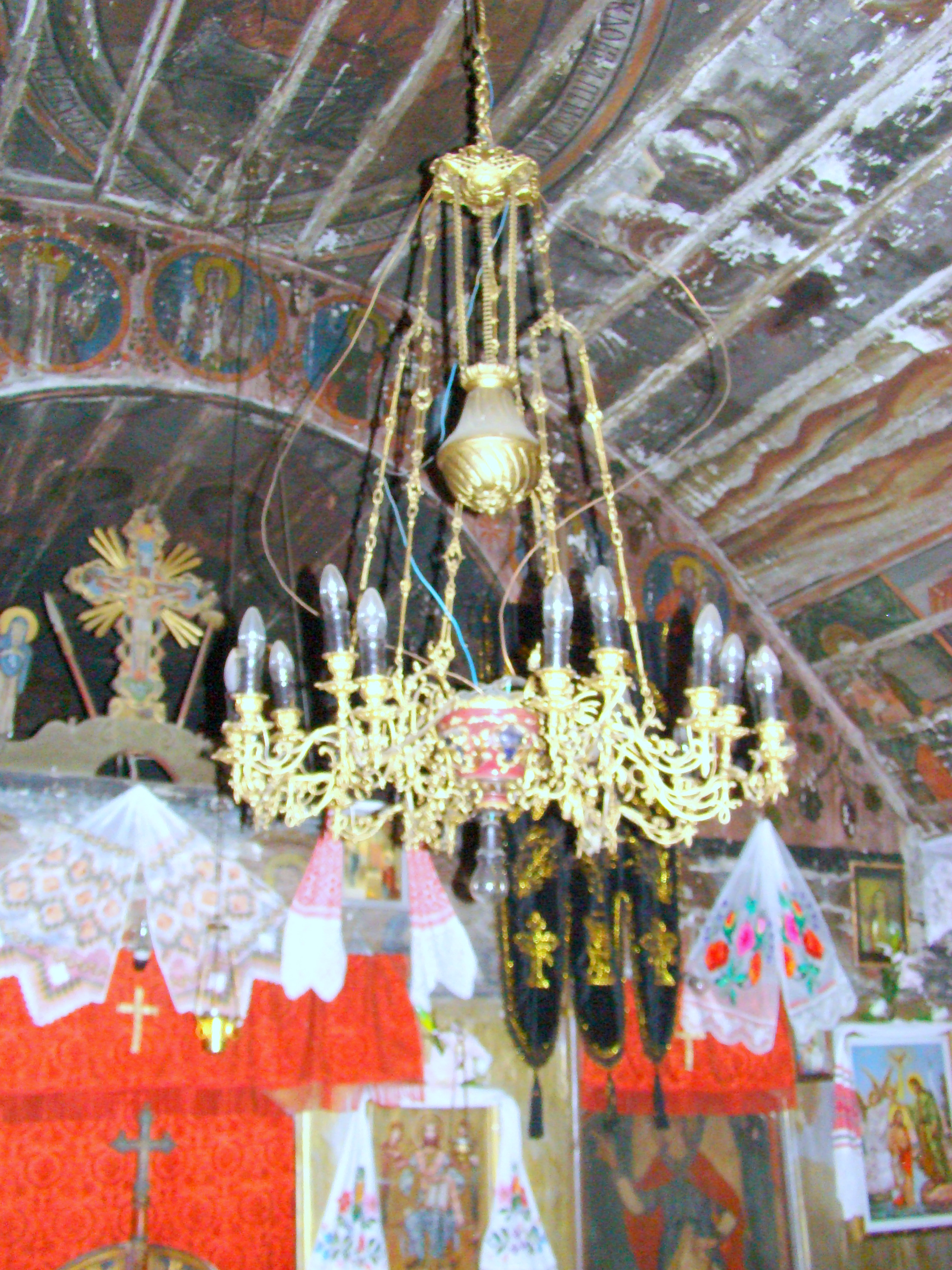
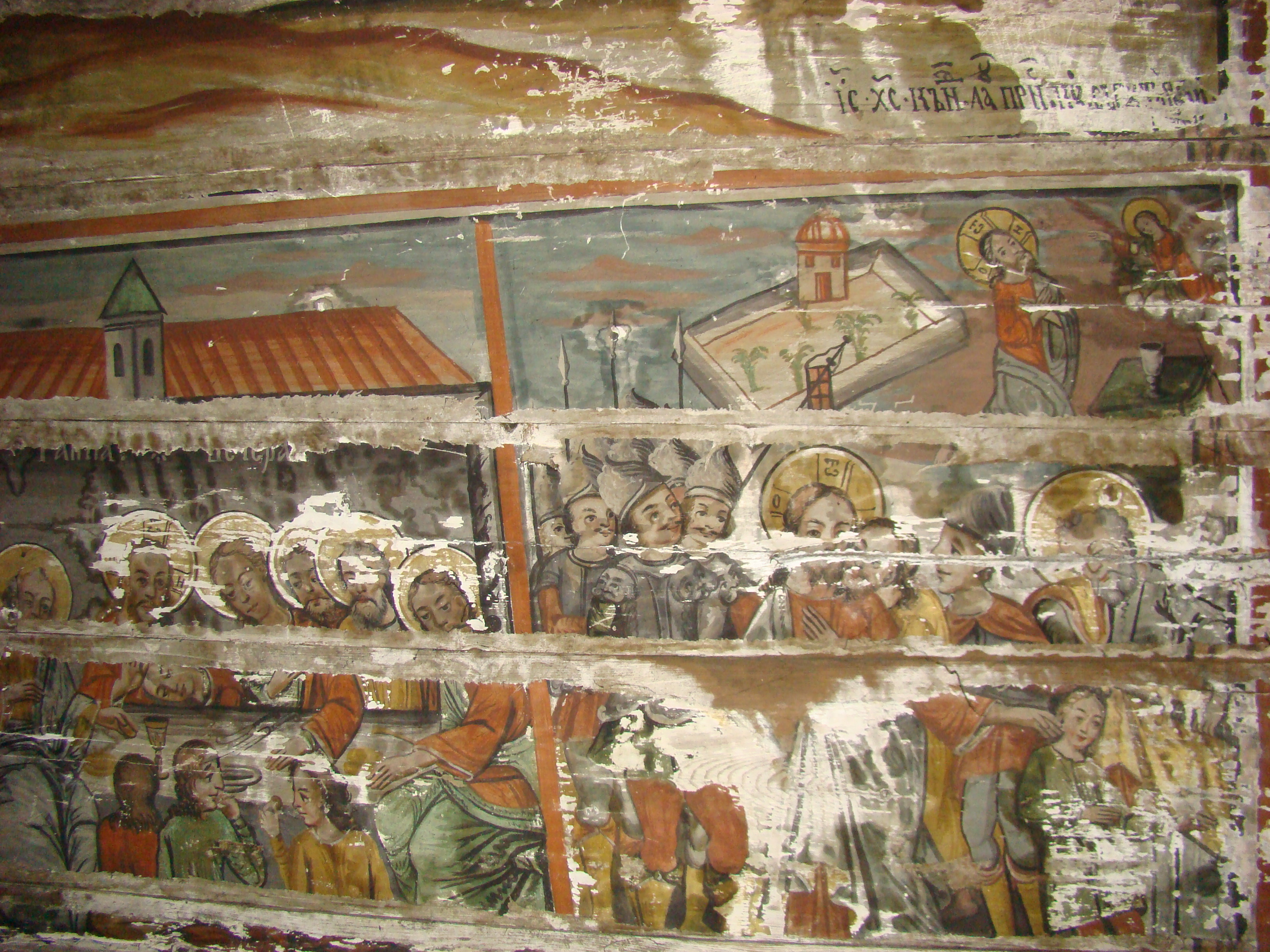
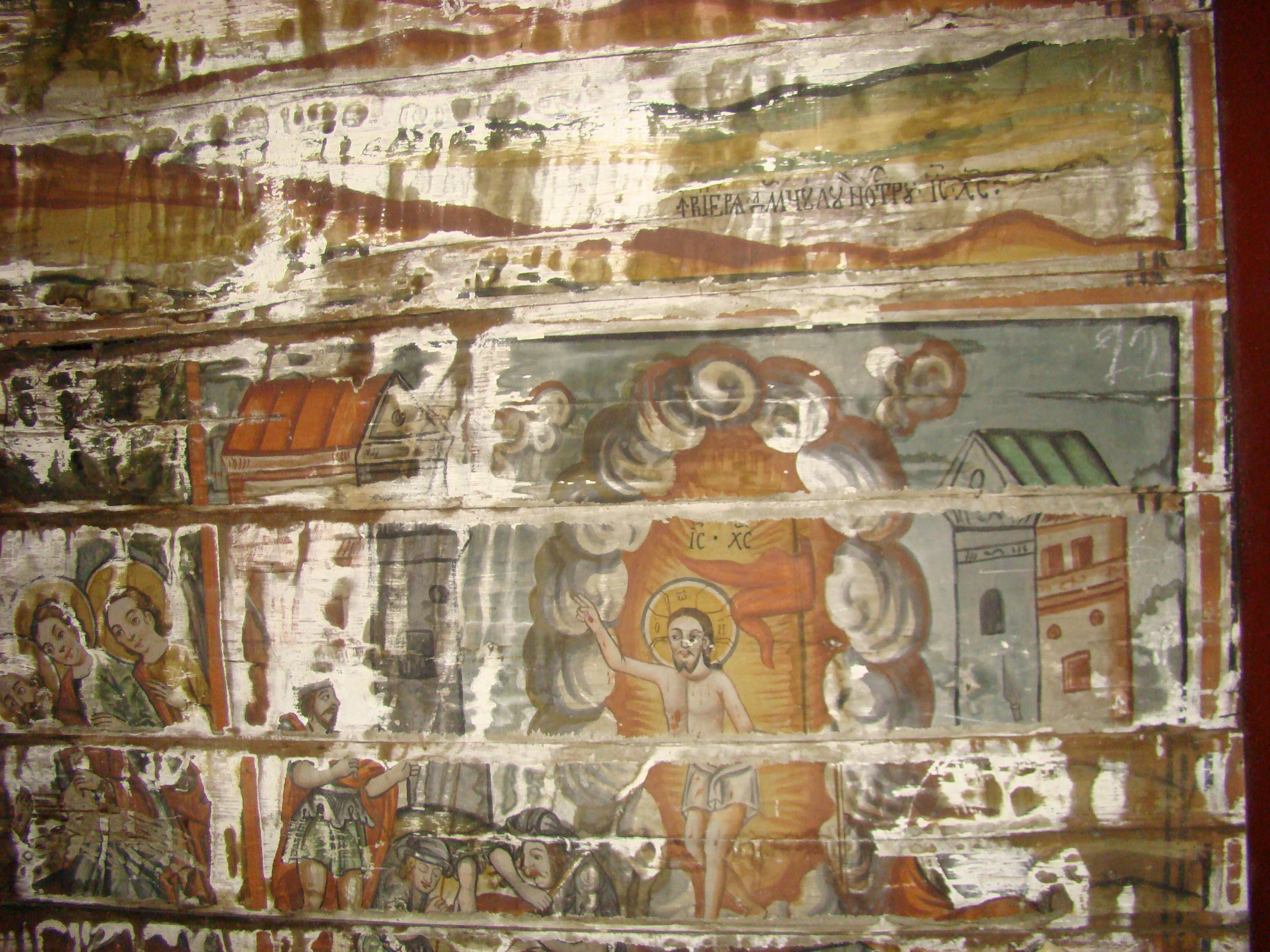
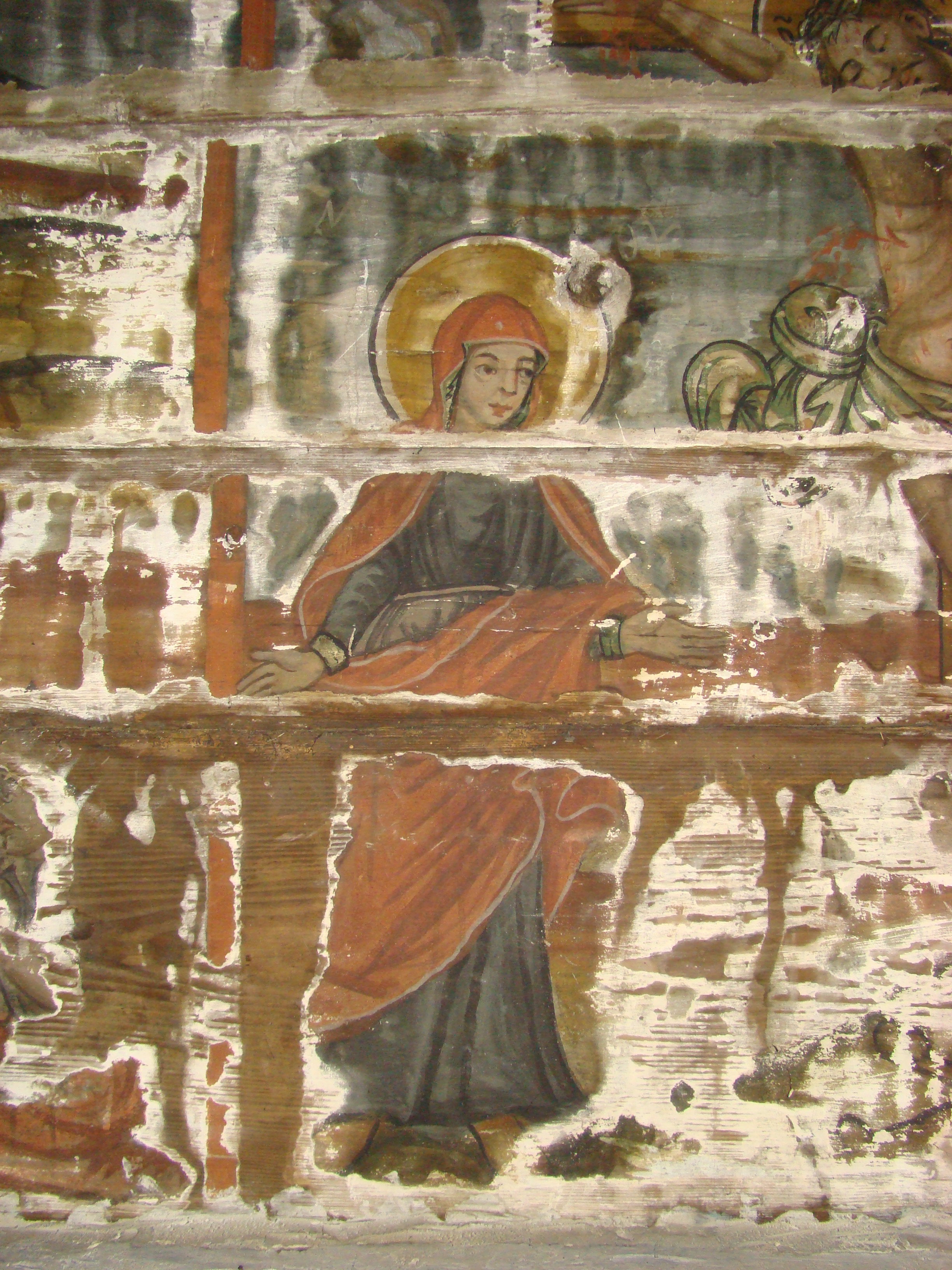
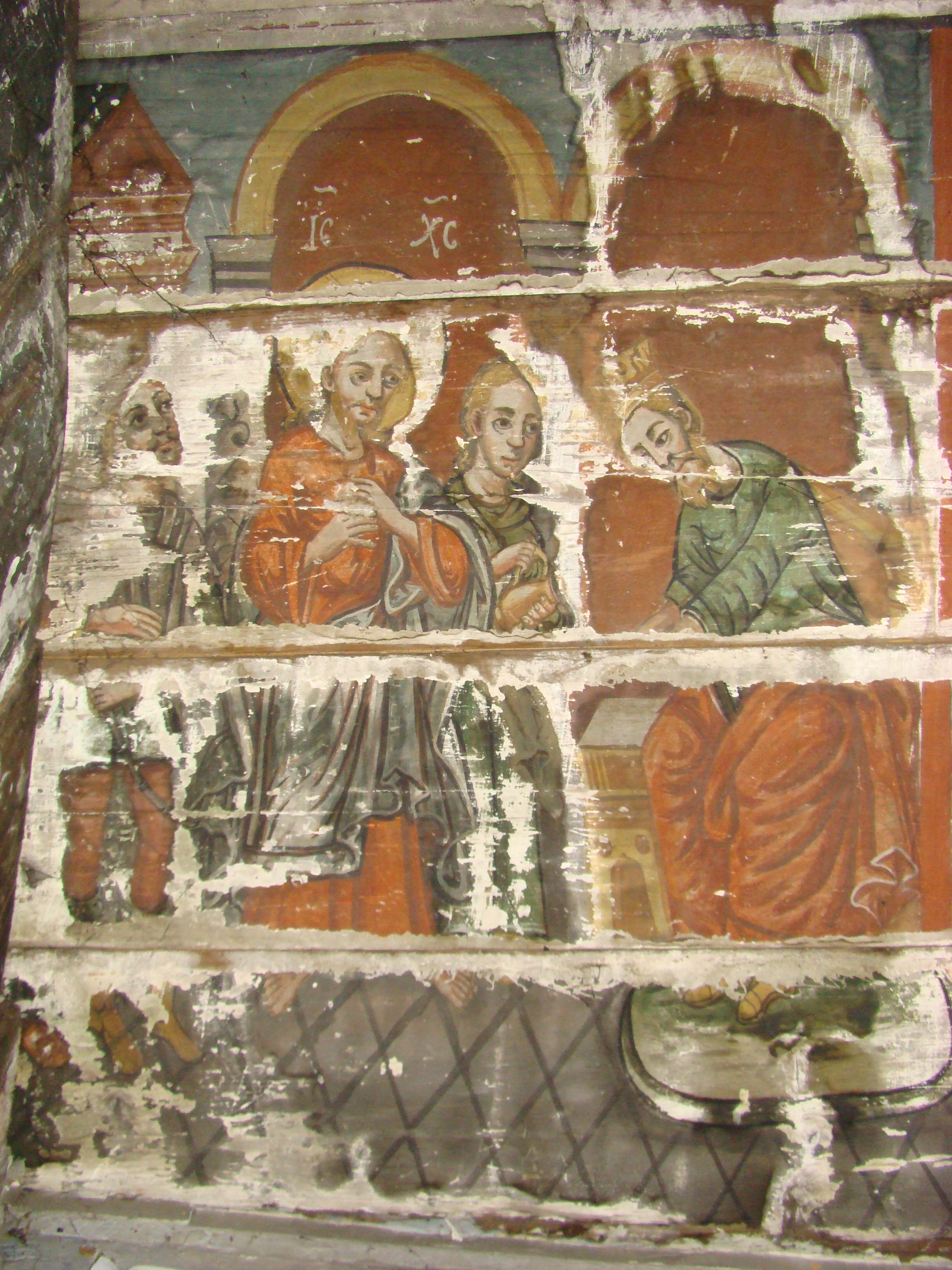
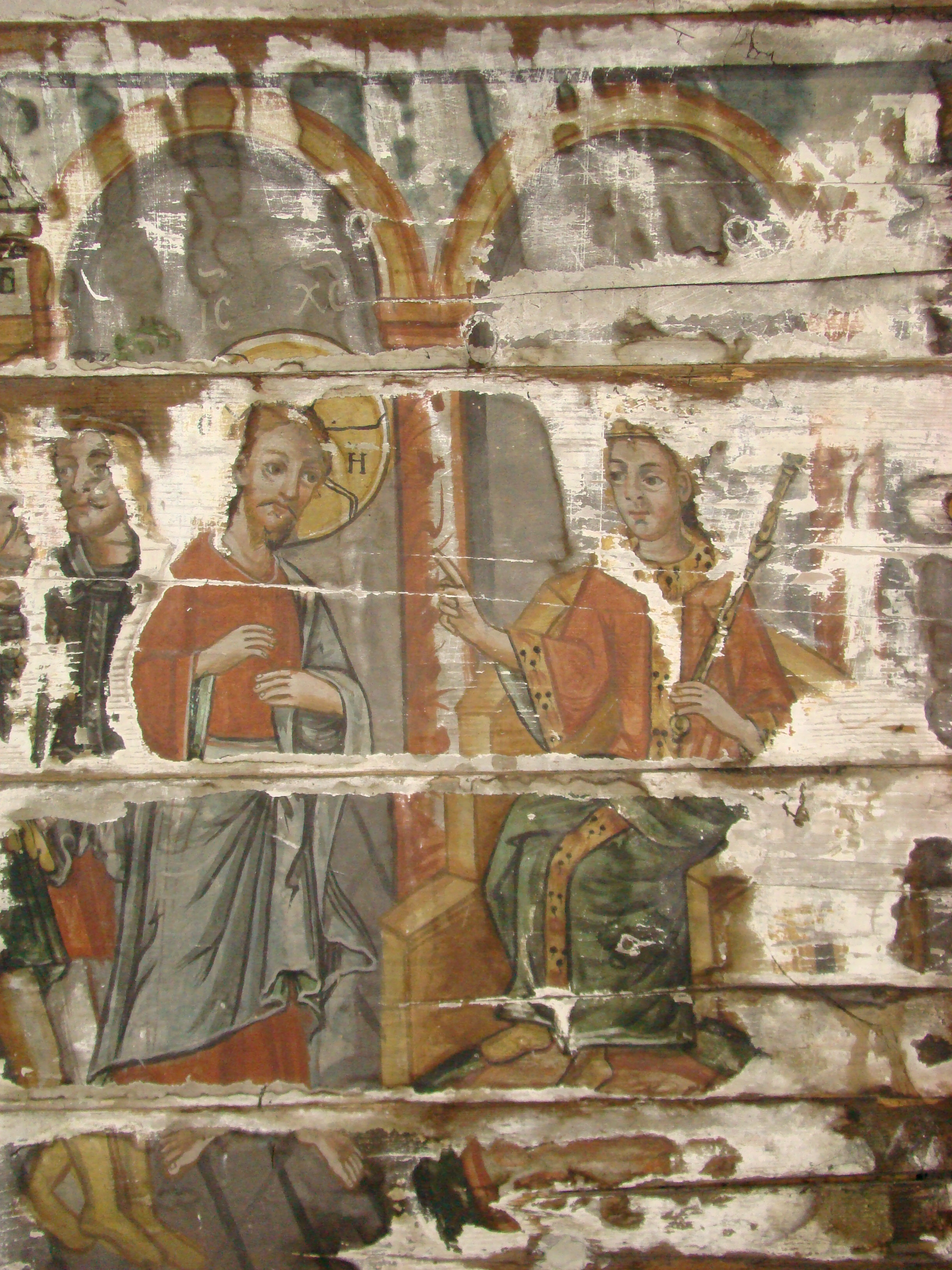
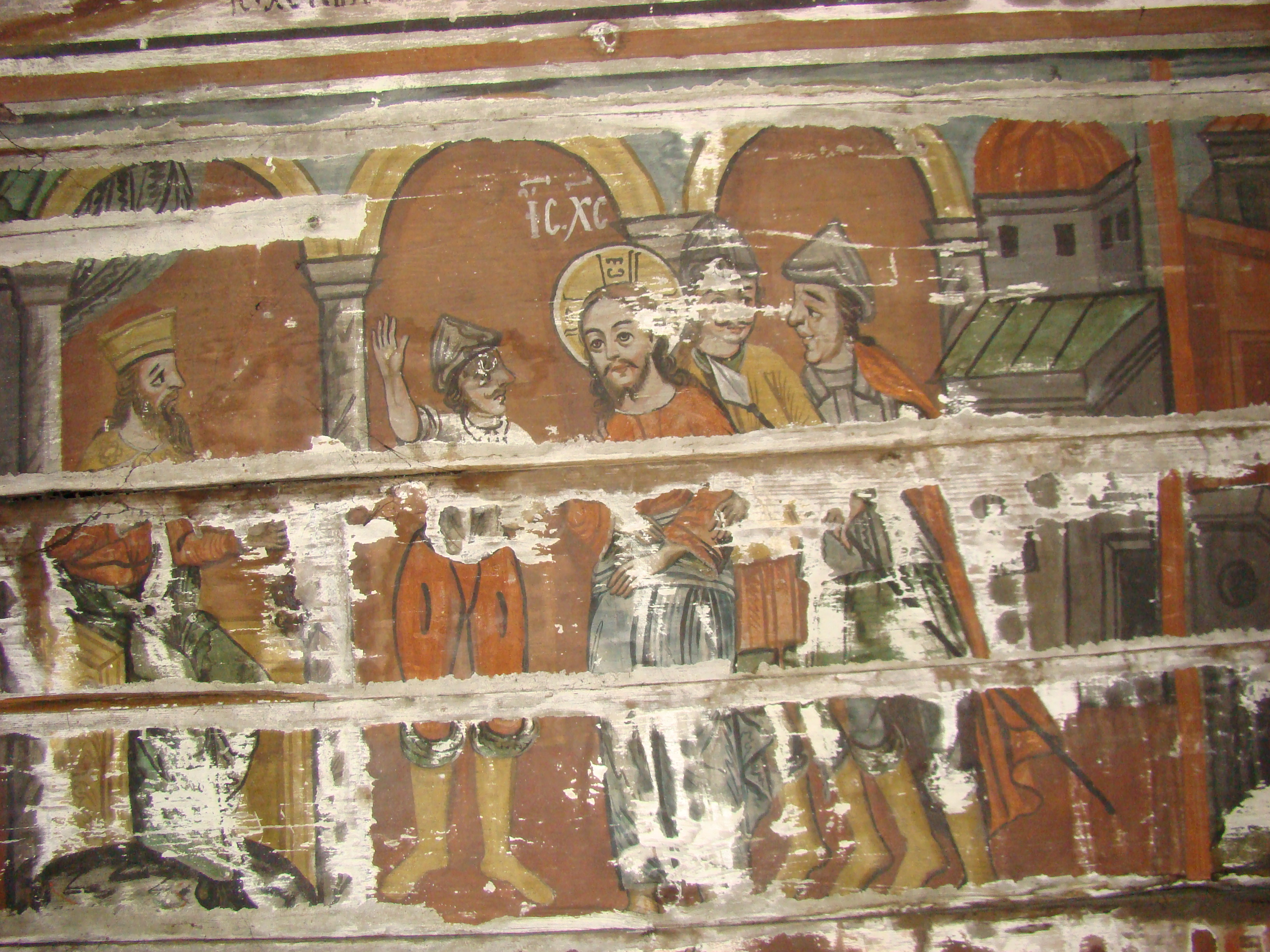
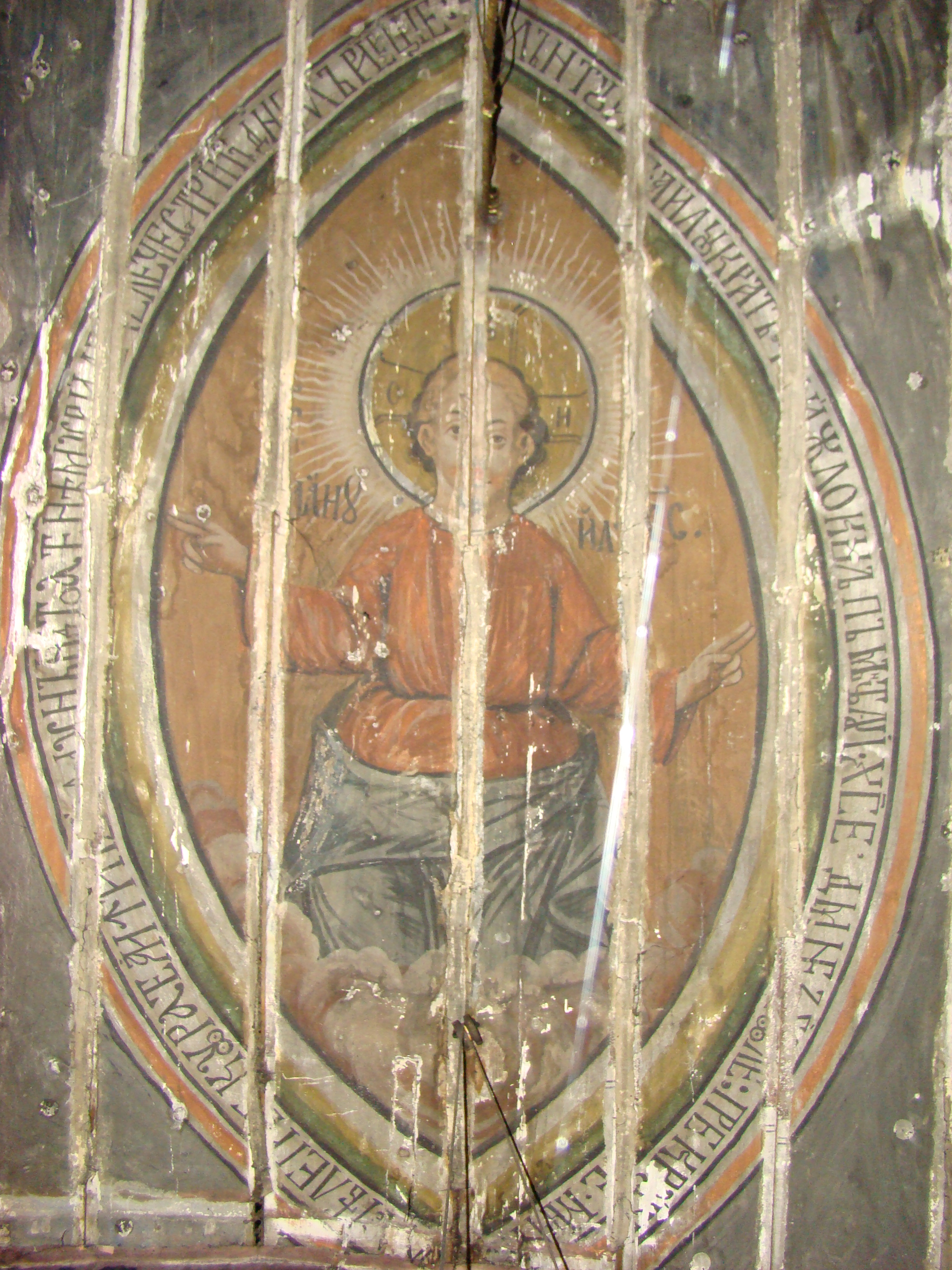
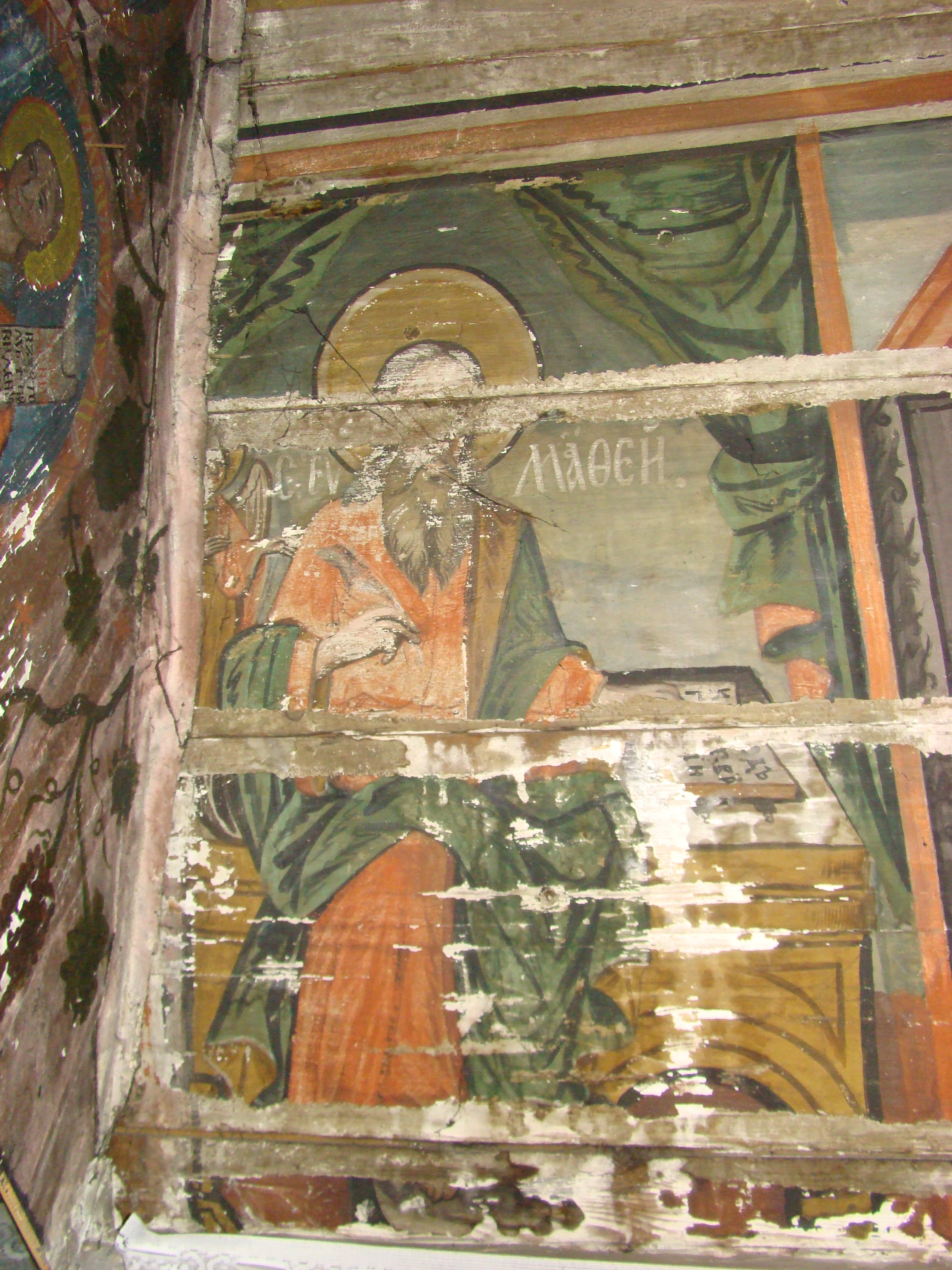
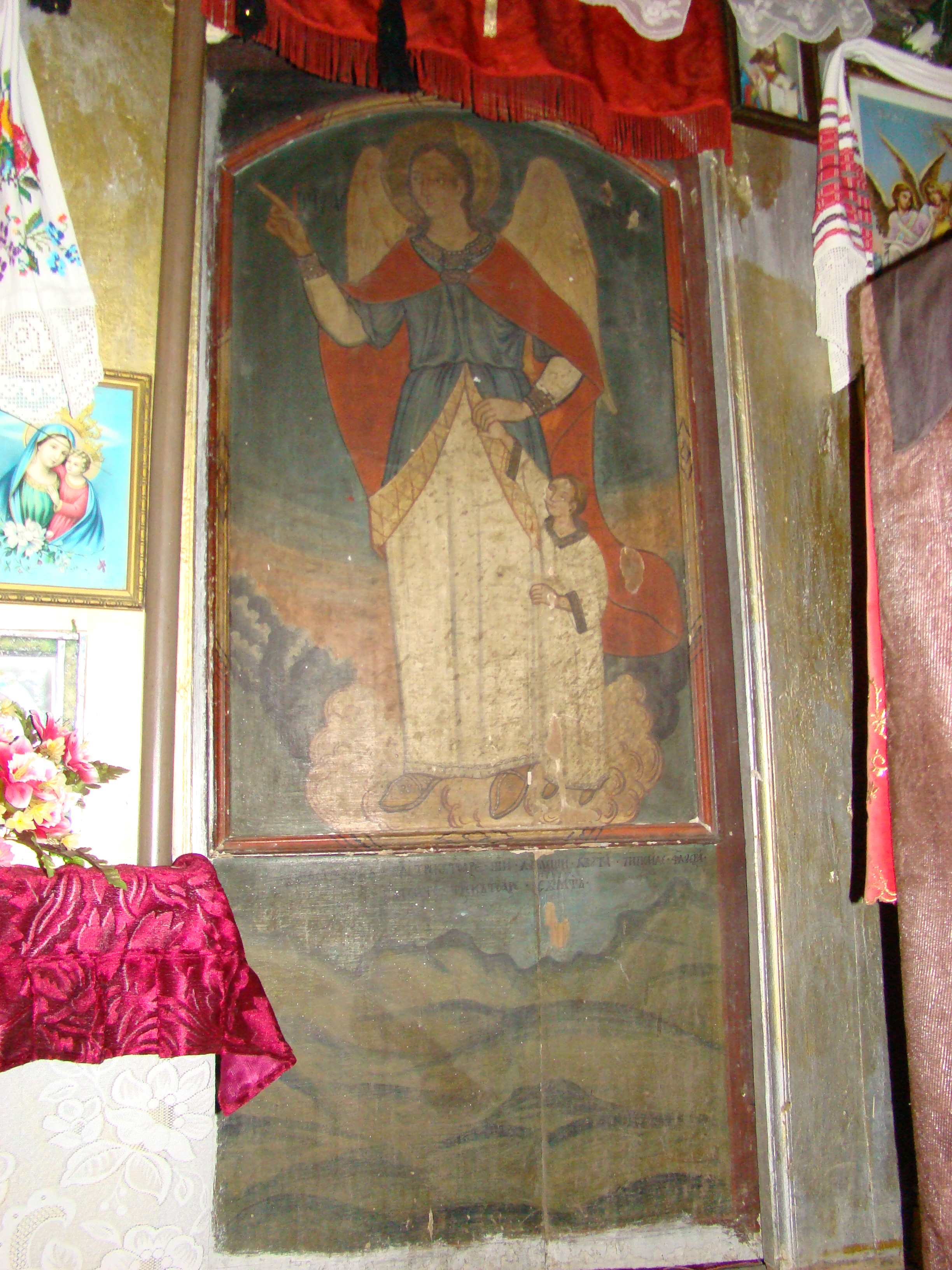
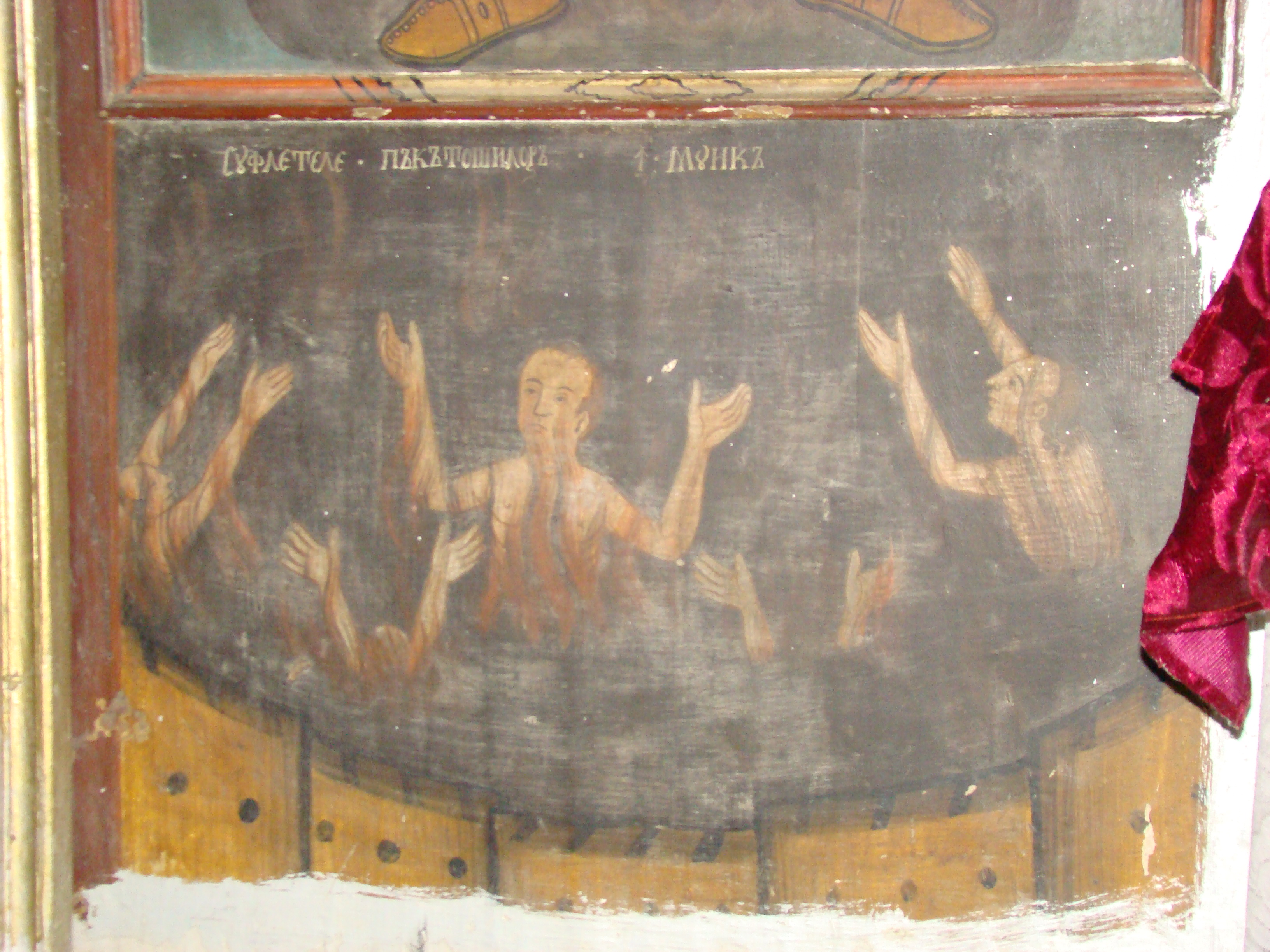
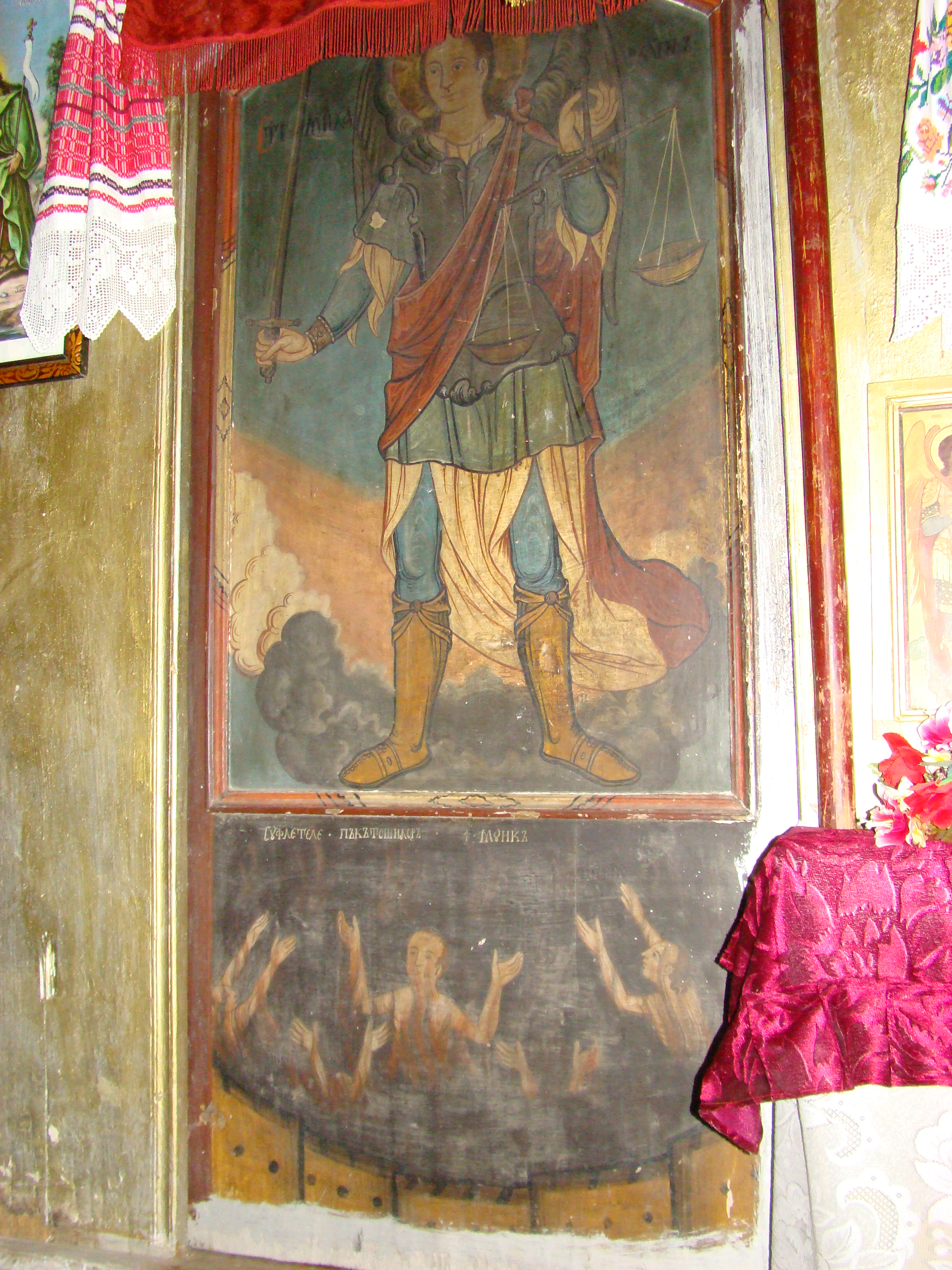
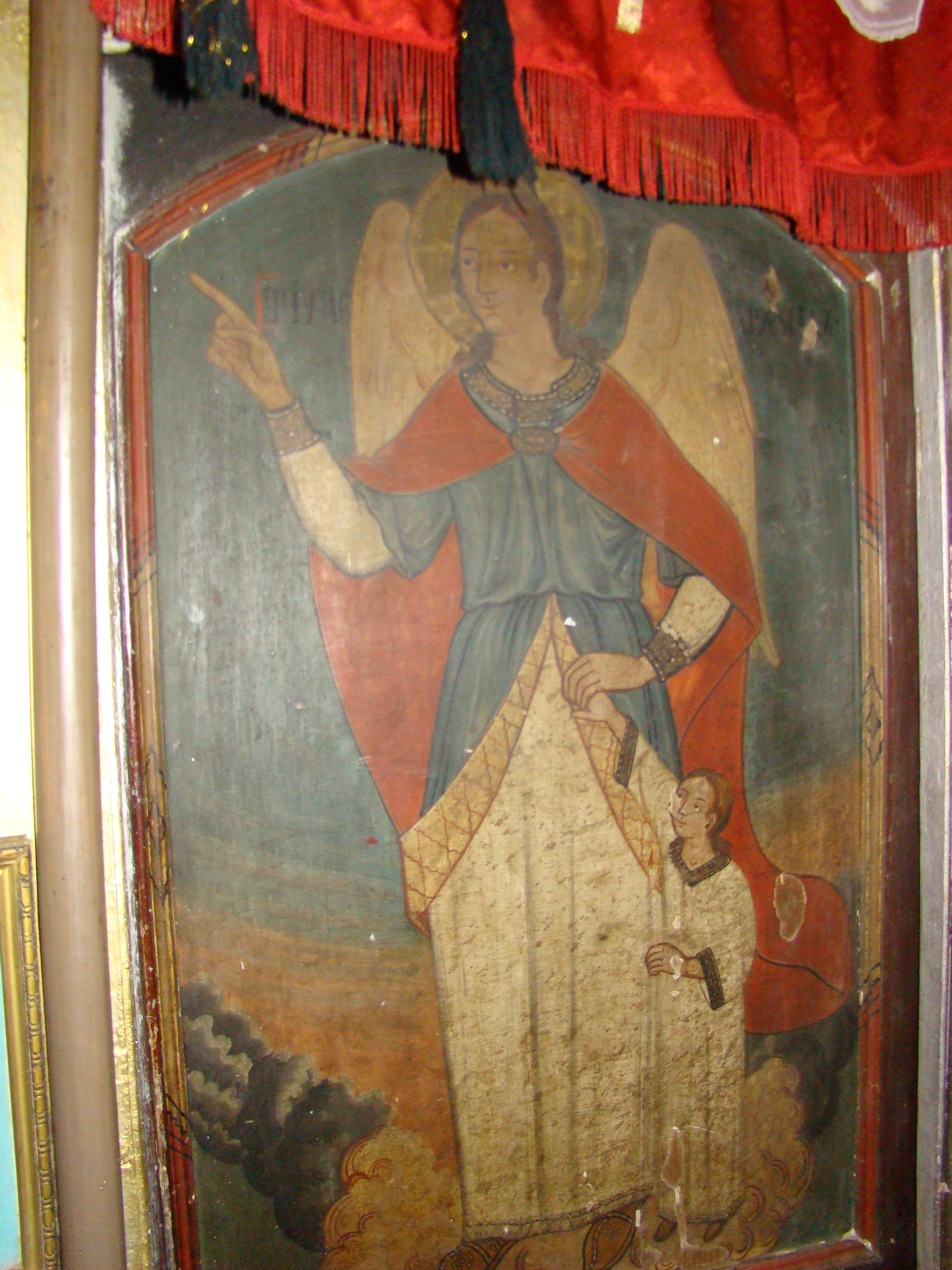
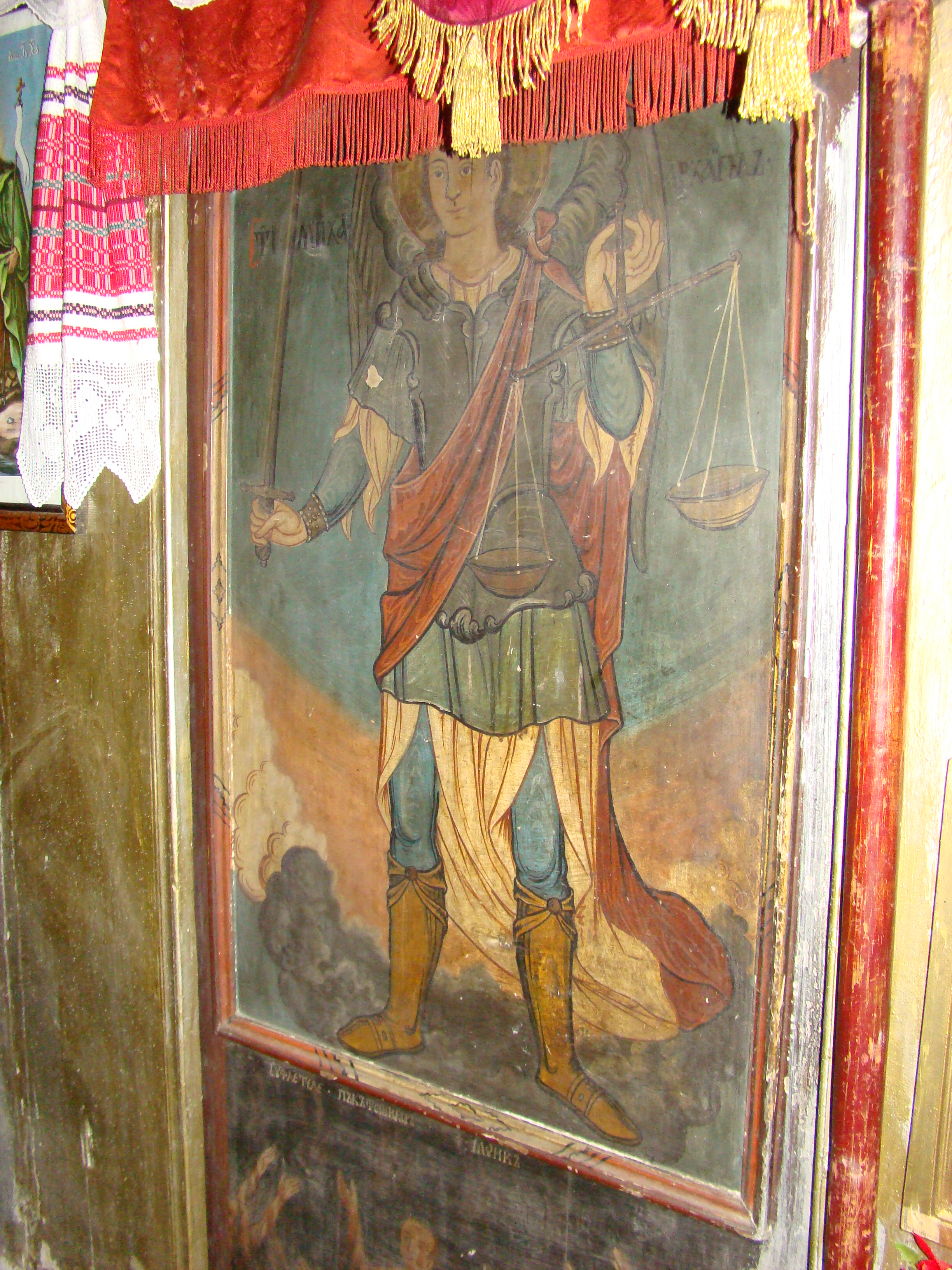
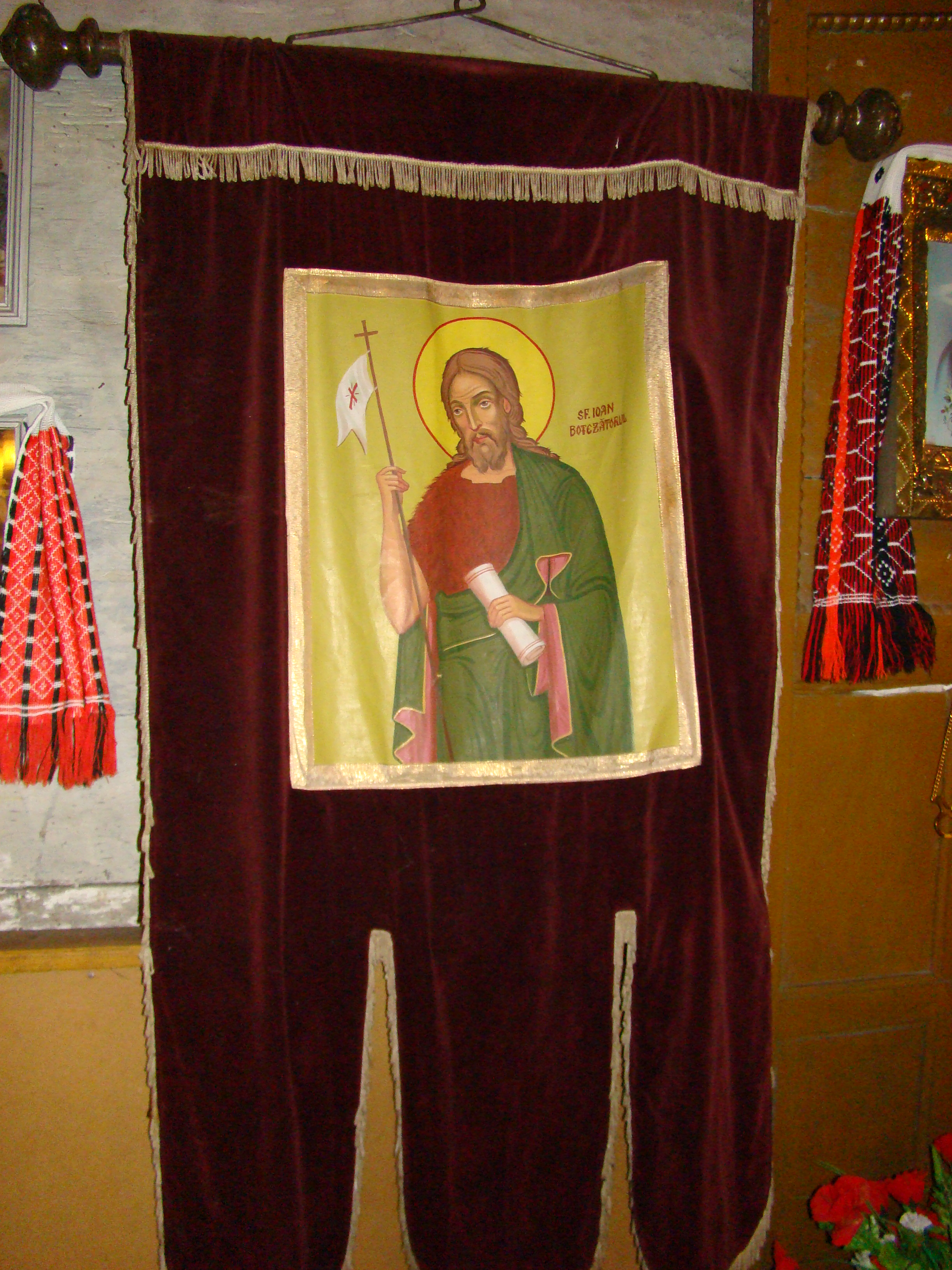
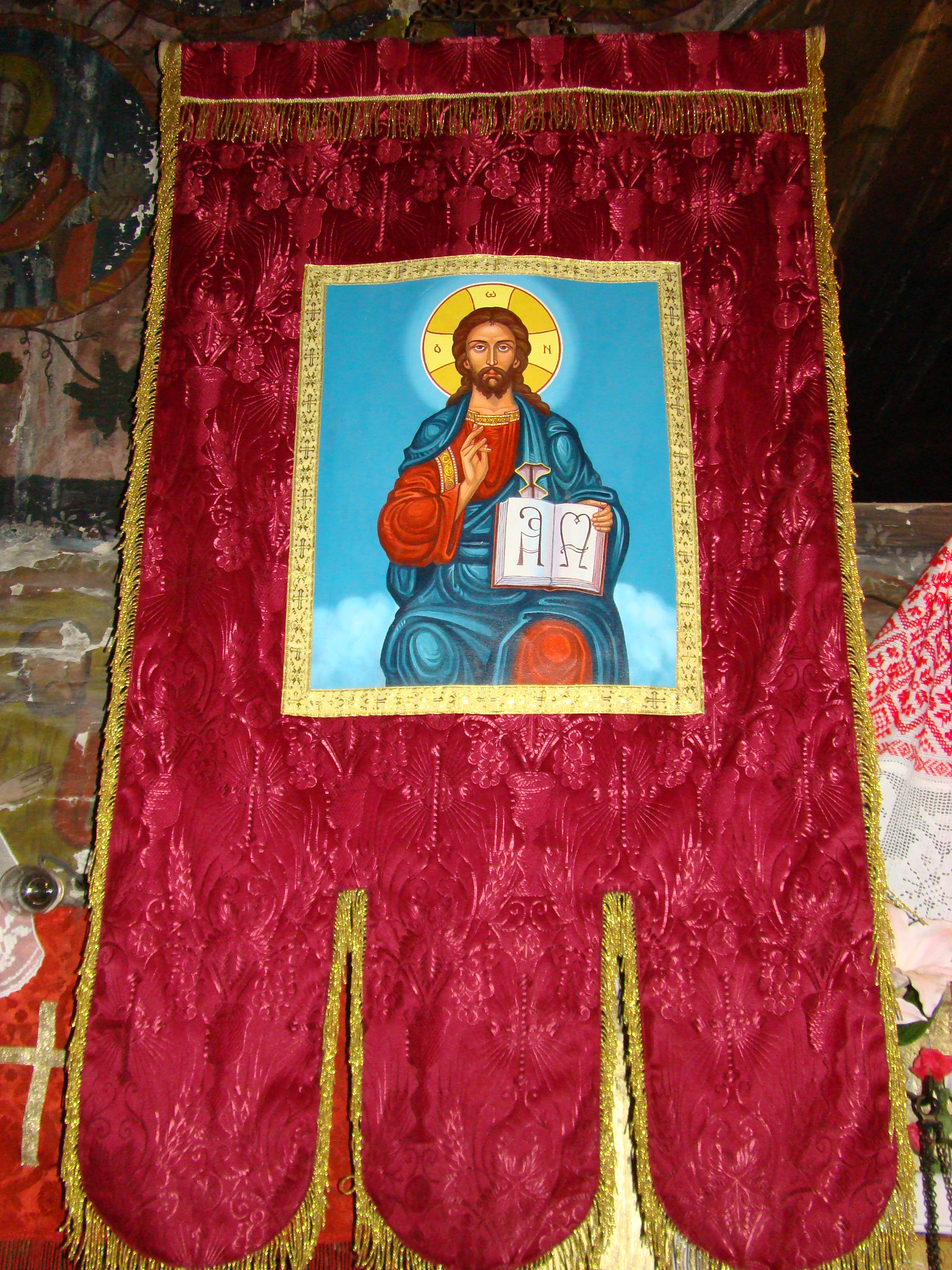
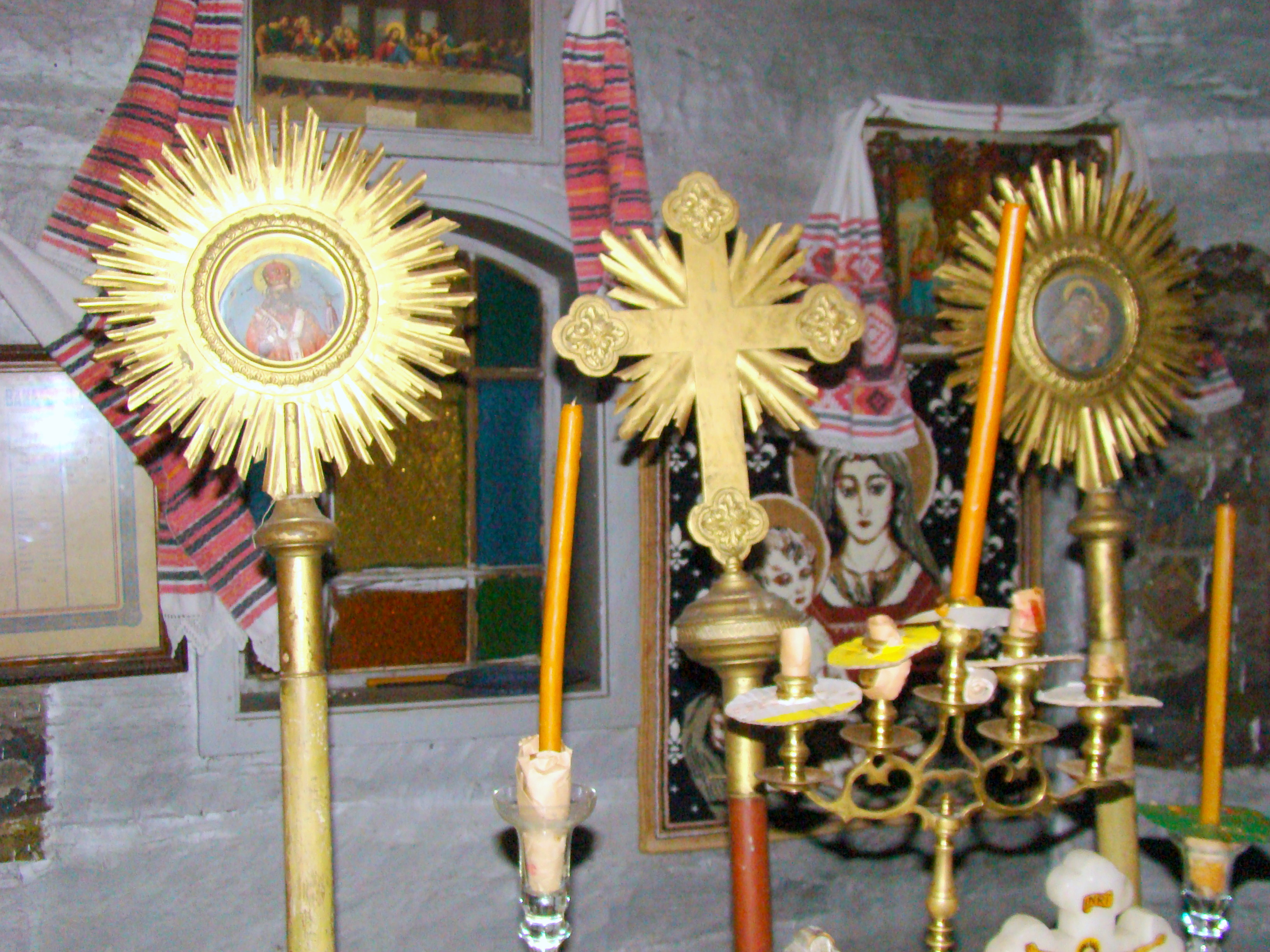
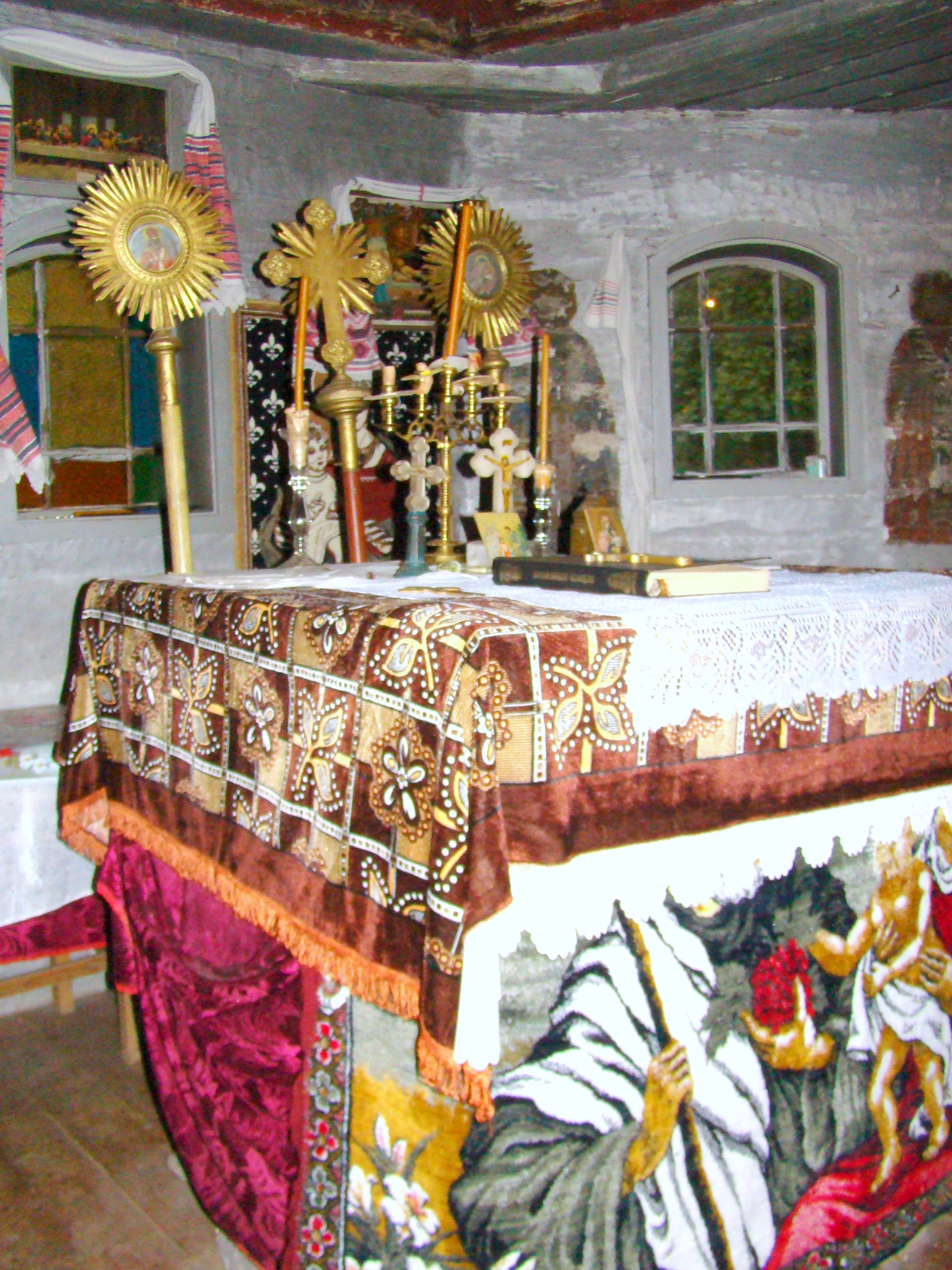
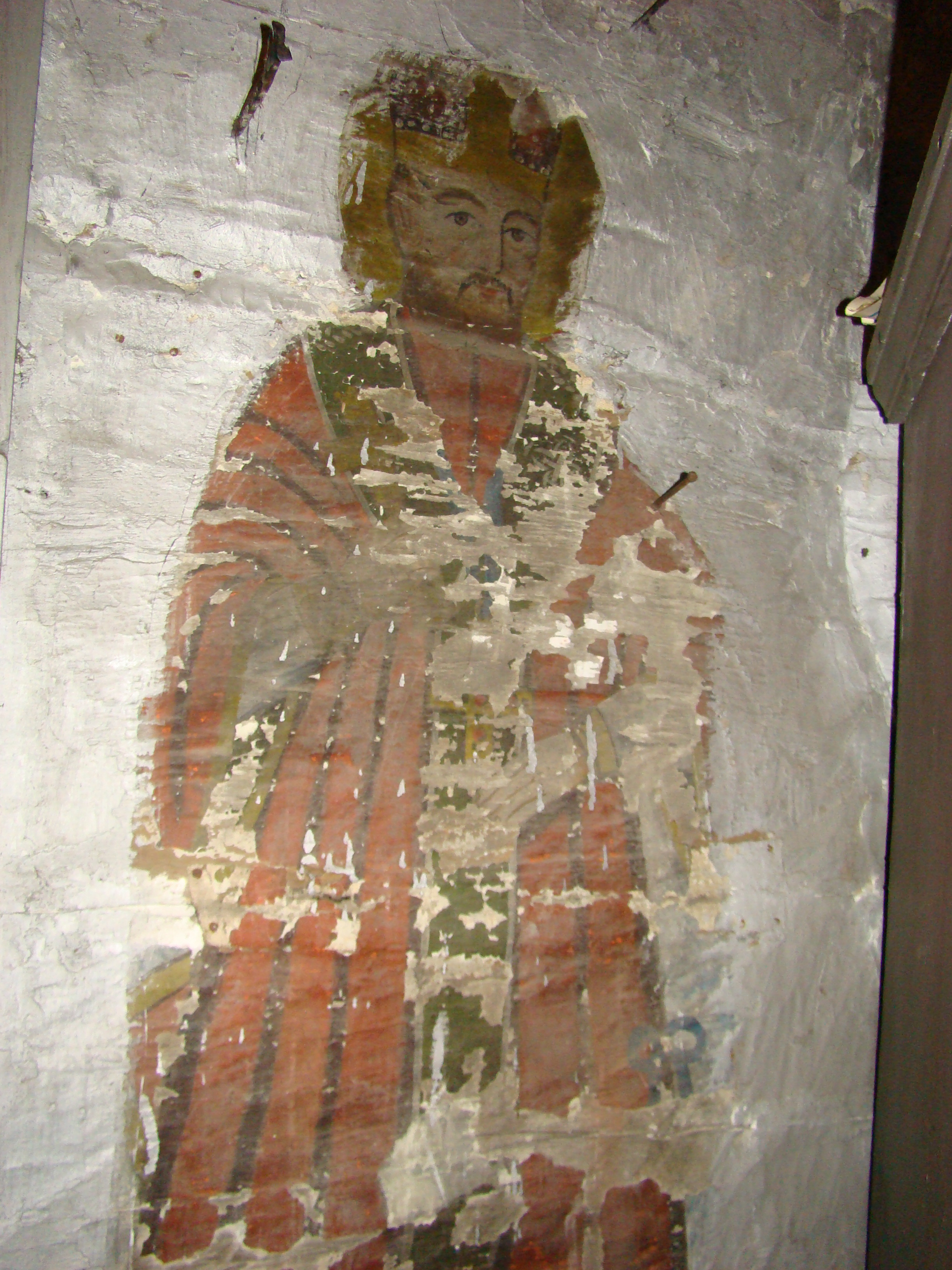
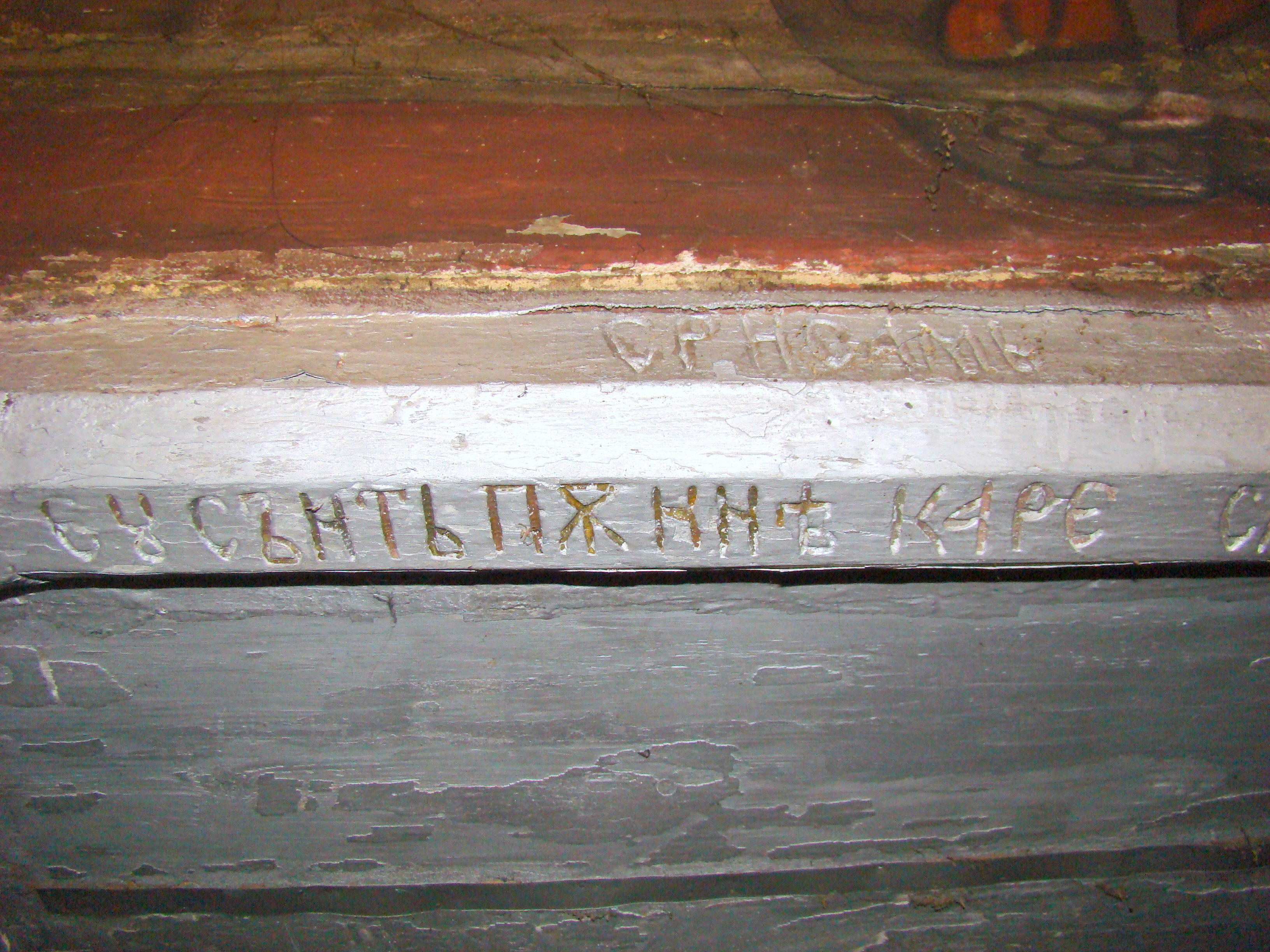
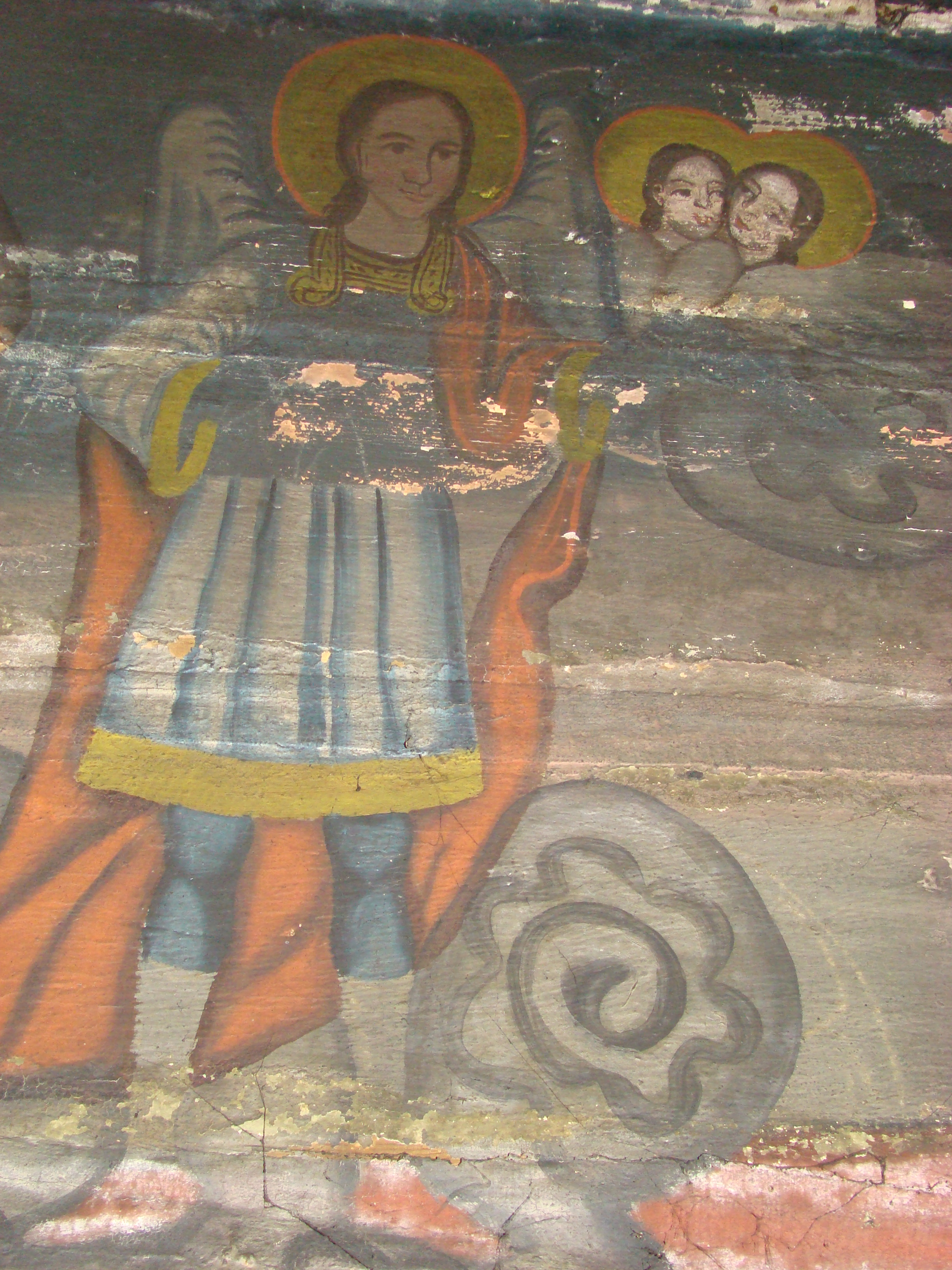
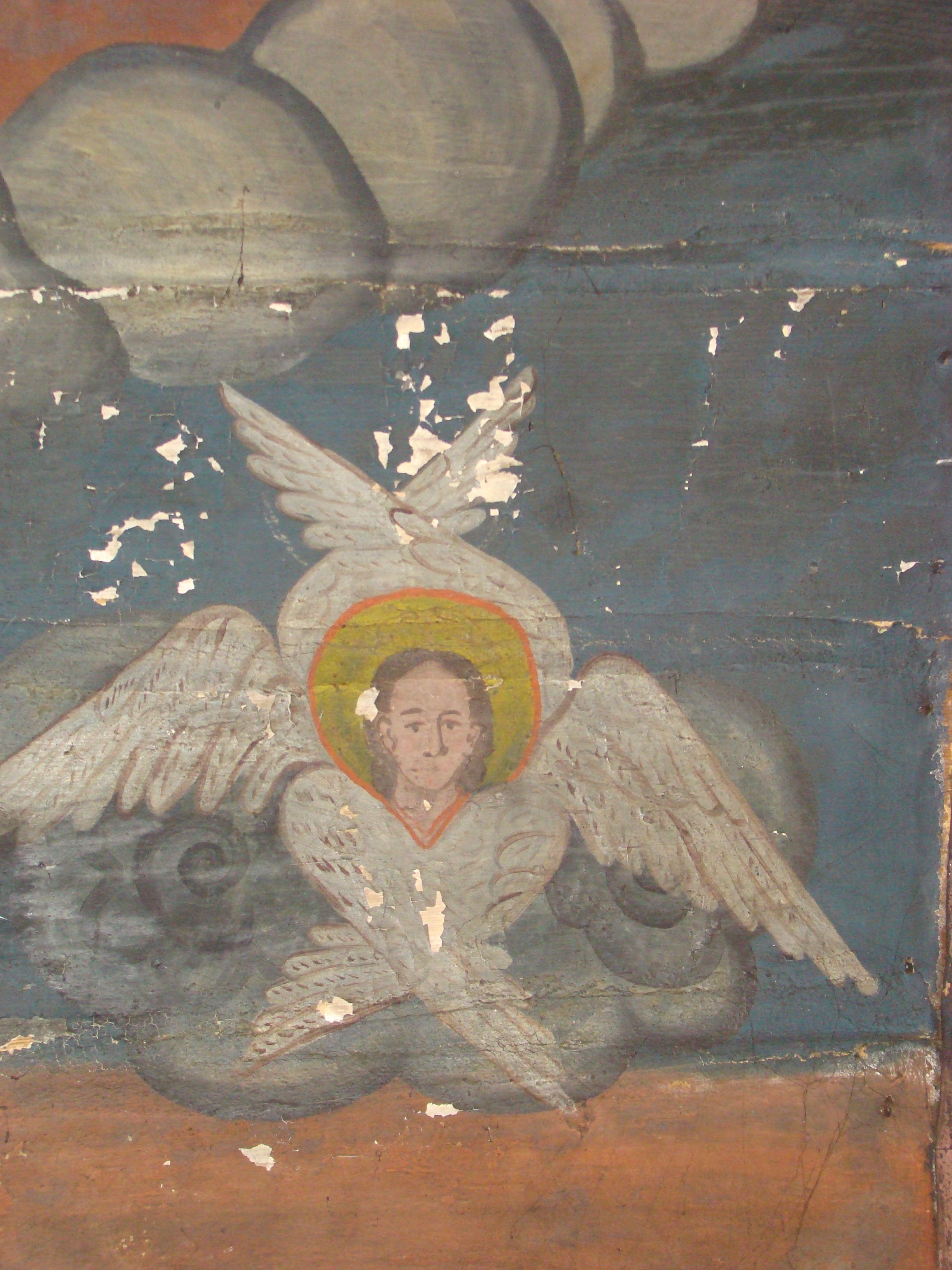
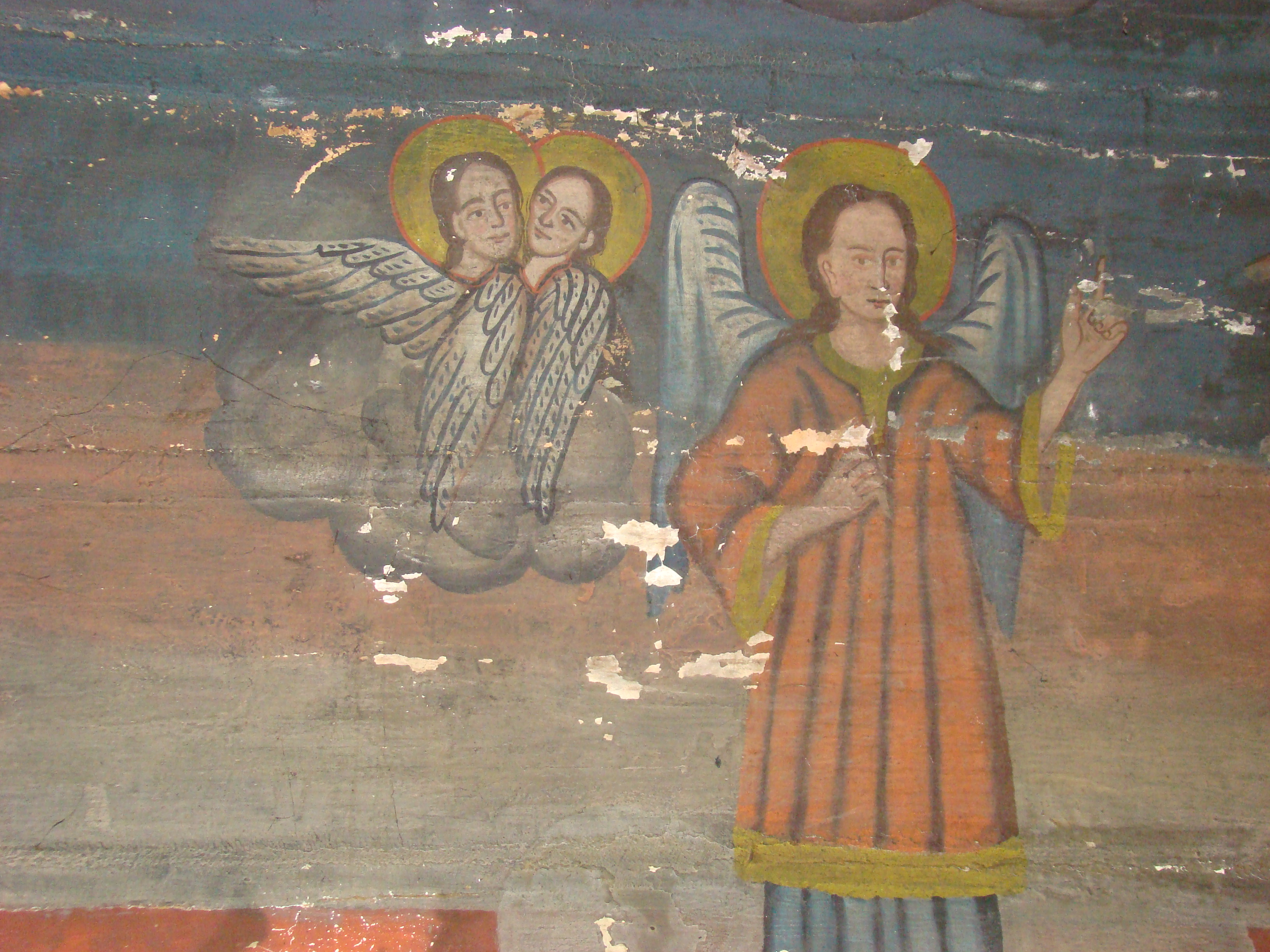
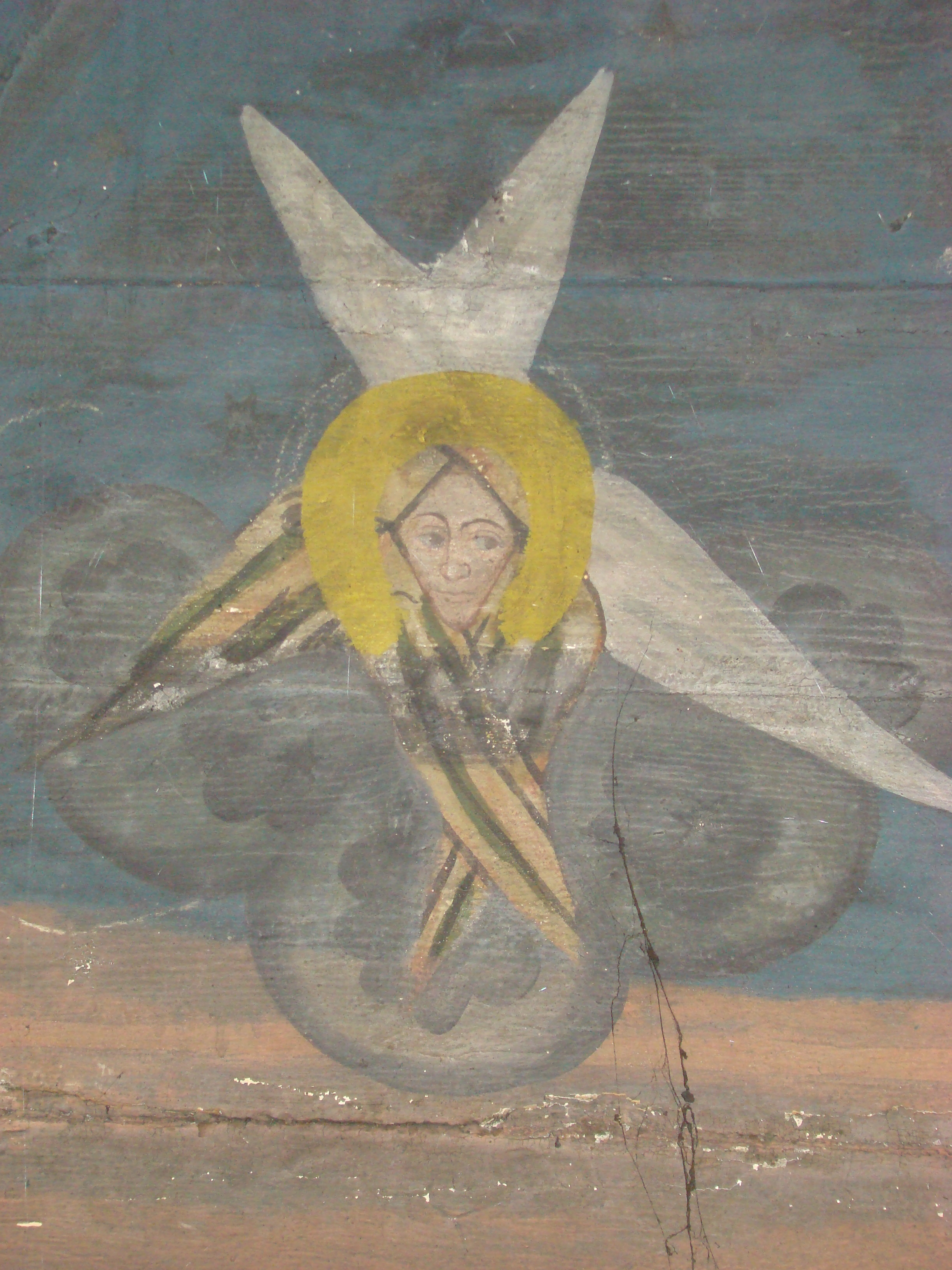
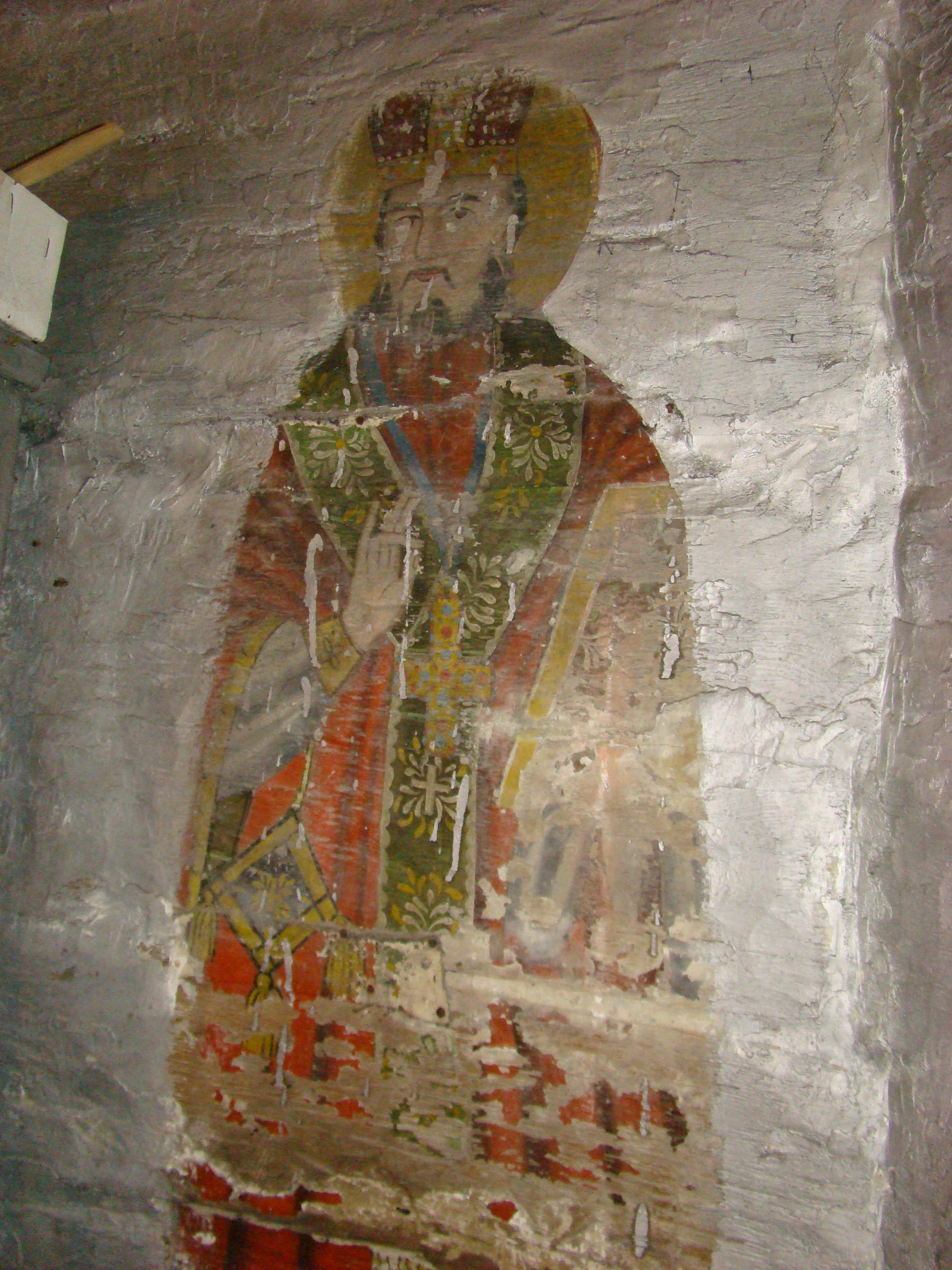
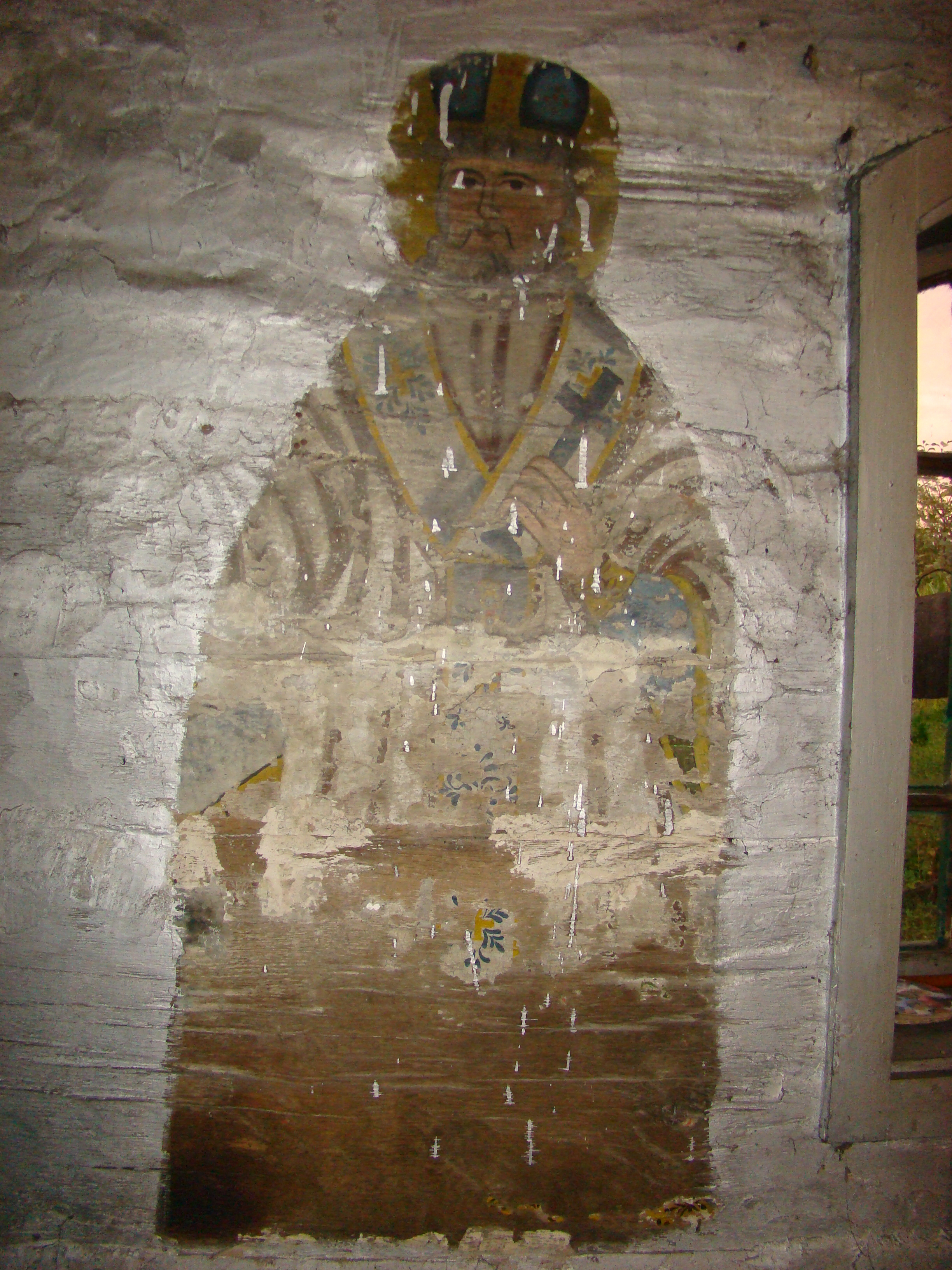
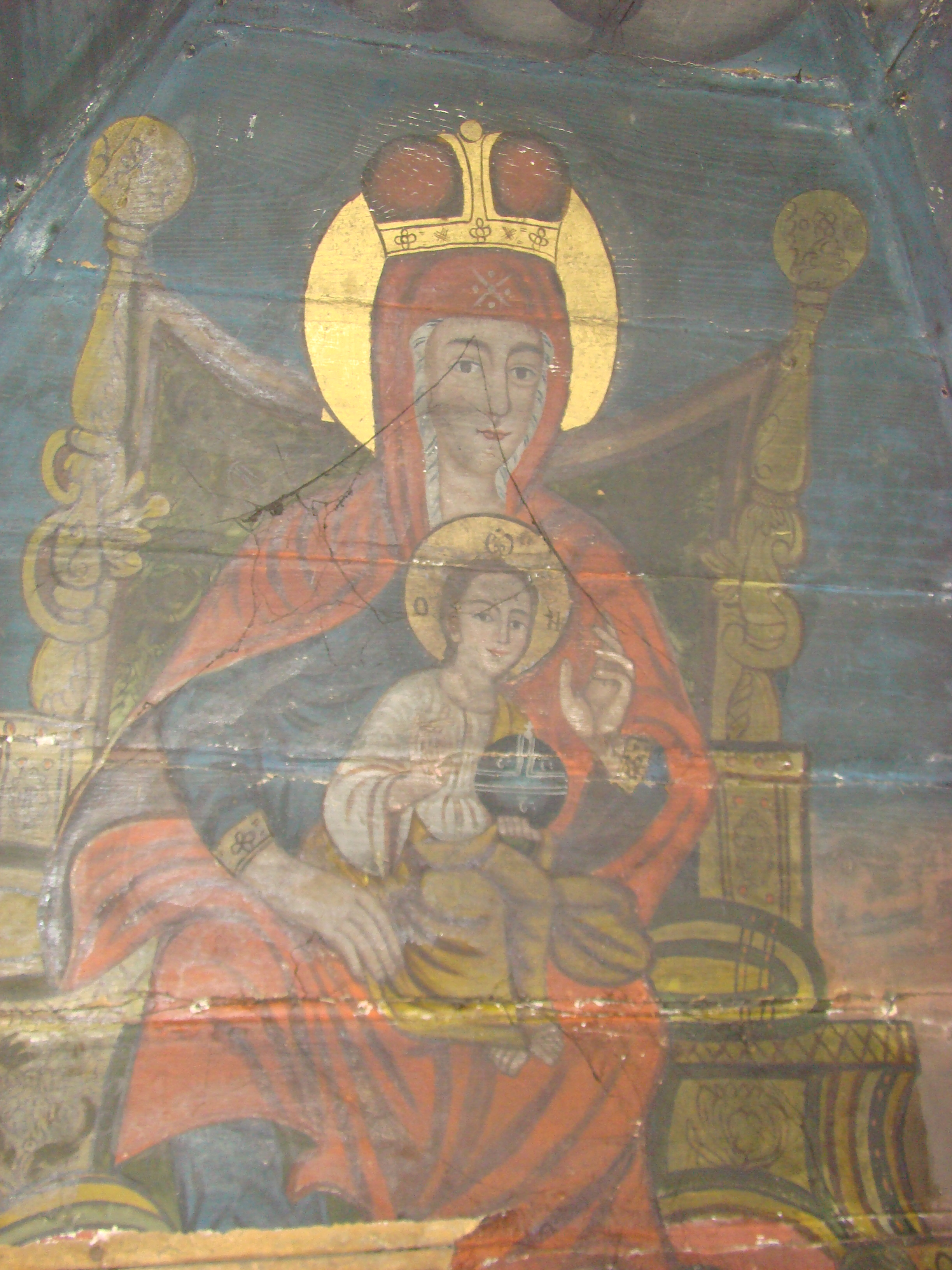
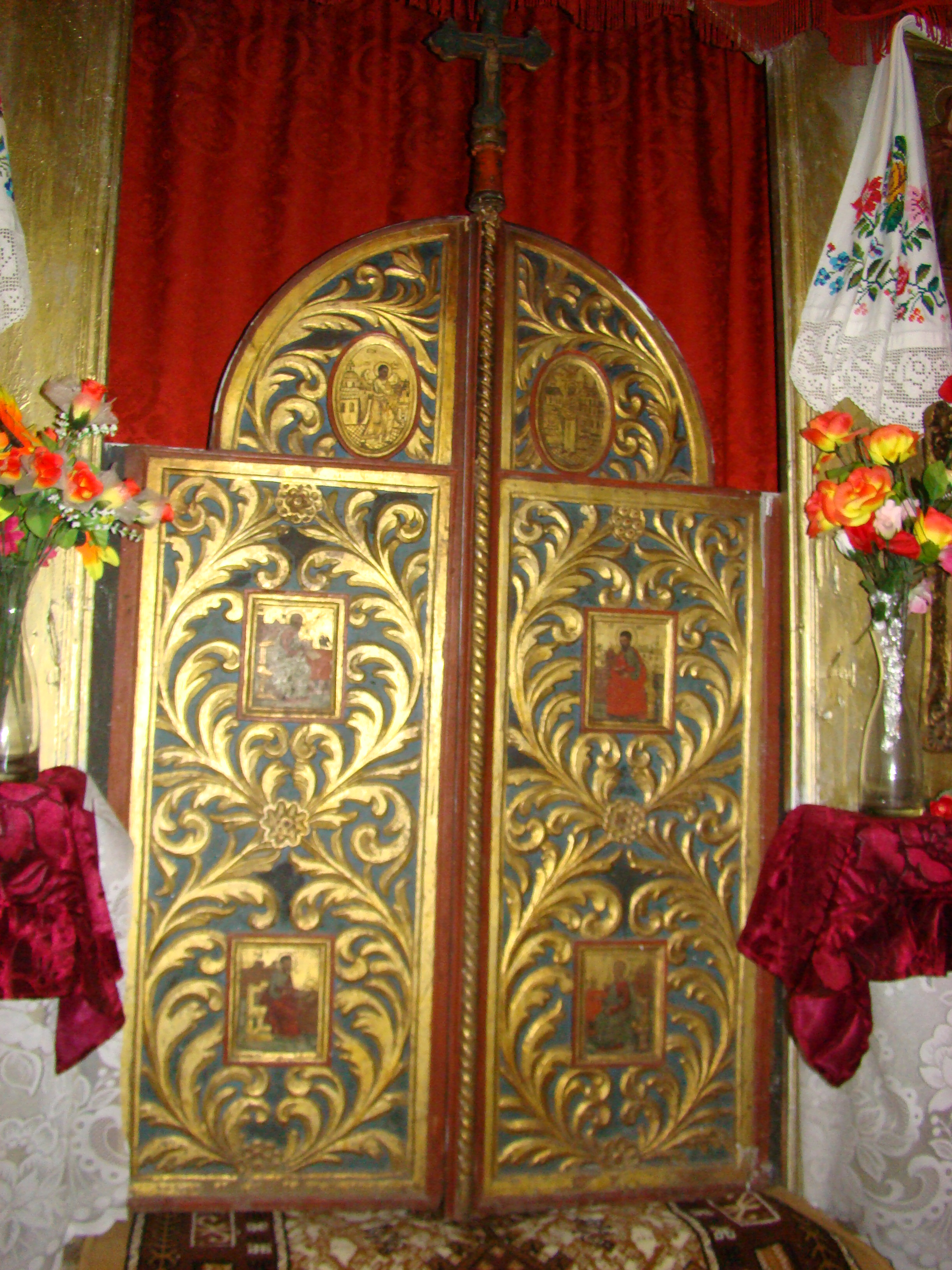
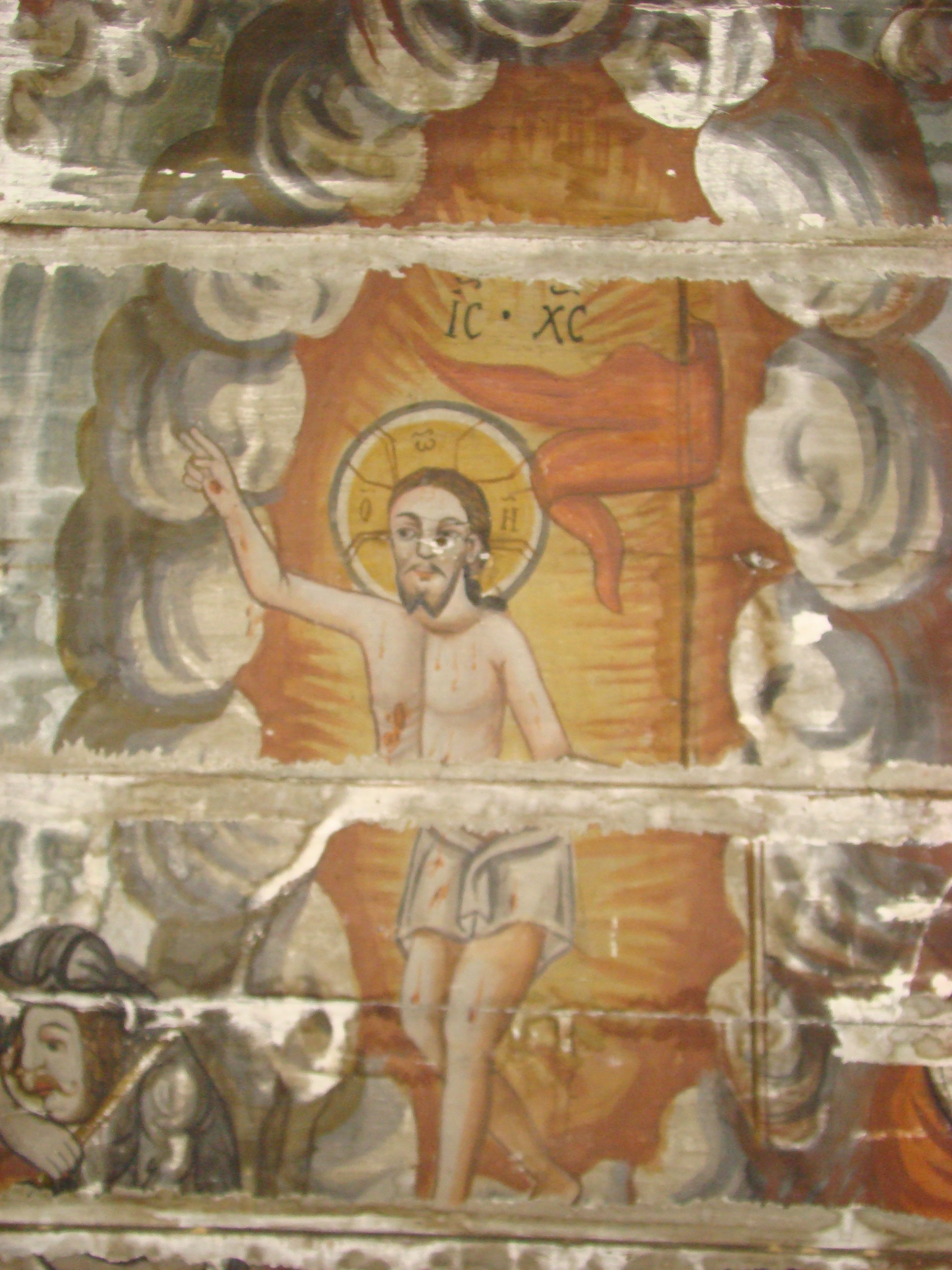
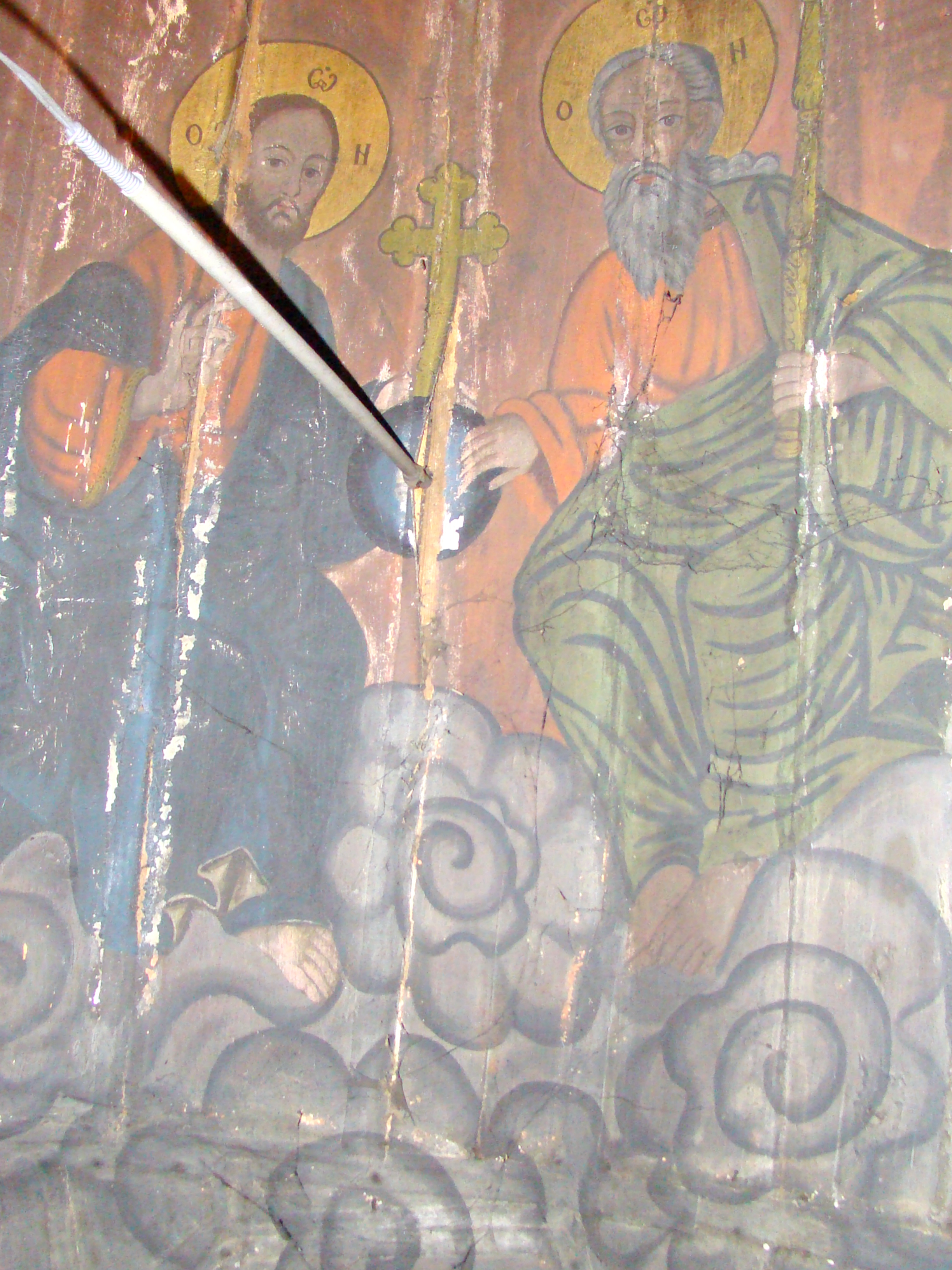
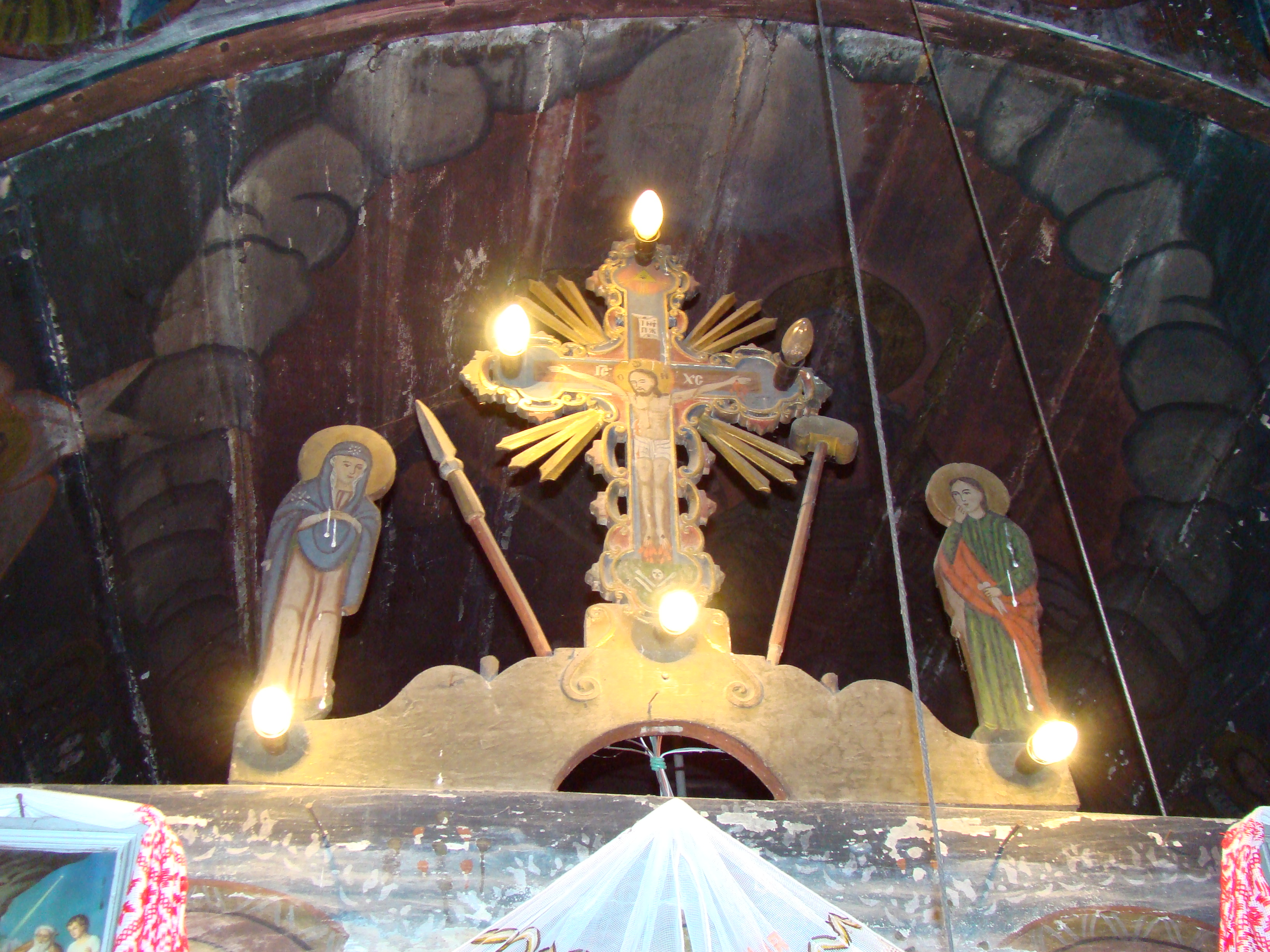
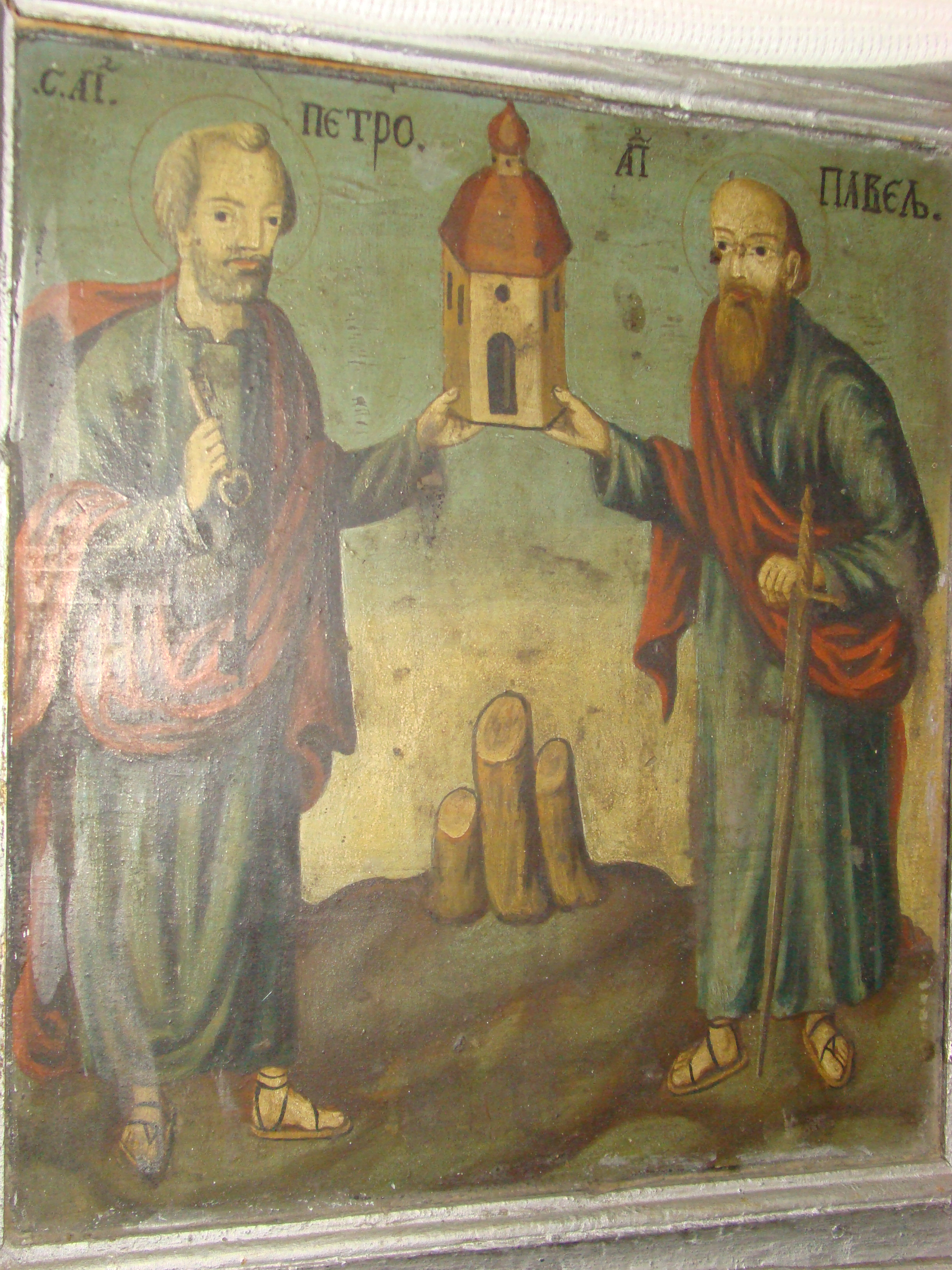
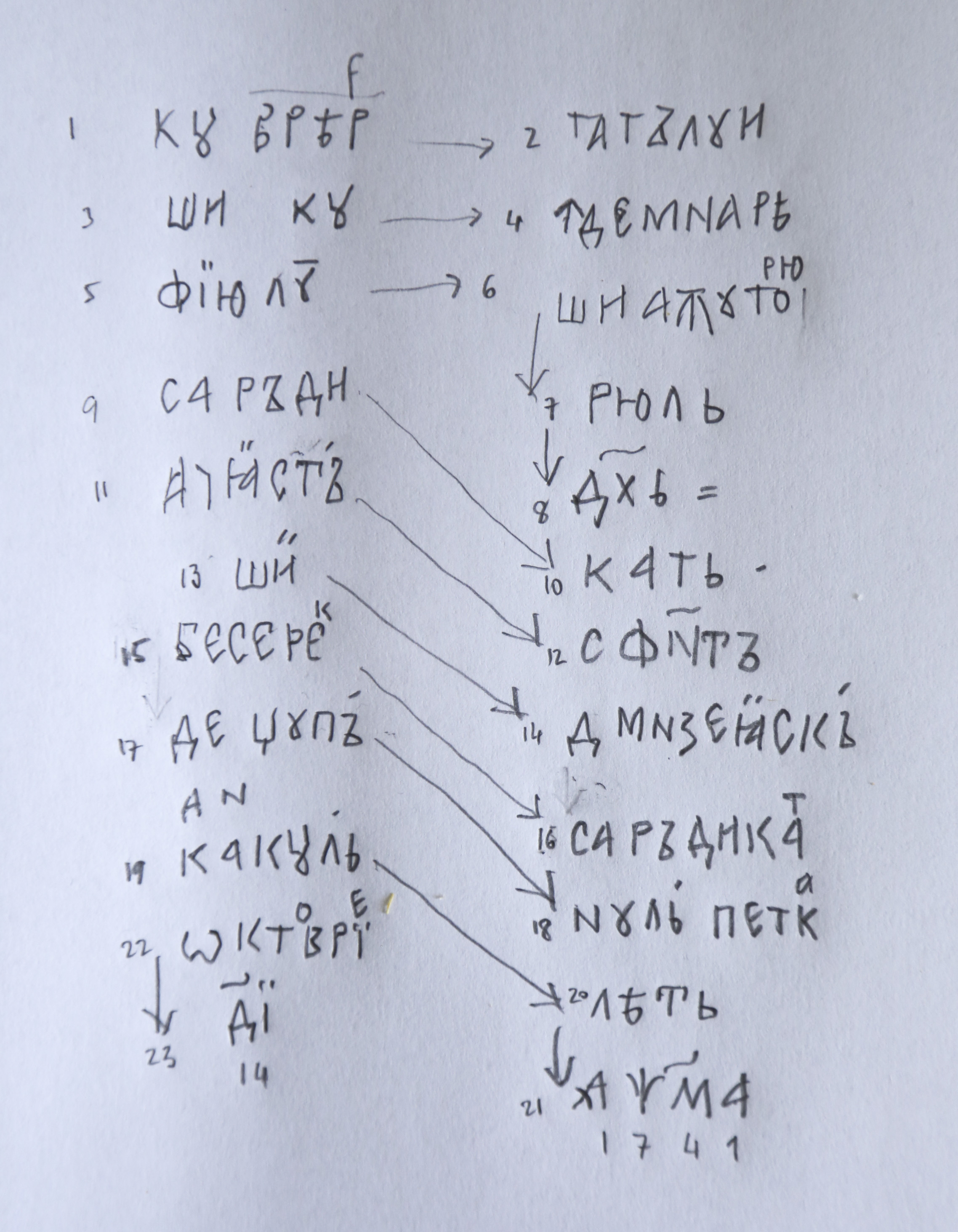

## Imagini din exterior

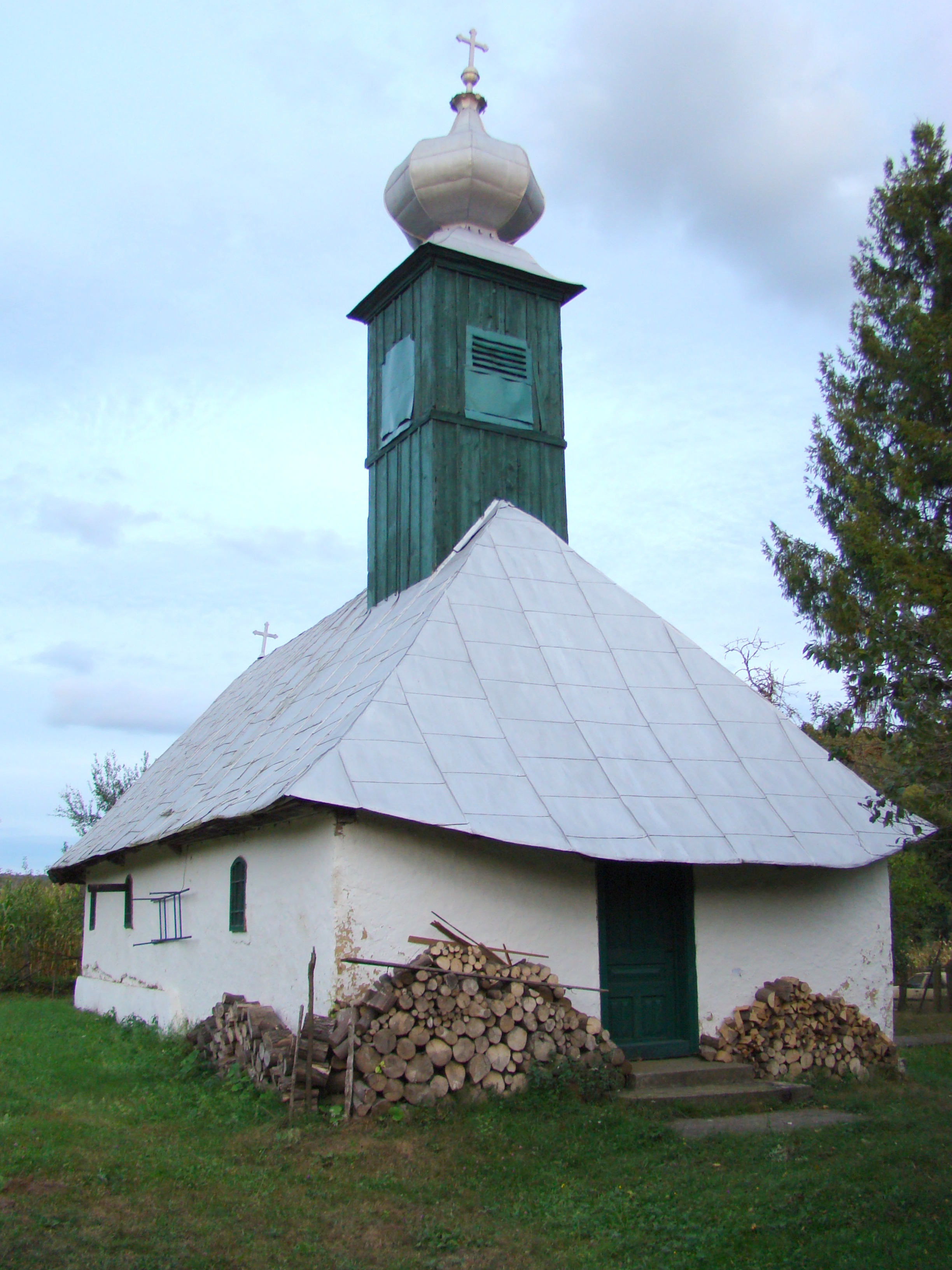
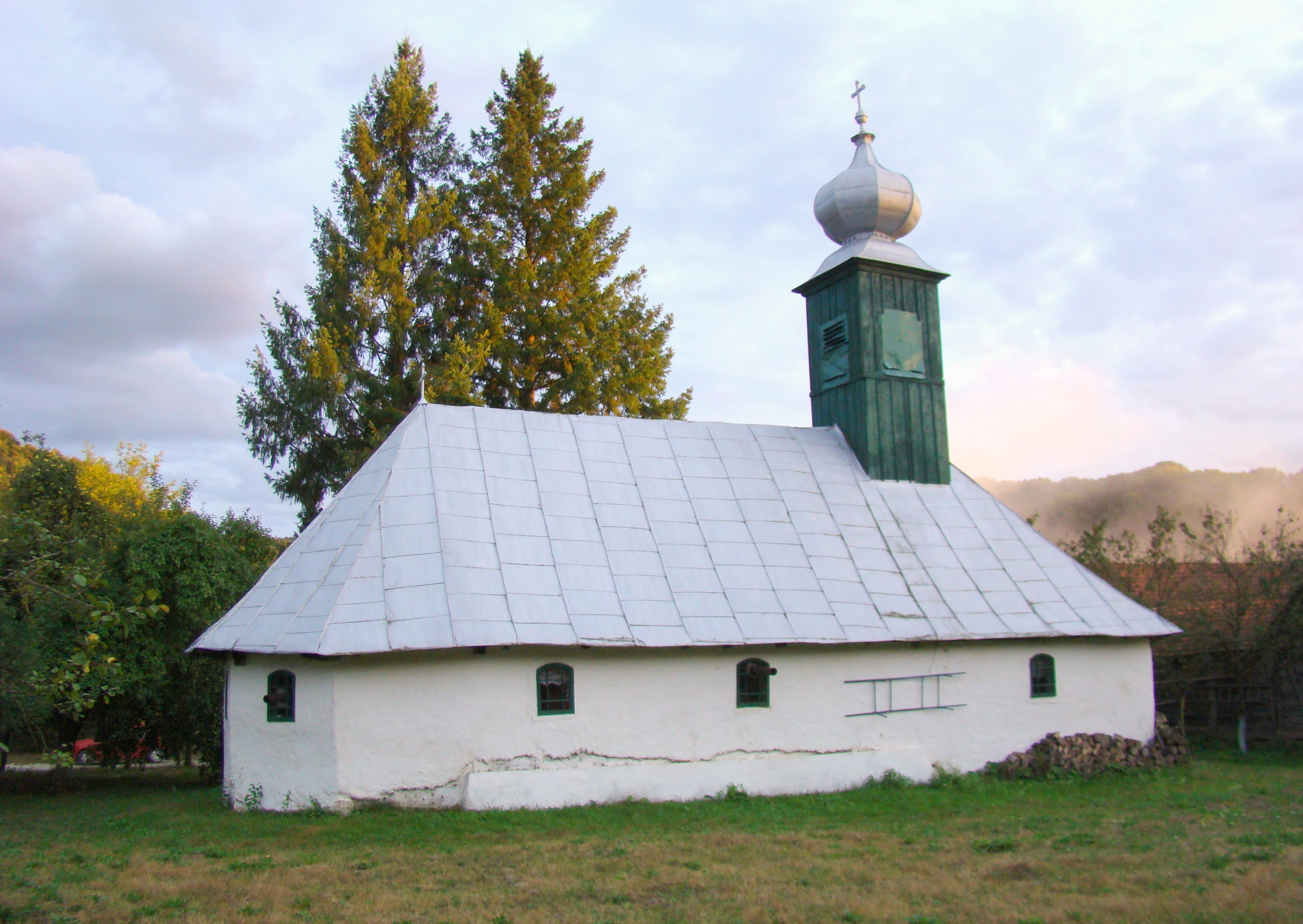
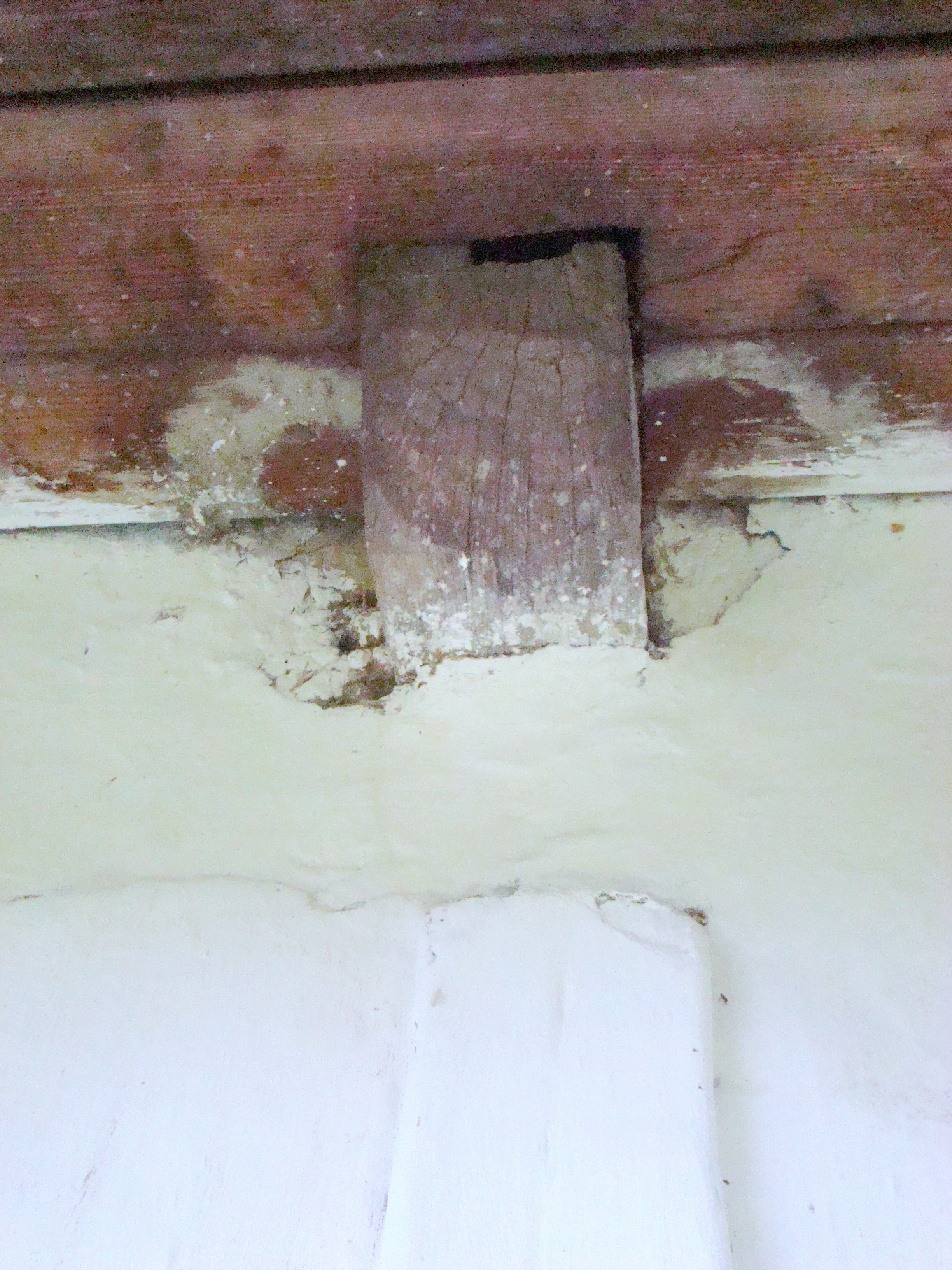
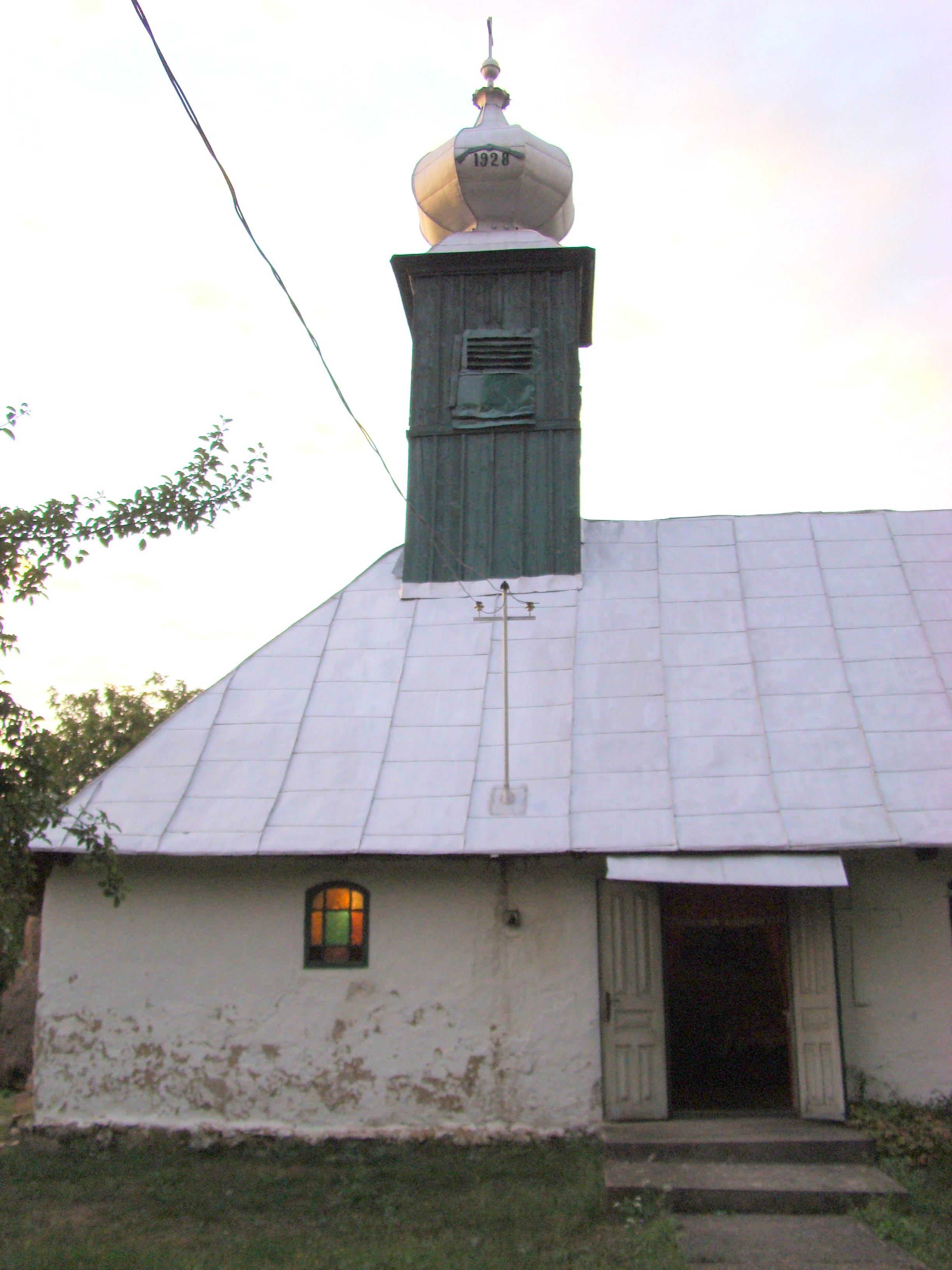
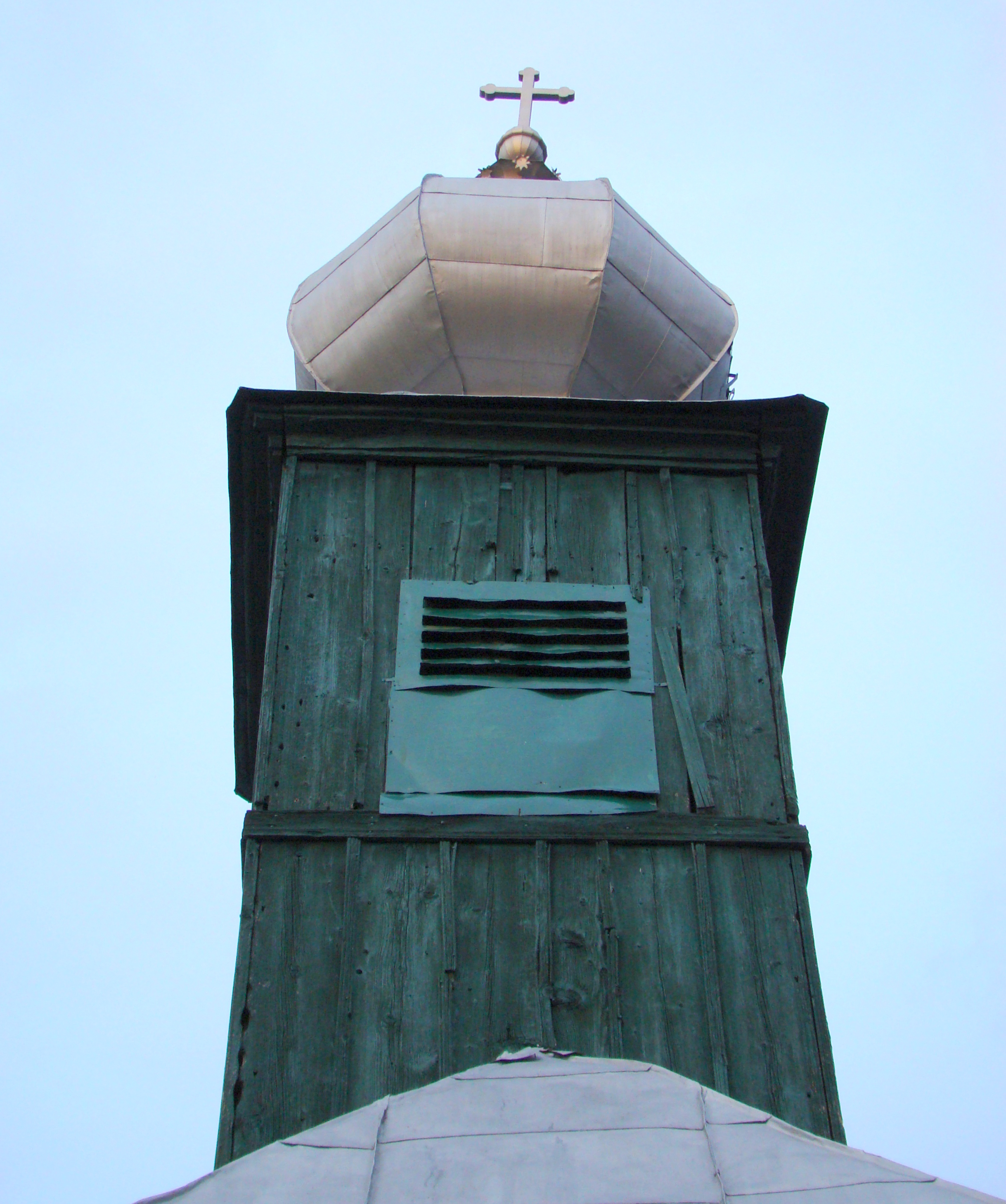
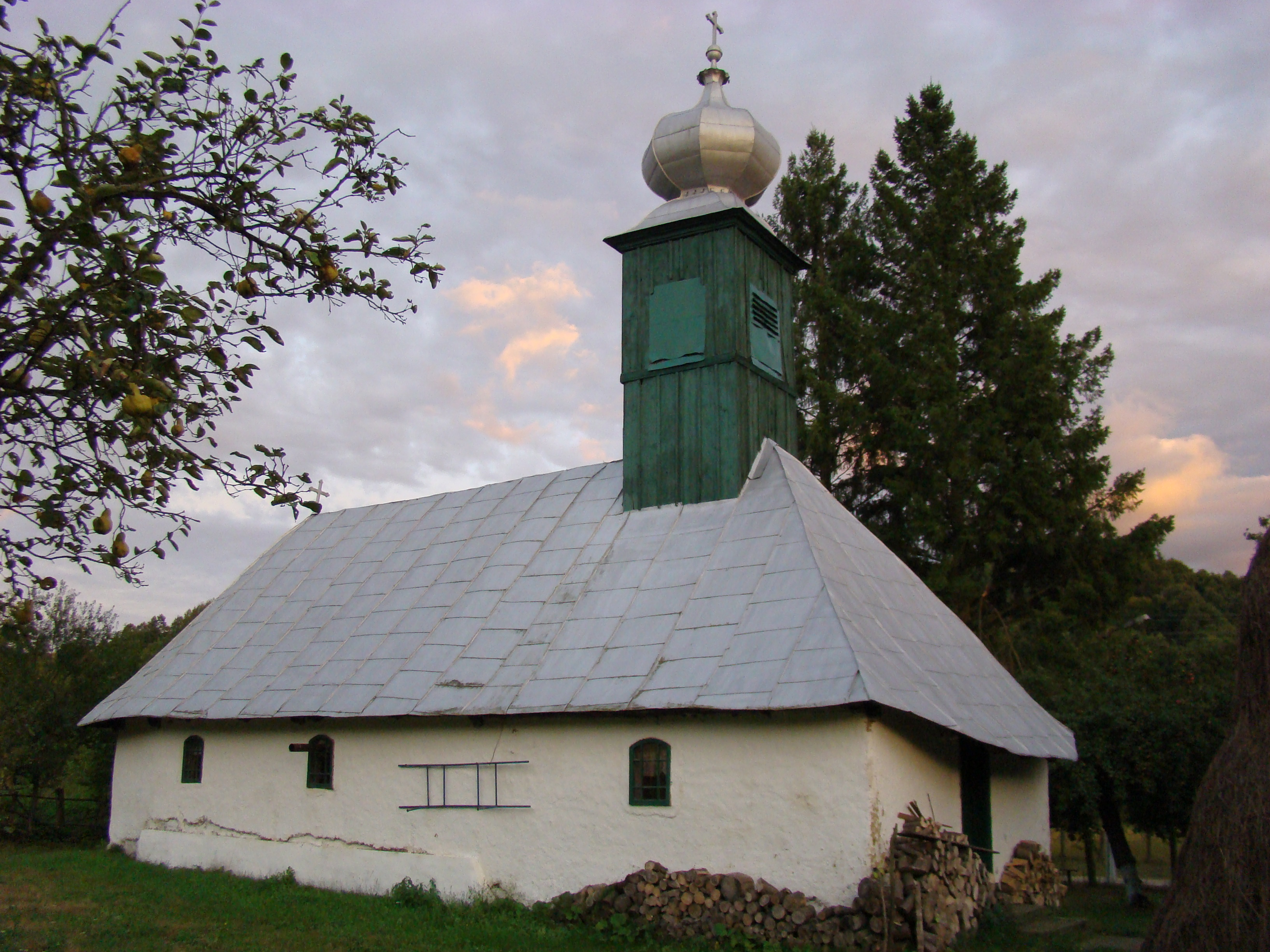
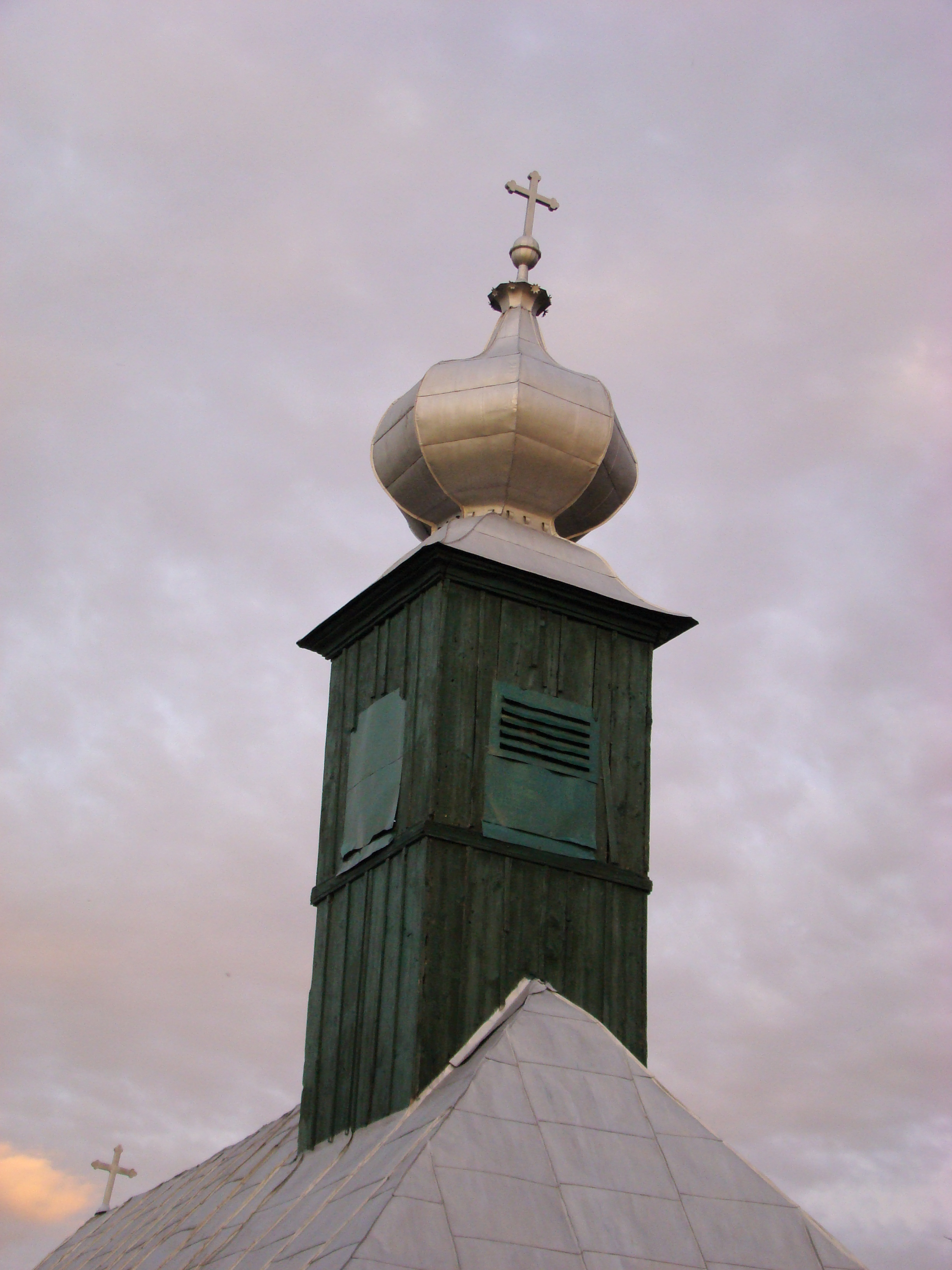
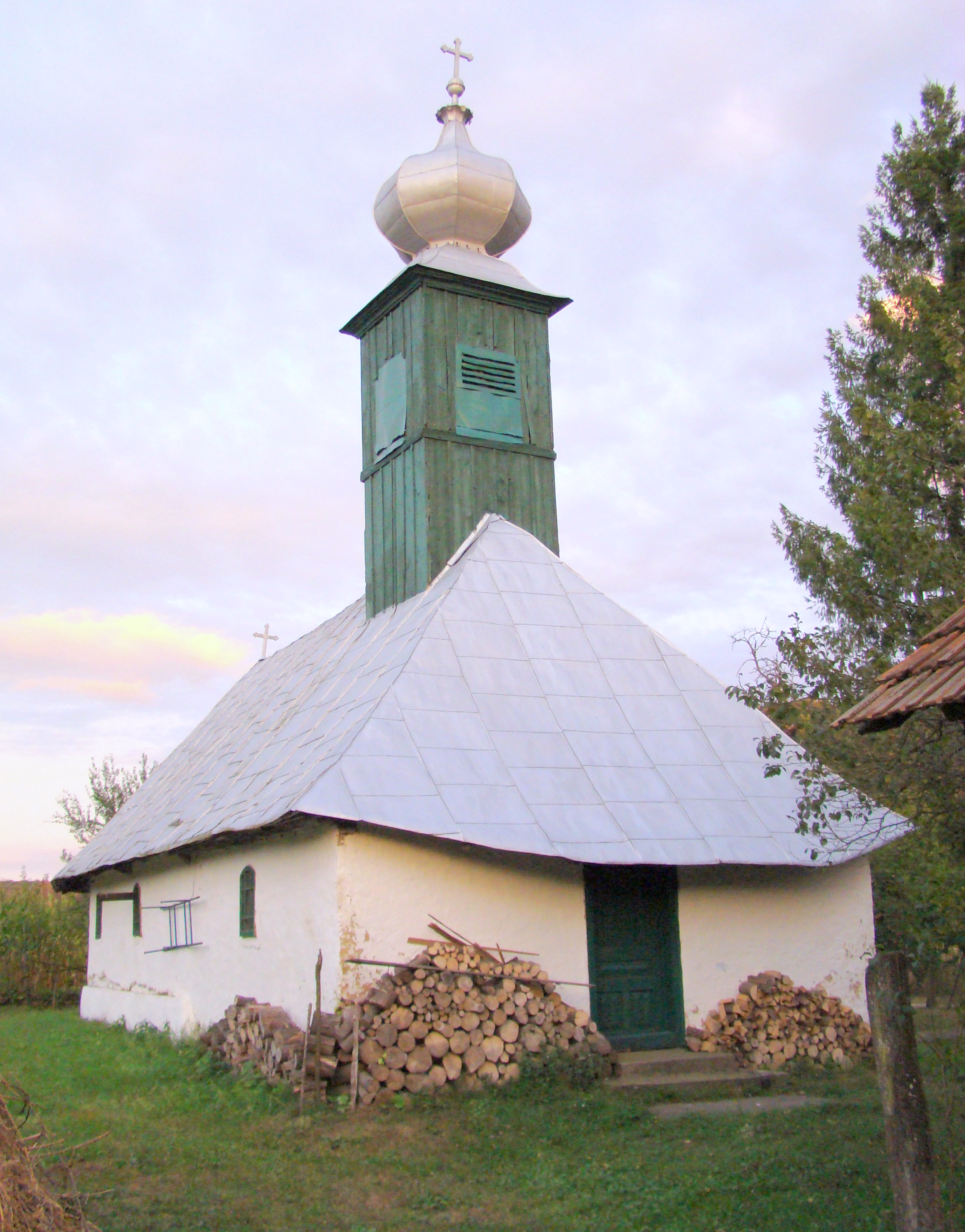
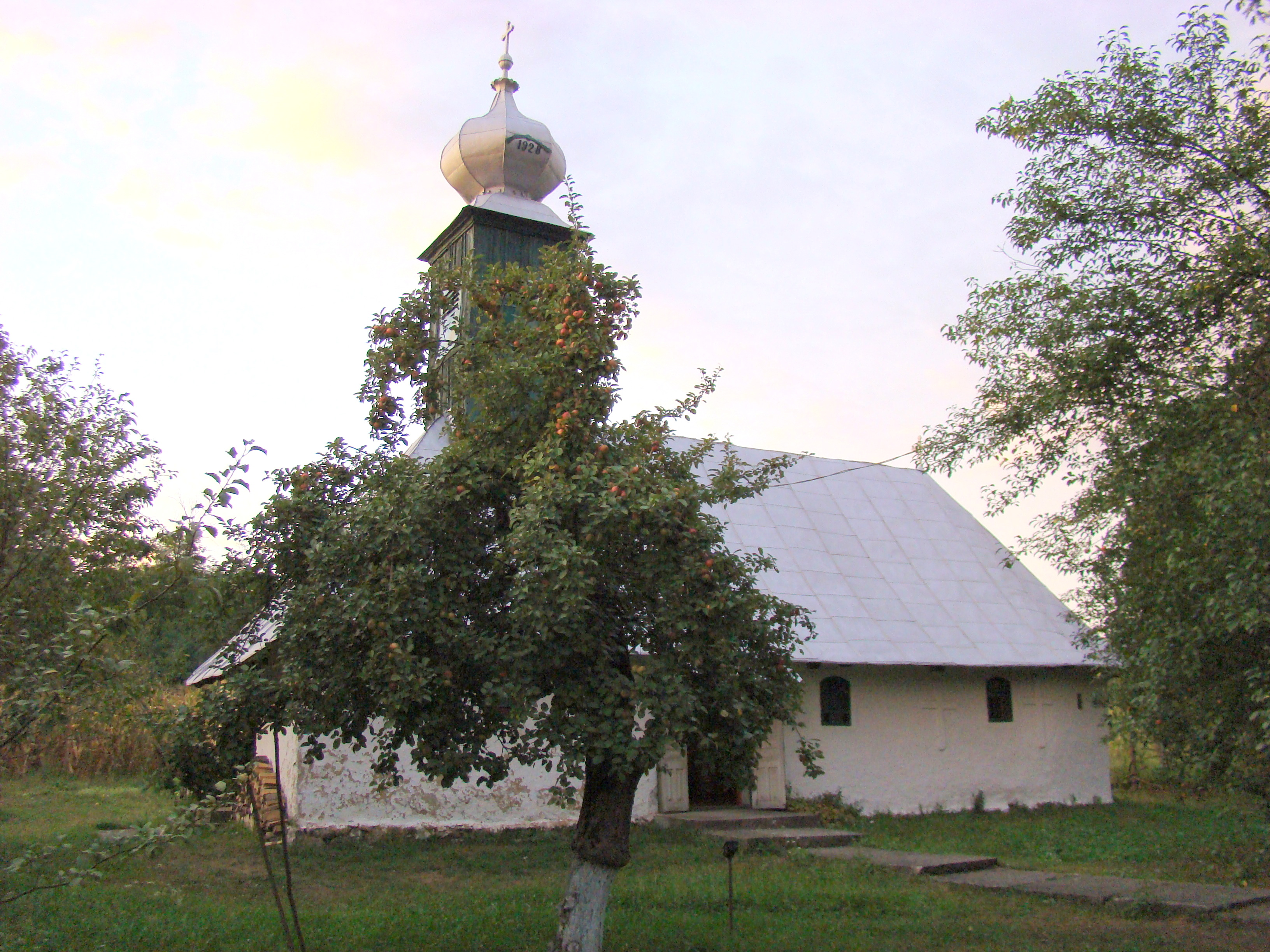
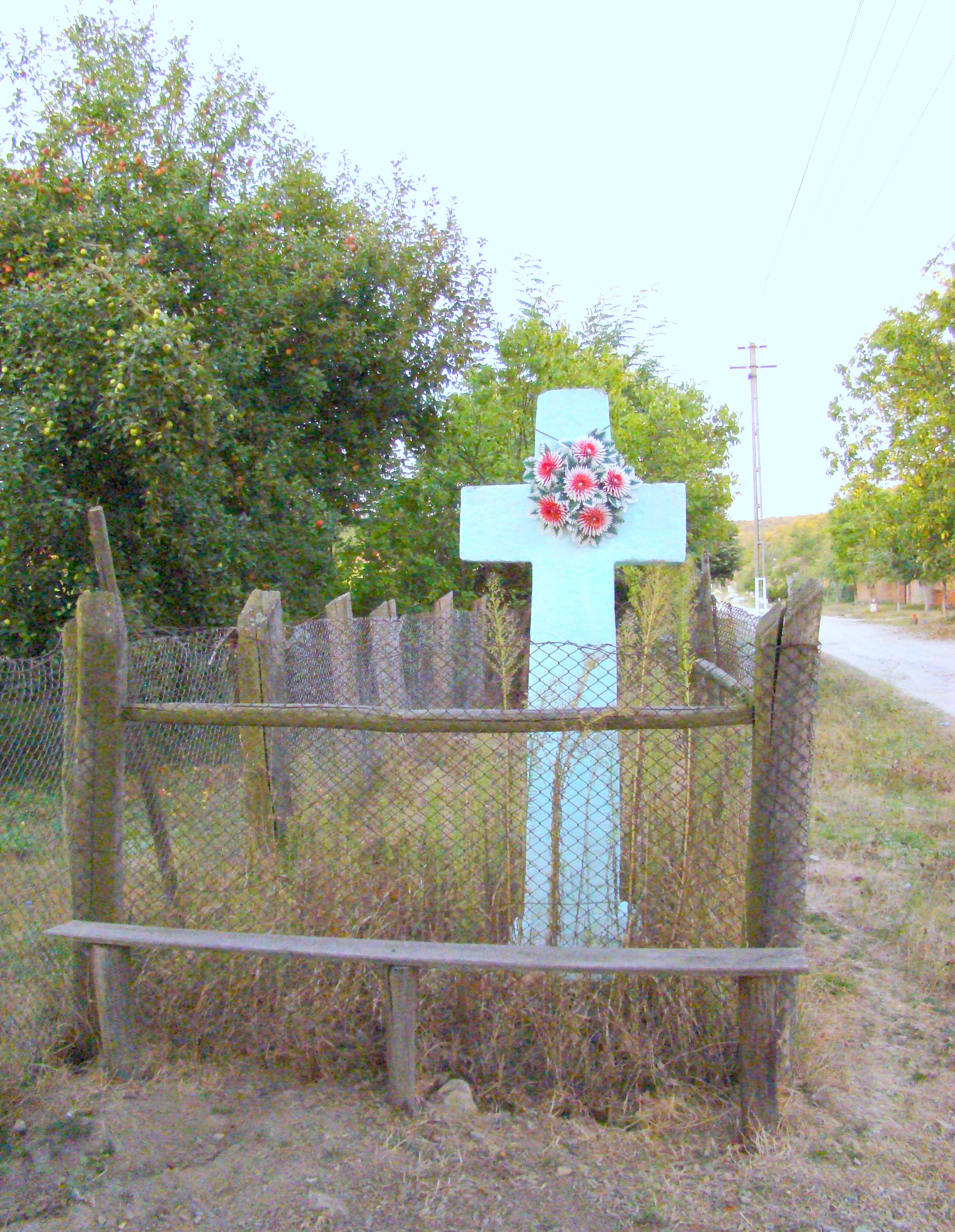
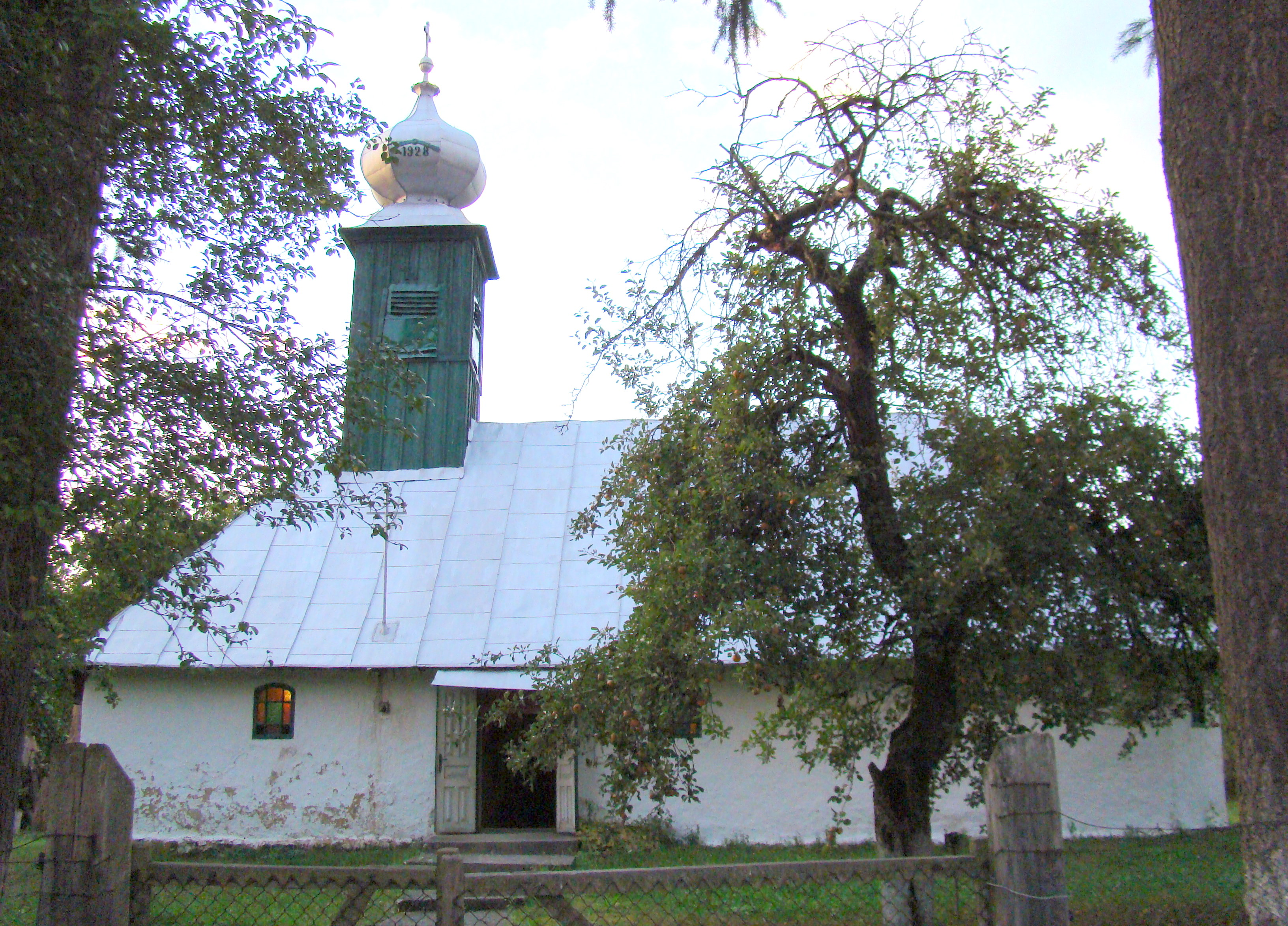
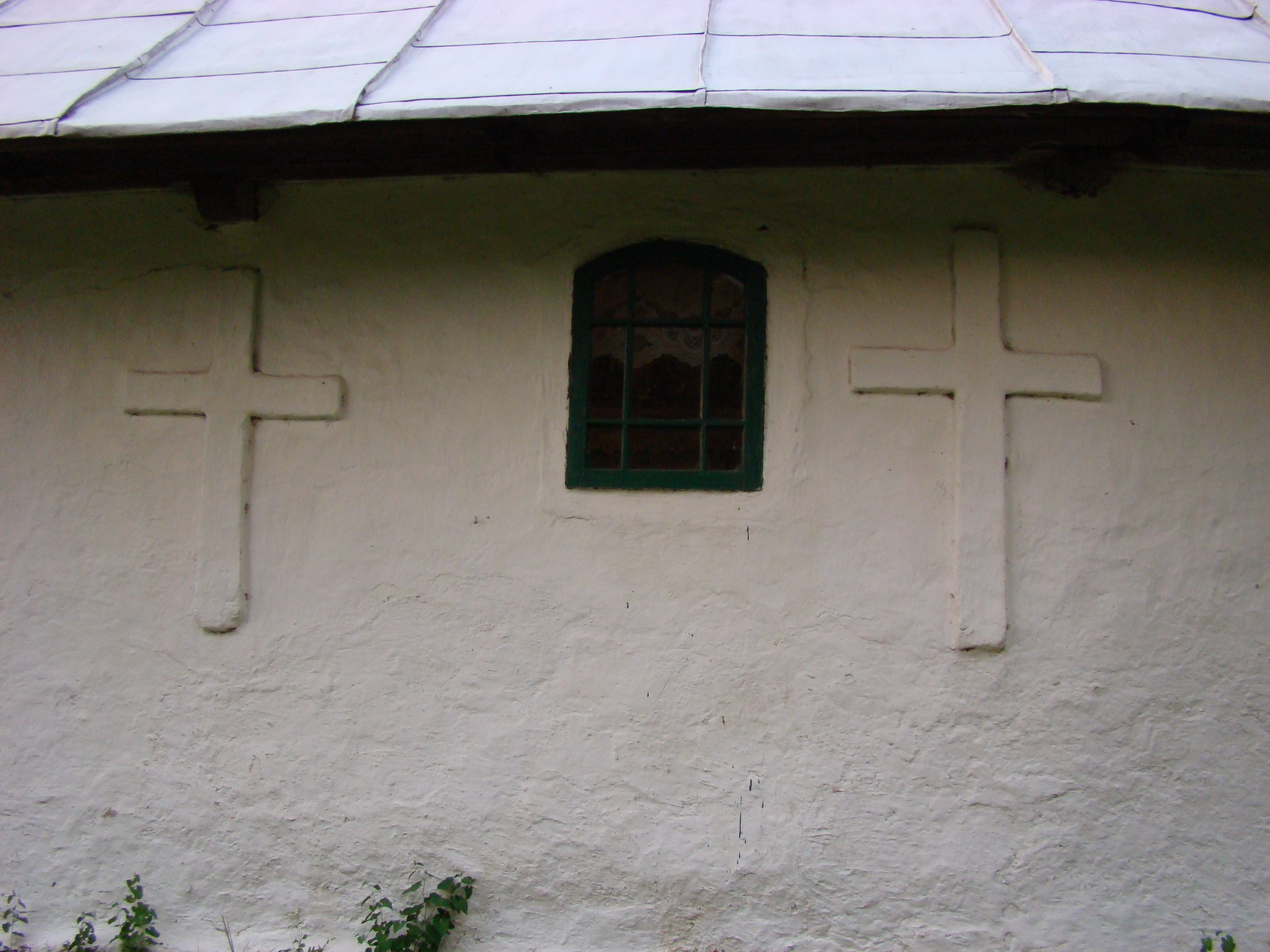
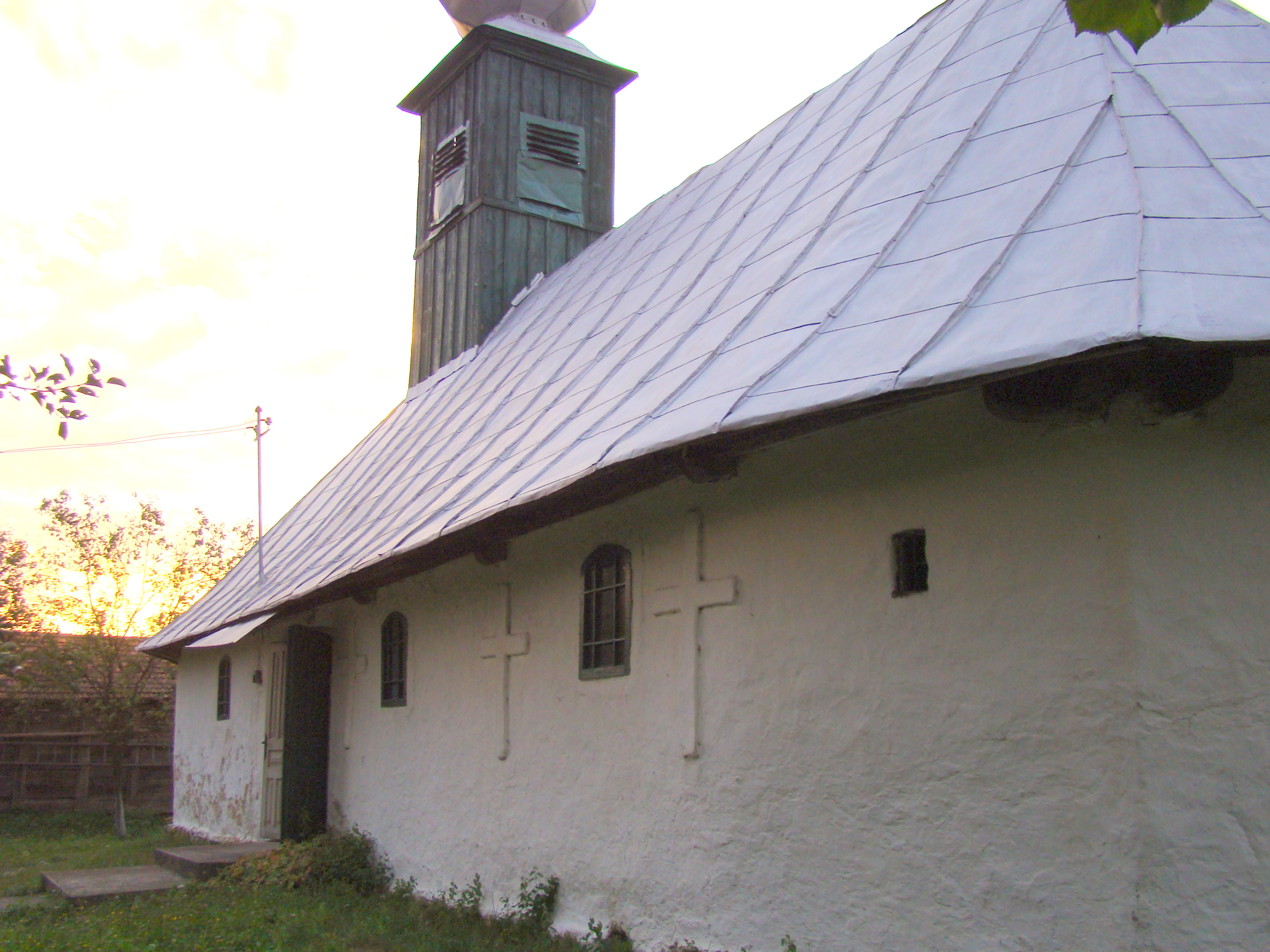
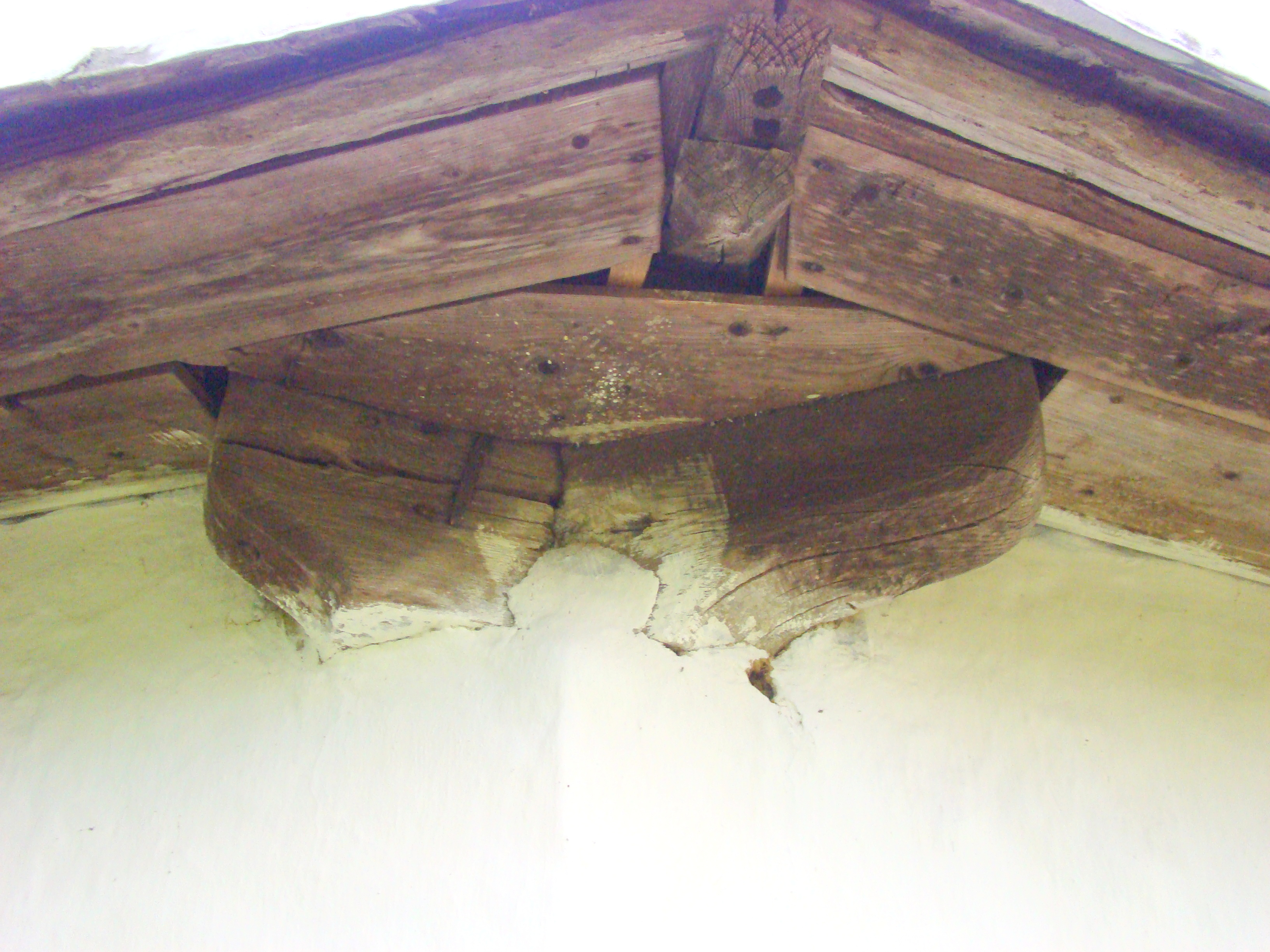
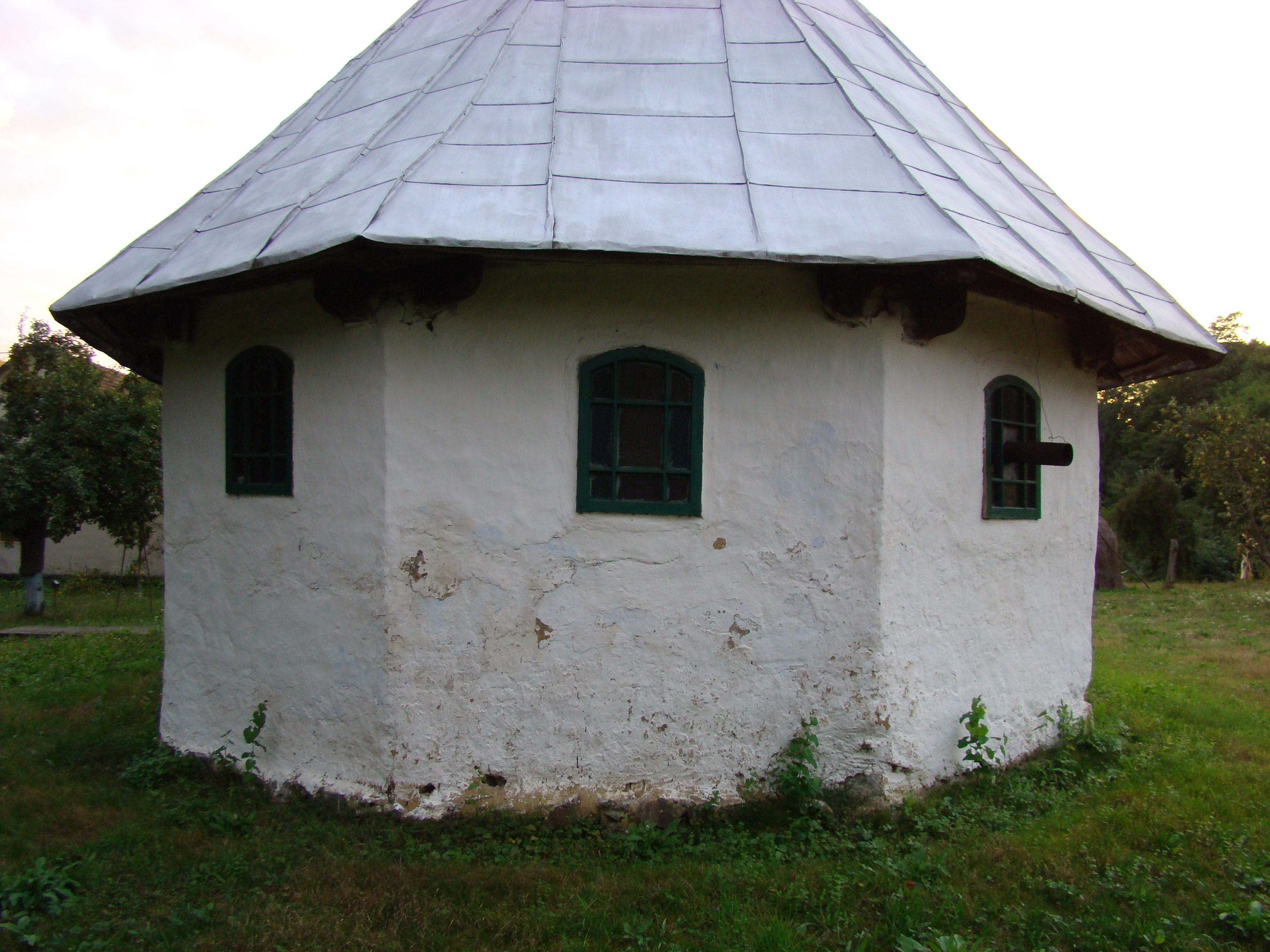
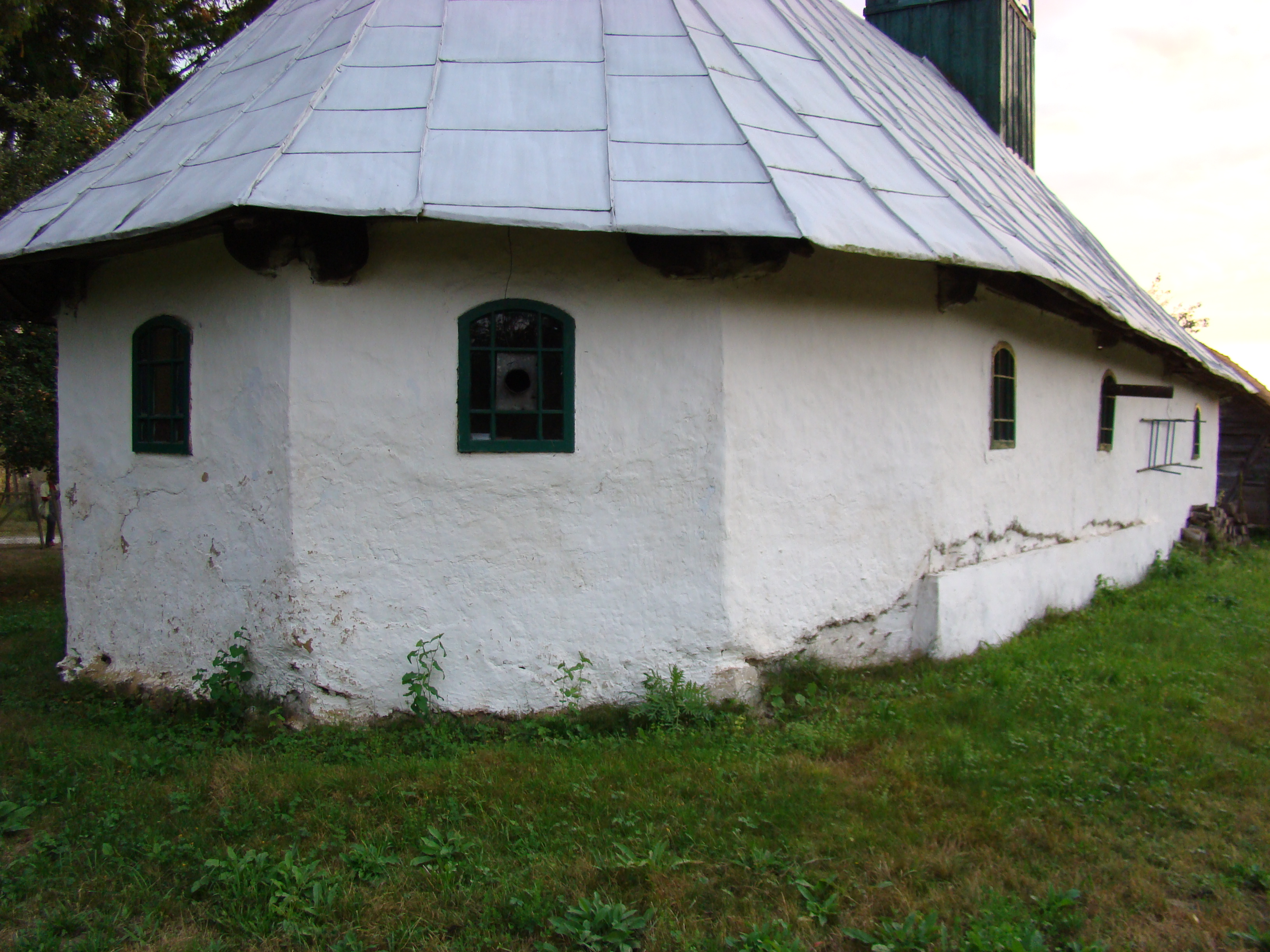
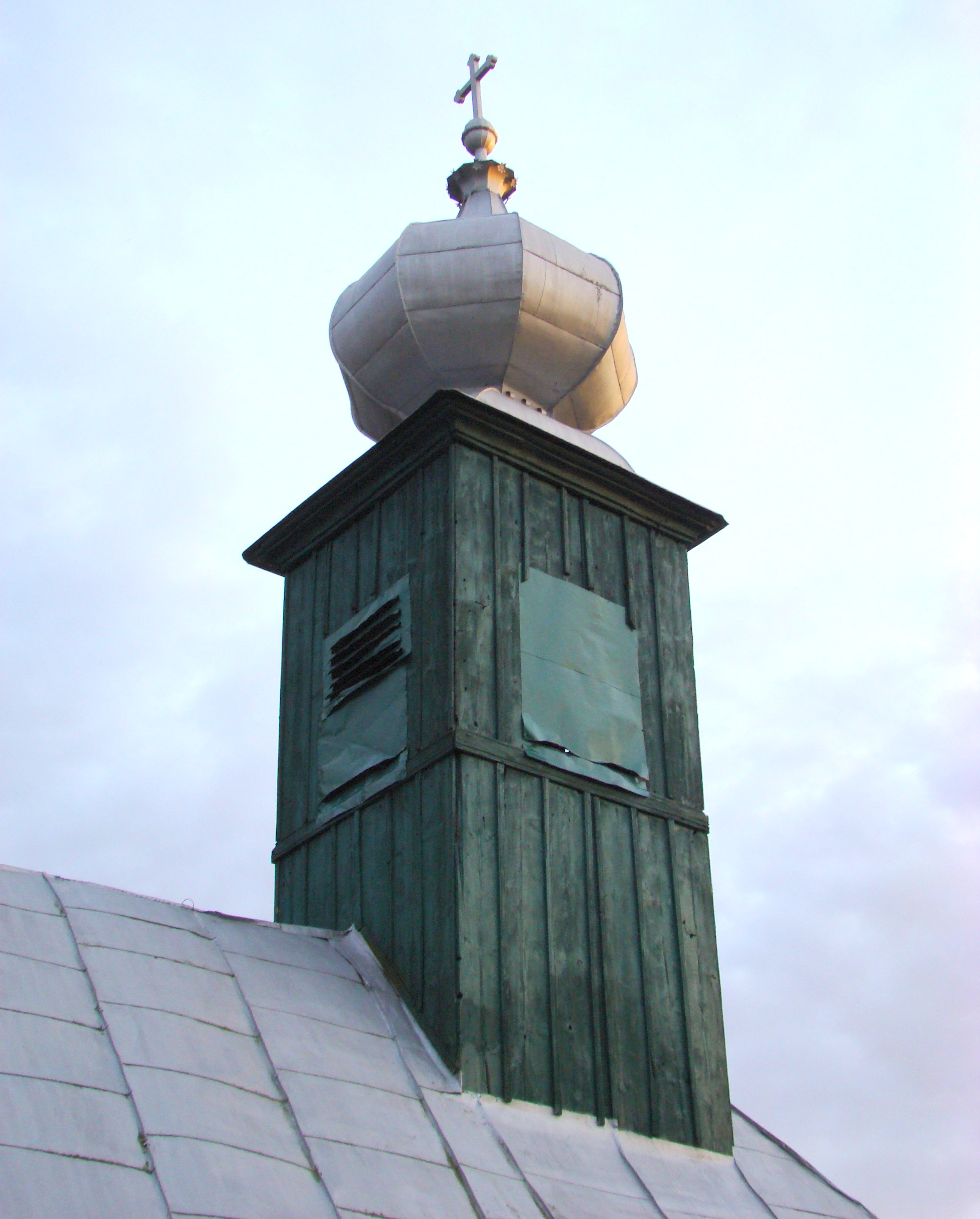
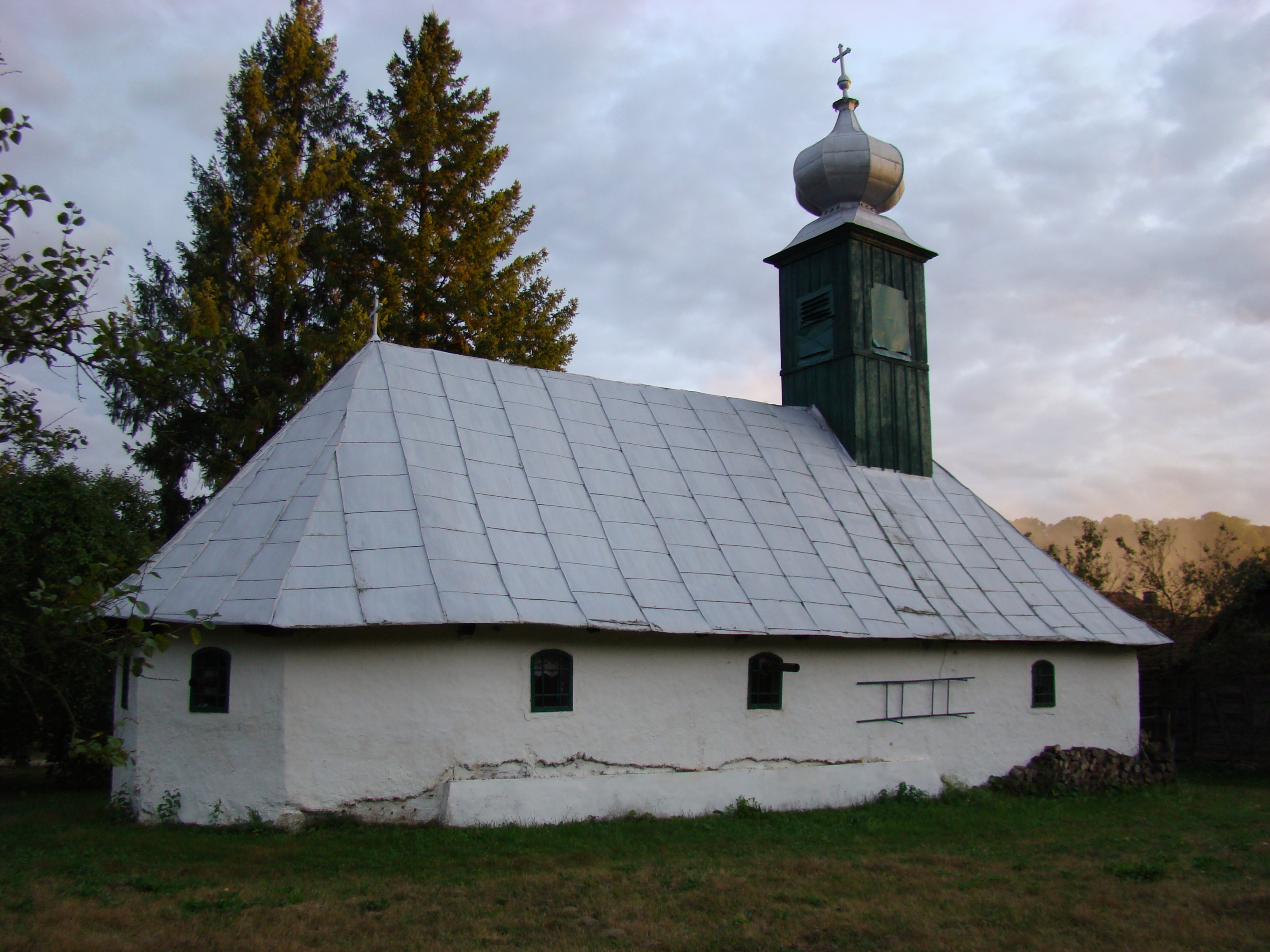
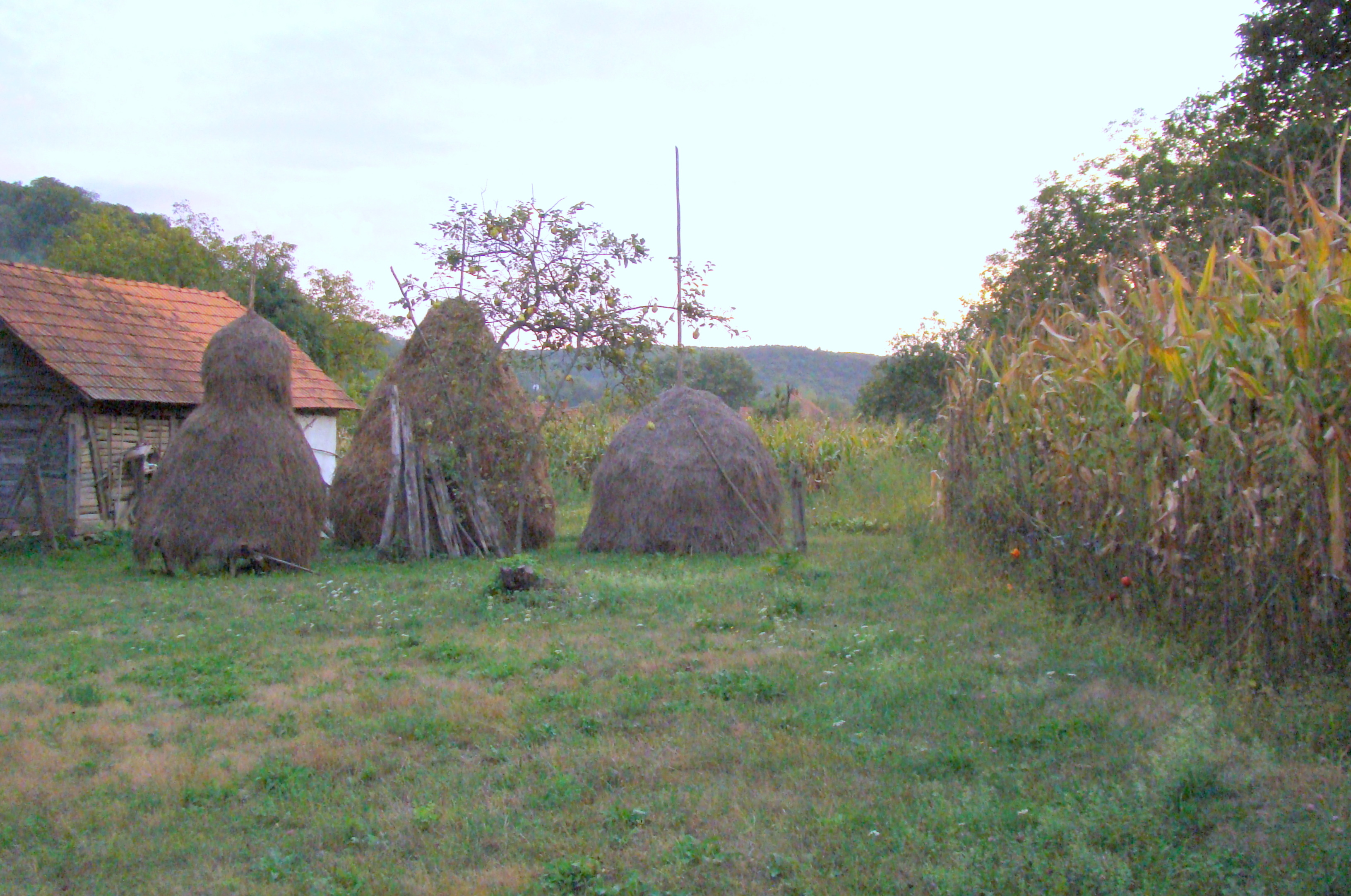
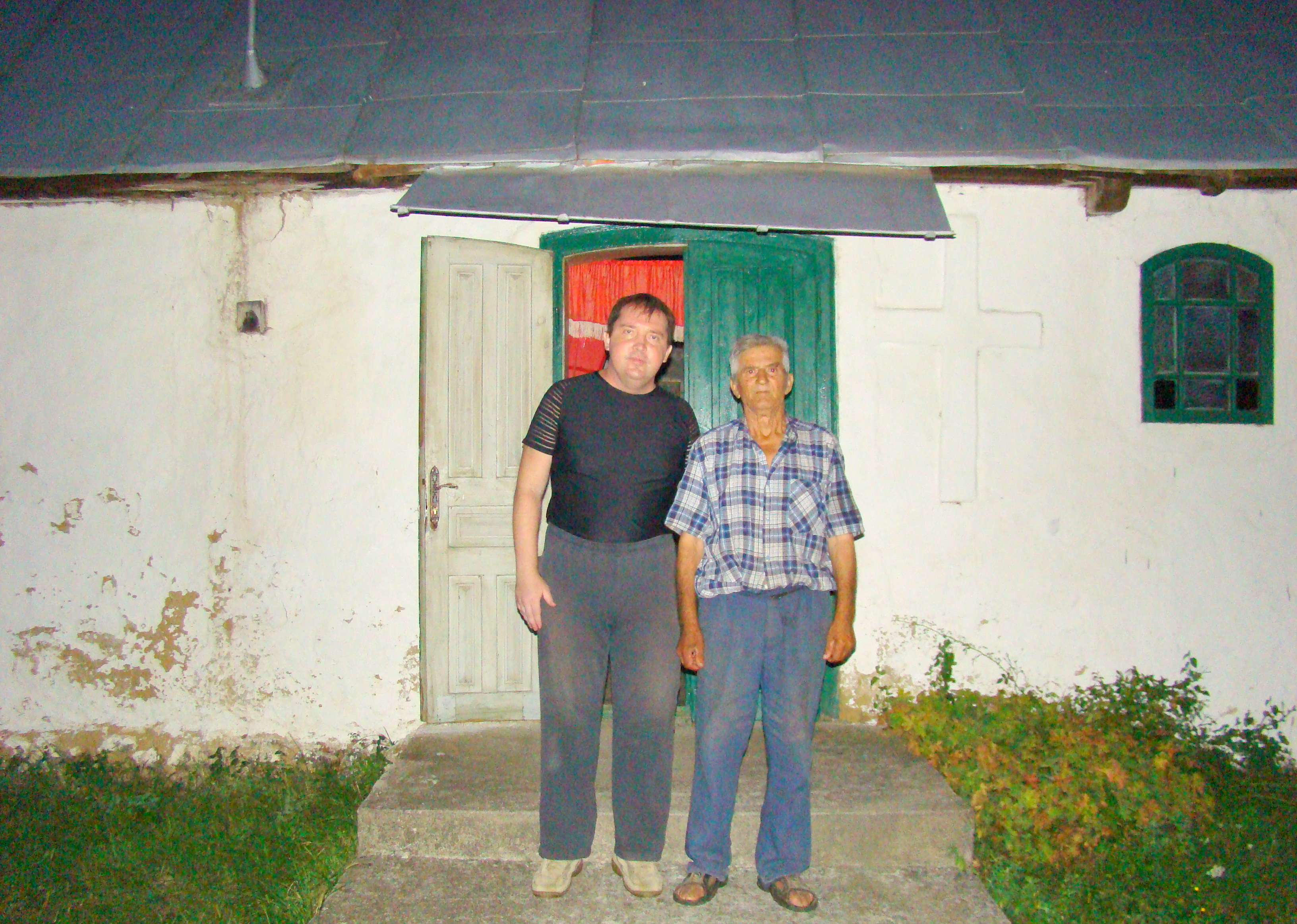
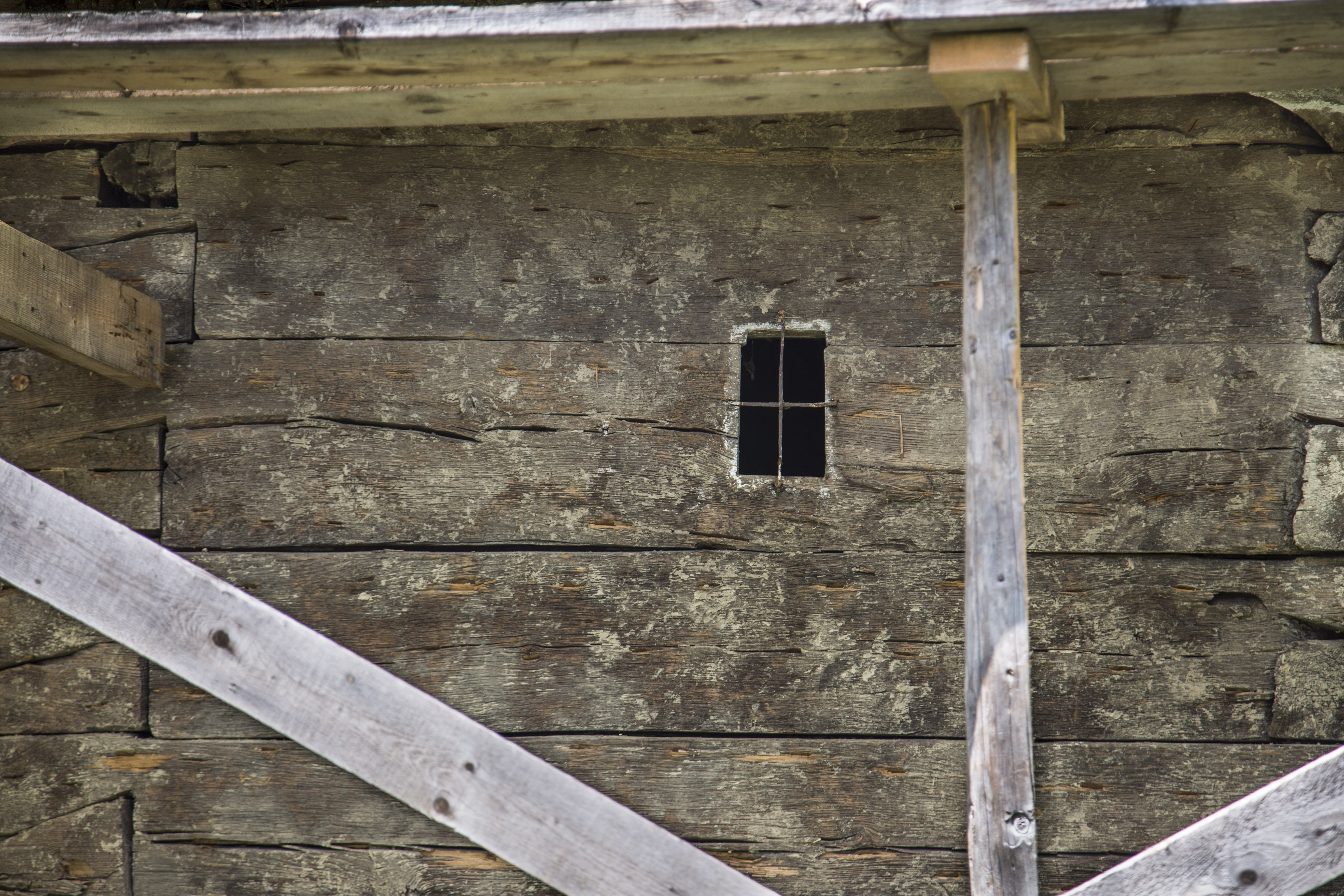